# Xbox 360
Xbox 360（エックスボックス サンロクマル）は、マイクロソフトが2005年に発売した家庭用ゲーム機。
Xboxの次世代機種で、開発コード名はXenon。名称の「360」は360度全方向のエンターテインメント体験を意味するとされる。北米では2005年11月22日、欧州では12月2日、日本では12月10日に発売。略記には「X360」などがある。

## 歴史

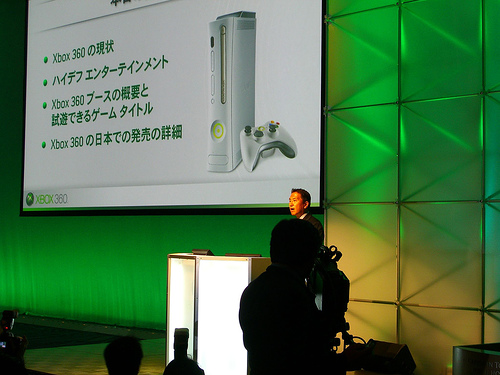
東京ゲームショウ（2005年）

2005年5月12日にXbox 360の発表がMTVを通じ、世界各国で放送された。その後も世界的にMTVとのタイアップを行っている。
日本国内での流通はハピネットが手掛け、日本マイクロソフトのオフィス内にハピネットの営業所が設置された。ハピネット幹部はXbox 360の販売について「前機種よりも遥かに良い感触を得ている」と語っていた。その後2016年にハピネットは流通を撤退しているため、海外ではまだ発売されていた期間である2016~2018年はXbox 360用ディスクソフトが日本で全く発売されず、2015年の『モンスターハンター フロンティアG9 プレミアムパッケージ』が日本においての最終作品となった。
2006年8月、マイクロソフトはXbox 360及びPC用ゲーム開発キットとして「XNA Game Studio Express」の無償提供を発表。これは同社の「Visual Studio C# Express」に、Xbox 360用にコンパイルする機能を付加したもの。実際にXbox 360で実行するにはXNA Creators Clubの会員になる必要がある（日本では4ヶ月4,800円、年間9,800円）。会員同士は独自のネットワークを通じてソフトを配布・共有でき、後にはインディーズゲームとして会員以外にも販売できるようになった。なお、すでにアメリカでは10以上の大学で授業への採用が決まっている。
エントリーモデルとしてハードディスクなどを省略したコアシステムが、欧米ではスタンダードモデルと同時に発売され、日本ではスタンダードモデル発売から約1年後の2006年11月2日に発売された。エントリーモデルは後にメモリーユニットと数本のゲームソフトを同梱したXbox 360 アーケードに切り替えられ、アメリカでは2007年11月18日に発売、日本でも2008年3月6日に発売された。
2007年3月28日にはHDMI端子と120GBのハードディスクを搭載した上位モデルXbox 360 エリートが発表され、アメリカでは同年4月29日に、日本では2007年10月11日に発売された。エリートはスタンダードモデルやコアシステムと異なり、本体やコントローラーが黒を基調としている。このモデルとその後登場された改良型モデルはRRoD問題がほとんど対処された。
2007年8月6日、米国で本体値下げを発表。スタンダードモデルは$50の値下げの$349.99、Eliteは$30値下げの$449.99、コアシステムは$20値下げの$279.99に。日本でも10月22日に11月1日からの値下げが発表された。
2008年9月11日に、日本国内でも60GBハードディスク搭載のスタンダードモデルが発売され、値段も34,800円から29,800円へと値下げされたほか、Xbox 360 エリートは47,800円から39,800円へ、Xbox 360 アーケードは、27,800円から19,800円へと値下げされた。
2009年11月17日、ソーシャル・ネットワーキング・サービス「Facebook」と「Twitter」へのXbox Live上での対応を開始すると発表された。
2010年6月24日には250GBのハードディスクを搭載した新型モデルXbox 360 Sを発売。プロセッサをJasper CPU65nm GPU65nmからValhalla CPU/GPU統合45nmに変更、本体とアダプターが小型軽量化されている。これらの変更に加え、Xbox 360 S以前の機種で問題となっていた熱暴走対策のためにヒートシンクの変更等も行われている。エリート同様、黒を基調としたデザインであるが、つや消しマットブラックから、光沢あるピアノブラックに変更されている。新型機発売により従来のXbox 360 エリートが29,800 円（税込）から24,800円（税込）に、Xbox 360 アーケードが19,800円（税込）からオープン価格にそれぞれ価格改定された。
同年9月8日に行われた「Xbox 360 Media Briefing 2010」で、日本市場に向けたKinect（キネクト）の発売日と、ローンチタイトル10本が発表された。
同年9月9日には4GBのデータ保存機器が内蔵されているXbox 360 4GBを発売。Xbox 360 S本体は、250GBハードディスクモデルのものと同じ性能で、価格は19800円［税込］となっている。本体のデザインは250GBモデルとは異なり、Xbox 360 エリートと同じつや消しマットブラックとなっている。
同年11月1日より、Xbox Live上でXbox 360用オンラインサービス｢ZUNEビデオ｣による映像配信サービスが開始された。ワーナー・ホーム・ビデオ、パラマウントピクチャー、ユニバーサル・ピクチャーズ、メトロ・ゴールドウィン・メイヤー、20世紀フォックス、バンダイビジュアルが、映像提供をすることが発表された。主に、ハリウッド映画、アニメなどが配信されている。
同年11月20日、Kinectが全国一斉発売。東京・秋葉原のヨドバシカメラマルチメディアAkibaにて「Xbox 360 Kinect 発売記念イベント」が行われた。
2013年6月11日に行われた「E3 2013」でXbox 360 Eを発表。北米では同日に発売を開始した。Xbox 360 E本体は360Sよりもさらに本体の製造コストを徹底的に下げ、サイズや動作音などを改良。従来のモデルと価格は変更せずに販売。日本では同年9月19日に発売
。ラインナップは「Xbox 360 250GB」、「Xbox 360 4GB」、「Xbox 360 4GB + Kinect」の三つとなっている。
2013年11月22日、後継機となるXbox Oneが北米などで発売された。
2016年4月20日、マイクロソフトはXbox 360 Eの生産終了を発表。本体や周辺機器は在庫がある限り販売をし、サポートやXbox Liveのサービスについては継続するとしている。Xbox 360本体のバージョンアップは2019年で打ち切られた。また、海外のソフト供給は2018年発売の『FIFA 19』まで続いた。
2023年2月17日、Xbox 360 ストア（ゲーム機内蔵ストア）,Xbox 360 マーケットプレイス（Webストア）から一部の作品が購入できなくなった。ただし購入できなくなる作品は国によって異なる。
2023年8月17日、Xbox 360 ストア（ゲーム機内蔵ストア）,Xbox 360 マーケットプレイス（Webストア）が2024年7月29日をもってサービスを終了すると発表した。これにより、ゲームやDLC、ビデオ コンテンツ等の購入が出来なくなり、「Microsoft 映画 & テレビ」アプリも同日にサポートが終了し、アプリ内で購入したビデオ等もXbox 360上では見られなくなる。ただし、購入済みのゲームは引き続きプレイ可能で再ダウンロードも可能。Microsoftストア（XB1、XSX/S、PC）で販売している後方互換対応タイトル（DLC等含む）、クラウドセーブやオンラインマルチプレイなどは2024年7月以降も影響は無く、引き続き販売やサービスは継続される。後方互換における注意点は、後方互換対応タイトルのゲーム内のメニューでDLCを直接購入できなくなり、Microsoft Storeで購入しなければならなくなる。

### 出荷台数の推移
2005年11月22日に北米で発売、品薄状態の人気となった。テレビCMではローリング・ストーンズの『Jumpin' Jack Flash』が使われていた。一方2005年12月10日に発売した日本ではエンターブレインの調査によると2日間の売上は約6.2万台と、初代Xbox（3日間で約12.4万台）と比して低調なスタートとなった。同時発売のキラーソフトとして期待された『デッド オア アライブ4』の発売延期が原因と言われたが、同作を購入予定だったユーザはソフトの発売延期にかかわらず発売日に本体を購入したと見られ、同作の発売後に本体の売上が大きく伸びることはなかった。2006年1月28日に米マイクロソフトが発表した2006年度第2四半期の決算の中でも、2005年末時点のXbox 360の世界累計出荷台数が150万台（北米90万台、ヨーロッパ50万台、日本10万台）と、日本での不振が際立つ発表となった。
2006年6月末の発表では、世界累計出荷台数は500万台を突破しており、内訳は北米330万台、欧州130万台、アジア40万台。同年12月に『ブルードラゴン』の発売に伴い1ヶ月で10万台を超える国内売上げを記録、2007年初週に30万台を突破。2006年12月末日時点で世界累計出荷台数は1040万台を突破。2007年6月10日までのファミ通の調査では、日本の累計台数は40万台を越え、6月末での世界出荷台数は1160万台だった。同年11月、『エースコンバット6 解放への戦火』やバリューパックの発売などの影響により本体の日本における販売台数が50万台を突破、初代Xboxの本体日本国内販売台数を上回った。値下げ、およびPS3が翌週に廉価モデル発売を控えていた事もあり、11月第1週の出荷台数ではPS3を上回った。2008年6月末日までに世界累計出荷台数は2000万台を突破。8月24日の時点で日本国内推定累計販売台数は68万4695台となった。同年8月、『テイルズ オブ ヴェスペリア』の発売週に約25,000台の売上を記録し、各地で本体の品切れが発生したため公式サイトにお詫びを掲載した。2008年末までで世界累計出荷台数は2800万台を突破。また日本における推定累計販売台数は86万6167台となった。
2009年3月末には日本国内累計販売台数は100万台を突破。これにともないマイクロソフト株式会社は「ありがとうキャンペーン」を実施した。2010年末には140万台を突破。2011年6月末日までに世界累計出荷台数は5500万台を突破。Xbox 360本体やXbox LIVE デジタルコンテンツの好調に支えられてXbox史上過去最高を記録したが、その後は売上が減少傾向になった。2012年10月には世界累計出荷台数が7000万台を突破した。2013年3月末日までの日本国内累計販売台数は約159万台。同年10月のマイクロソフトの決算発表によると世界累計販売台数は8,000万台を突破したことが分かった。

## ハードウェア

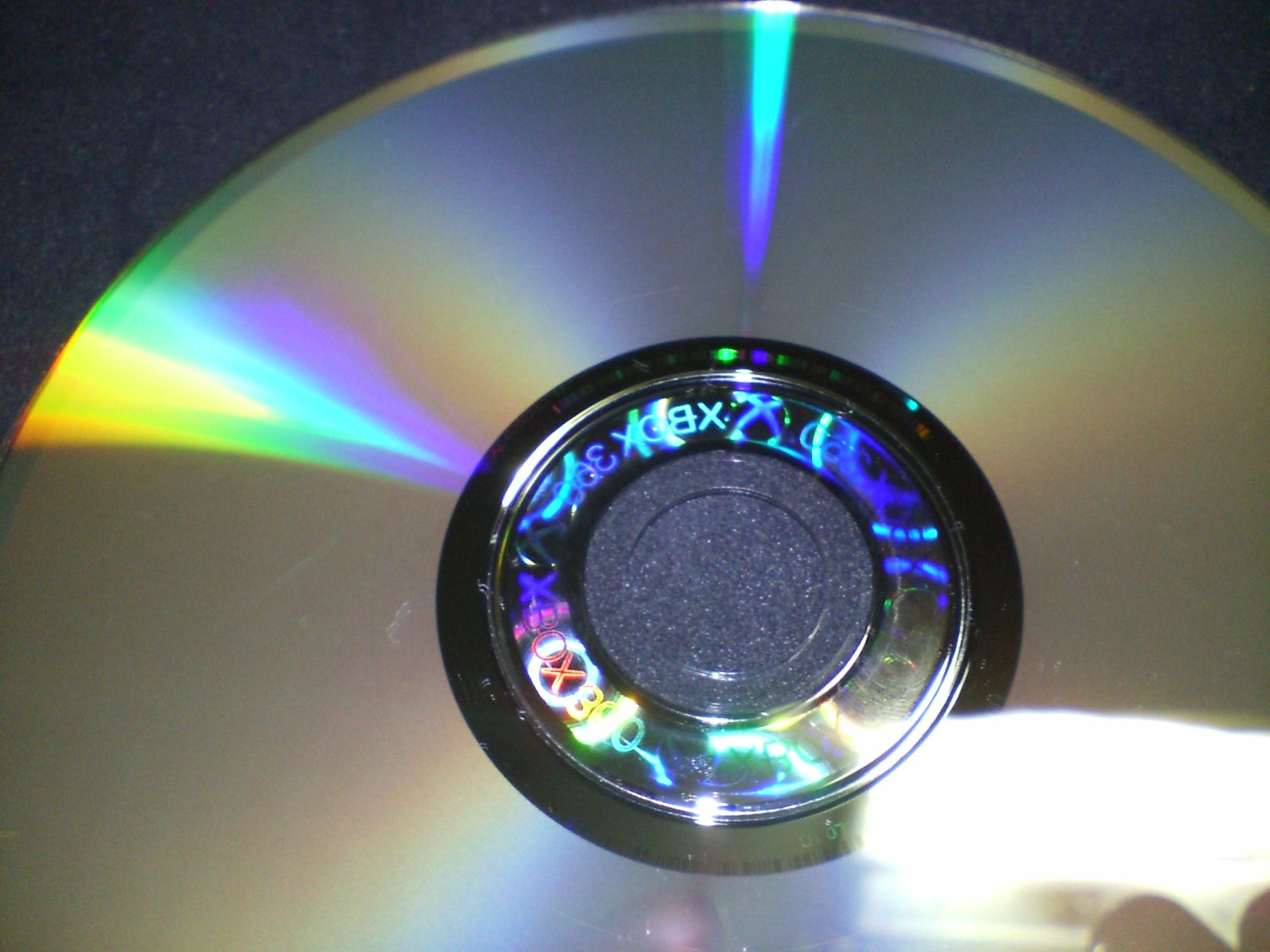
専用DVD-ROM

ハイビジョンに対応し、1920×1080までの解像度、走査方式はインターレースに加えてプログレッシブでの出力が可能となった。また、ゲームサウンドにおいてはドルビーデジタル5.1chサラウンドとリニアPCM2.0chステレオに対応する。
また、PSPに次いでインターネットをゲーム本編以外でも使用できるようになったゲーム機であり、その後発売されたPlayStation 3、Wii以降において基礎となる数々の要素がこのハードで初めて実装された。
- ゲーム機として初めてゲームデータのマウント起動が解禁され、DVD-ROMのデータを丸ごと内蔵HDDに保存して起動できるようになったが、プレイ時はディスクドライブにマウントに使用したディスクを入れたままにする必要がある。
- コントローラーの端子がシリアル端子からUSBに初めて変更された。コントローラーはPCにも接続でき、ドライバーをインストールすることで同様にゲーム用コントローラーとして使用できる。
- LB/RB/LT/RTがボタン二つとアナログ式のバネトリガー二つとし、合計四つの入力端子として実装された。
- コントローラーが無線接続できるようになり、コントローラーは乾電池と充電式バッテリーの両方のチャージ方式に対応した。ただし、Xbox 360コントローラーの無線は独自規格である。
- コントローラーに本体OS側のサブメニューをゲーム中に表示させることができる「XBOXボタン」が追加。この影響により、スタートボタンかXBOXボタンを長押しするだけで本体を遠隔起動できるようになった。
- セーブデータをメモリーカード以外に保存できるようになり、ゲームデータ・セーブデータ・OSそのものをHDDにまとめて移動できるようになり、2.5インチHDDが初めて採用された。PSXはHDDの交換が完全に想定されていない仕様である。
- メディアアプリ（Youtubeなど）が起動できるようになった。
- ゲームデータの後付けアップデート、DLCの追加。この影響でゲーム機用のPOSAカードが初めて誕生し、残高購入の手段を広めるきっかけになった。
- ゲーム機本体にユーザーで自由に追加データをダウンロードできる内蔵フラッシュメモリが搭載された。

なお、初代Xboxの段階で可能となっていた要素は以下である。
- ほぼすべてのソフトでサラウンド(ドルビーデジタル)出力の義務化。
- 世界で初めて有償サブスクリプションでオンラインプレイを制御・集金する制度が完成した。(Xbox Live)
- ボイスチャットが、コントローラーに追加アダプターを接続する形で可能となった。
- 置き方は「横置き」と「縦置き」を両方選べる。

### 仕様
CPU
マイクロソフトとIBMが共同開発した対称型マルチコアプロセッサ PXを採用。グラフィックチップはATIと共同設計したカスタム仕様のGPU Xenosを搭載。ストレージには着脱可能なハードディスクを搭載（「コアシステム」ではオプション扱い）。ゲーム開発環境も配布されており、アルファ版の動作環境はPowerPC 970FXを2つを搭載したPower Mac G5にATI Radeon X850 XT（初期は9800 Pro）。マイクロソフト製としては珍しく、WindowsOSはWindows 2000を大幅にカスタムしたものであり、CPUもPowerPC基準であるため、ほぼ独自OSに近いものが使用されている。そのため、Xbox OneとはCPUの周波数で差が生じたことで直接的なハードウェアの互換性を付与できなくなったり、360とOneの周辺機器に互換性を持たせるのが難しくなる問題が発生してしまった。

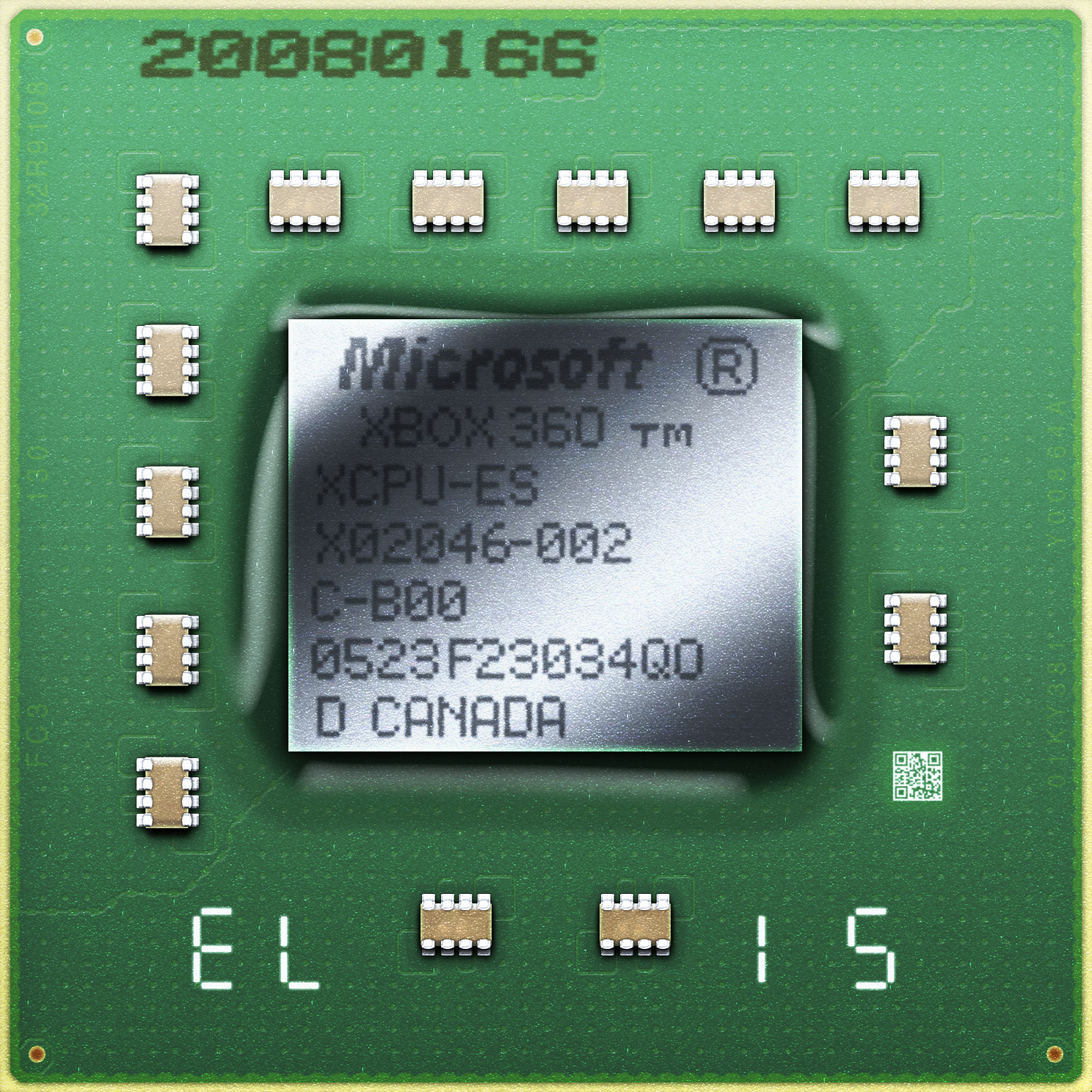
Xbox 360のCPU

- IBM PowerPCカスタムのXenon 3.2GHz（コードネーム「PX」）
- 対称型3コア
- 各コアごと2ハードウェアスレッド（合計6スレッド）
- 命令実行はインオーダ式（アウト・オブ・オーダー実行には非対応）
- 各コアごとにレジスタがGPR（汎用レジスタ）とFPR（浮動小数点演算レジスタ）ともに64本
- バイエンディアン（エミュレーションのため）
- 各コアごとにVMX-128 ベクトルユニット（合計3つ）
- ハードウェアスレッドごと128個のVMX-128レジスタ
- L1キャッシュは各コアに64kB、L2キャッシュは1MBで各コアで共有
- フロントサイドバス転送速度は毎秒21.6GB

GPU

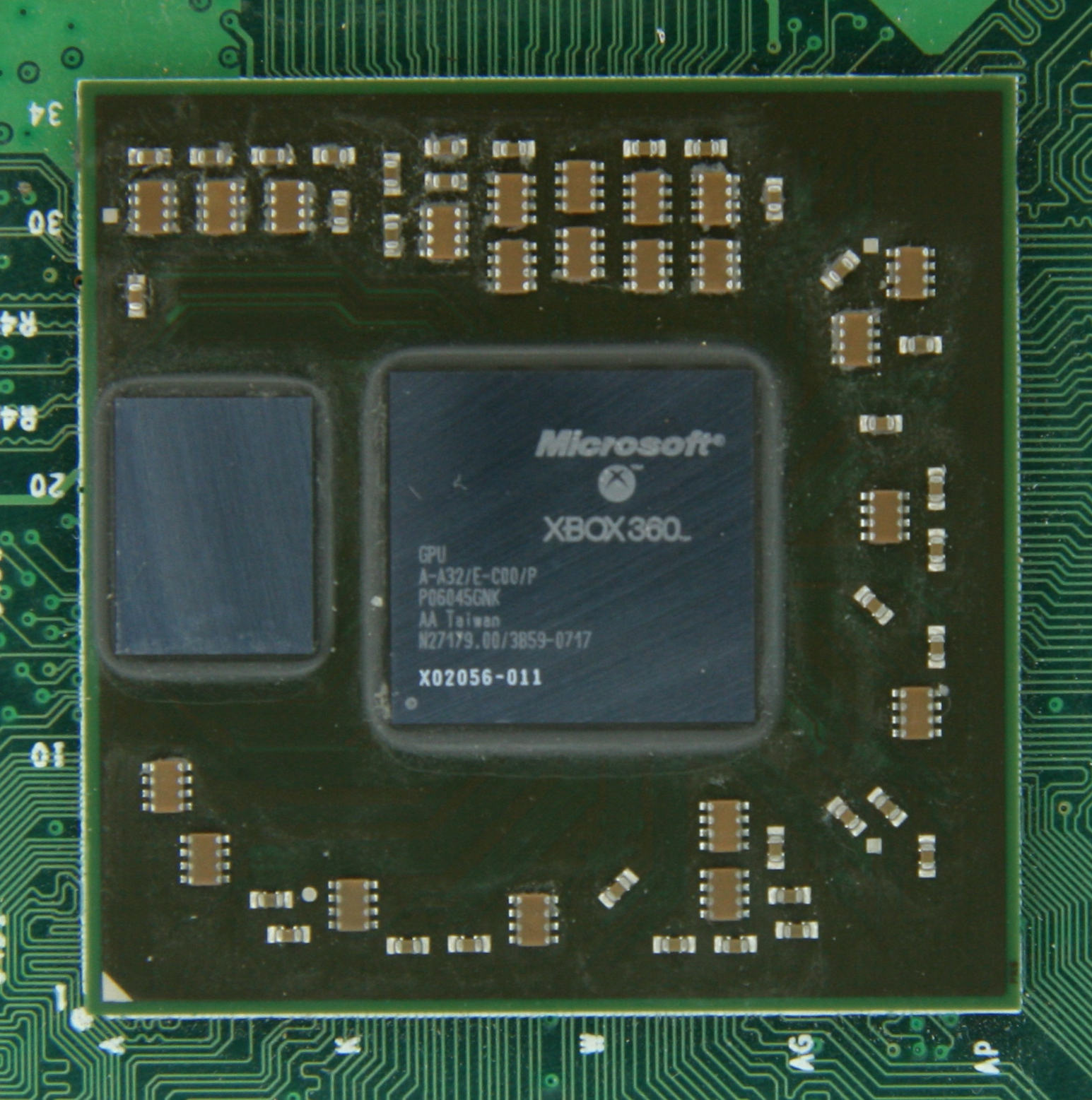
Xbox 360のGPU

- ATIカスタムグラフィックプロセッサ（Xenos）500MHz
- 10MB 混載DRAM（32GB/秒の転送速度、2GHzバス）
- シェーダーパイプラインへの動的割り当て可能な並列48基の浮動小数点演算器
- 統合型シェーダーアーキテクチャ（世界初）
- 毎秒5億トライアングルのポリゴン描画能力
- MSAA（マルチサンプルアンチエイリアシング）4X使用時に毎秒16Gサンプルのピクセルフィルレート
- 毎秒480億回のシェーダー演算

メモリ
- 512MB GDDR3 RAM 700MHz DDR（CPU、GPU共用）
- メモリ転送速度
  - メモリインターフェースバス: 22.4GB/秒
  - EDRAM: 256GB/秒
  - フロントサイドバス: 21.6GB/秒

システム全体の浮動小数点演算性能
- 1T（テラ）FLOPS

オーディオ
- ウォルフソン・マイクロエレクトロニクス社製ステレオコーデックを搭載
- ほとんどのソフトはDolby Digital 5.1ch対応
- S/PDIF、またはHDMI端子によるDolby Digital 5.1ch出力に対応（DTS Digital SurroundはS/PDIFのみ）
- 5.1ch非対応ソフトはLinear PCM 2.0chでゲームサウンド収録
- DVD-VideoでのみDTS Digital Surroundもサポートする（360Eは非対応）
- 48kHz/16ビット対応
- CD-DAでは44.1kHz/16ビットもサポート
- CD-DAの取り込みに対応（インデックス情報は自力で記入）
- DVD-Videoでは48kHz/24ビットもサポート
- 320チャンネルの音声を同時デコード
- 256チャンネル以上のオーディオチャンネル
- S/PDIF端子搭載（Xbox 360 S）

記憶装置
- 12倍速 DVD-ROM（CD-ROM速度は非公表）
- 2.5インチ ハードディスク（容量は20GB・60GB・120GB・250GB。Gears Of War 3、KINECT Star Warsエディションのみ320GB、360Eスペシャルエディションのみ500GB）
- 2つのメモリーユニットスロット（容量は64MB・256MB・512MB）初期モデルの2010年までのバージョンはメモリーユニット、HDD以外を記録媒体に使用できない
- 2008年12月末より出荷された「アーケード」には、256MBメモリーユニットを内蔵
- 2010年4月のアップデートによりUSBメモリをストレージ機器として利用可能（上限16GB）
- 2011年9月9日より出荷された「Xbox 360 S 4GB」および「Xbox 360 E 4GB」には、4GBメモリーユニットを内蔵
- 2015年4月のアップデートによりUSB拡張ストレージ、外付けHDDをストレージ機器として利用可能（上限2TB）

デジタルのメディア対応
- 対応メディア（フォーマット）：DVDビデオ、DVD-ROM、DVD-R/RW、DVD+R/RW、音楽CD（CD-DA）、CD-ROM、CD-R、CD-RW、WMA CD、MP3 CD、JPEG Photo CD
- 対応音楽ファイル（フォーマット）：MP3、WMA、AAC（Xbox Liveからの拡張機能ダウンロードが必要、保護されていない物のみ）
- 対応画像ファイル（フォーマット）：JPEG
- 対応動画ファイル（フォーマット）：WMV（WMV7、8、9、9AP、VC-1対応）、AVI、DivX、MPEG4 Part2（WMV以外のフォーマットの再生、YouTubeの使用についてはXbox Liveからの拡張機能ダウンロードが必要）
- 携帯音楽プレーヤーやデジタル カメラ、Windows XP対応PCに保存されているデータの再生
- Xbox 360ハードディスクへの音楽CDの取り込み
- 全てのゲームで使用可能なカスタム再生リスト
- Windows Media Center Extender 機能内蔵（2023年現在は実質使用不可能）
- 音楽再生時の3D視覚エフェクト

コントローラ
ワイヤレスコントローラーを標準装備。追加コントローラーとしては無線版と有線版があり、合計4台まで接続可能。無線は独自規格。
Xbox Oneと360の間でコントローラー・メディアリモコン・KINECTは互換性なし
メディアリモコンは赤外線タイプ
接続端子
- 3つのUSB 2.0ポート（前面×2、背面×1）（Xbox 360 Sは5つ （前面2、背面3）、Xbox 360 Eは4つ（全面2、背面2））
- イーサネット接続端子 (RJ-45)（Xbox 360 SはWi-Fiも標準装備）。ブロードバンド接続でXbox Liveに接続可能。
- USB経由の本体のオフラインシステムアップデートに対応

サイズ
- 外形寸法：309×258×83 mm
- 重量:約3.5kg

## 内蔵機能
販売する地域のレイティング基準に応じた年齢制限機能を搭載。起動できるゲームやXbox Liveの利用を保護者が制限できる。制限機能は本体側から設定できないため、ブラウザーかスマートフォンでインストールしたXbox用セーフティアプリケーション上で親がサインインしたアカウントから設定する必要がある。
ディスクの一枚当たりの容量はPlayStation 3用BD-ROMに劣るため、一部作品では二枚組のDVD-ROMが同梱されて販売される場合がある。その場合は二枚目がインストール専用ディスクとして扱われたり（『HALO 4』など）、一部のディスクによる部分的なインストールを必要とする（『バトルフィールド3』など）。インストールディスク、および一部作品はOS側のディスクの取り込み機能を利用できないが、インストールに使用しない側のディスクは取り込みが可能である。OS側で取り込んだディスク容量の部分を他のディスクの部分から切り替えて遊ぶ場合は、セキュリティ上の問題から該当するディスクに交換する必要がある。ゲーム内のデータインストールはXbox 360本体に内蔵された専用フォーマットの2.5インチHDDが必要であり、内蔵HDDを搭載しないと遊べない作品も2013年以降わずかに存在する。『スターオーシャン4』のような三枚組、『ロストオデッセイ』のような四枚組のDVD-ROMを使用する作品も存在。
初期型のXbox 360では特殊なケースにHDDが取り付けられているが、360S以降ではHDDに小型のケースを付けて直接本体に装填ができるようになっている。HDDはかなり厳重に暗号化されているため、非公式でHDDをXbox360で使用できるようにする場合は「HDDHackr」などをMS-DOSが起動できる環境とWestern Digital製HDDの両方を用意してパッチする必要がある。
しかし、初代Xboxのゲームをプレイするためのデータはどのモデルでもマイクロソフト純正の内蔵HDDにしか存在せず、この方法を使って交換した場合は非公式ツールを使用してエミュレーターデータを追加した場合でも、初代Xboxのゲームは遊べない。また、この仕様上、実際に使える容量は初代Xbox用のBIOSデータを除くため、5~6GBほどHDDのデータが削られる。内蔵HDDを外した本体でも初代Xboxのゲームは遊べない。本体の起動中にハードディスクを外したり、AVケーブルの切り替えスイッチを操作すると、本体は強制的に再起動する。一部のAVケーブルはただのコンポジットケーブルではなく、S/PDIF、コンポジット、D端子（海外製ケーブルの場合はコンポーネント端子）を同時に搭載したものも存在し、D映像端子、またはアナログ信号によるHD出力でXbox 360をプレイする場合はこのケーブルが必要になる。（360EではAV端子が接続できないため、D端子に非対応。）
ゲーム機としては珍しく、RGB端子によるPC用ディスプレイへの画面出力も対応。この場合、音声ケーブルは赤白のRCAプラグになるが、ケーブルに同梱されたアダプターで3.5mm端子に変換することも可能。
データのキャッシュ機能も有する。セーブデータなどの一部キャッシュはクラウドサーバーにアップロードできる。キャッシュ削除には2種類の方法があり、キャッシュのみクリアする方法と保存されている全てのタイトルアップデートもクリアする方法がある。
内部のOSは2005年に初出した後、2008年、2010年、2012年にほぼすべてのUIを変更した大規模アップデートが行われている。最初はメニュータブが極端に大きく表示されていたが、2008年ではUIが縦向きになり、2012年ではUIが横向きになった。2019年で本体のアップデートは事実上打ち切られているため、2023年時点ではXbox Liveの名称がXbox ネットワークに変更されていない。2010年では起動するときに出る「XBOX 360」ロゴの演出と音楽が変更された。2013年では一部のパッケージに表記されるXbox 360のロゴがXbox One用ディスクジャケットに近いデザインに変更され、ディスクジャケット裏面の注意書きの表記もXbox Oneと同じものが追加された。2024年以降のXbox 360向けXbox Marketplaceのサービス終了以降は、無料DLCがダウンロードできないことで一部作品の新規オンラインゲームのマルチプレイに支障が出るリスクがある。
ほぼすべてのゲームでクラウドセーブが可能であり、2020年以降はLive Goldに加入していなくてもクラウドセーブを自由に使用できる。

### デバイス・ソフトウェアとの連携

#### PCとの連携
Windows XP Media Center EditionやWindows XP SP2搭載PC内の画像・映像・音声ファイルが再生でき、映像再生はWMV形式を、MCE環境ではMPEG形式もサポート。PCをホームサーバとして、Xbox 360をそのクライアントとする形態である。またMicrosoft XNAで開発されたプログラムは、PC、Zune HD、Windows Phone 7でも動く。
コントローラーはUSB接続であり、一部制限はあるがWindows XPとWindows Vista、Windows 7のPCでも使用可能。有線コントローラ用のデバイスドライバはマイクロソフトのサイトでダウンロードでき、無線コントローラーについても、受信機であるワイヤレスゲームアダプターが2007年5月24日に日本でも発売され、ワイヤレスヘッドセットやワイヤレスレーシングホイールとともに利用が可能に。この他Xbox LiveビジョンカメラもWindows Live Messenger等で使うWebカメラとして利用可能。

#### Xbox SmartGlass
Xbox SmartGlassは、Windows 8/iOS/Android/Windows PhoneデバイスをXbox 360のサブスクリーンとして使う機能。情報表示やリモートコントロールが行える。2013年3月現在、日本で対応しているゲームソフトは『Halo 4』や『Forza Horizon』など15タイトル。2018年5月18日でサービス終了となった。

#### Internet Explorer
2012年10月16日にIEのアプリの無料配信が開始され、全体的なUIは当時登場していたWindows 8に近いものになった。ただし、IEの全体的なサービス終了に合わせ、2022年6月15日以降は起動しても全てのサイトで「インターネットに接続できませんでした」のエラーが表示されるようになり、事実上使用不可能となった。

#### YouTube
2011年ごろからアプリケーションが無料で配信開始された。起動には無料の拡張プラグインのインストールが必要。全体的なUIは後にWii U版と統一されているが、Wii U版Youtubeが先にサービスを終了している。最大画質はPS3以降と異なり720p。Marketplace終了後の2024年8月以降も引き続き使用が可能で、2024年にはUIも現代と同じ仕様に改良されている。

#### Kinect(Xbox 360 Kinect)
初期型の場合は専用のUSBアダプターを経由した噛ませ接続、360S以降はkinect用AUX端子を直接本体に接続することで、kinectが使用可能になる。Kinectには大量の設定項目が存在する上、キネクト本体を常に水平な場所に設置する必要がある。また、カメラの角度は内蔵のモーターによって若干自動調整が可能。設定項目は以下の種類が存在。Kinect内蔵のマイクをボイスチャットに使用することも可能。
- トラッキング　プレイヤーのトラッキング認識を補正する。カメラの角度が床などを参照にして自動的に調整された後、プレイヤーの顔と両手を検知させる。
- オーディオ　テレビやアンプから流れる音響の判定を正しく行う。最初にノイズ音を判定し、次に専用のSEを流して音量の判定を行う。その後、三回連続で特殊な効果音をテレビ・アンプから流して音響効果を調整する。マイクの音量判定は最後に行われる。
- センサーの調整　『Kinect アドベンチャー!』などに同梱されている「KINECT センサー調整カード」を使い、2~3メートル離れた場所からカードに書かれた顔の絵柄を、画面に表示されている眼鏡マークに合わせることでプレイヤーの距離の補正を行う。カードがない場合の代替は不可能。
- Kinect IDの登録　Xbox 360のホーム画面上でもKinectがプレイヤーの顔を認識できるようにするために顔のIDを登録する機能。2~3メートル分Kinectとプレイヤーを離した位置にし、何度も画面が示す特定の距離にカメラを見ながら移動することで顔を登録できる。

### 後方互換性
Xbox 360では、Xboxに対応したソフトの一部をプレイすることが可能となっているが、両者にはアーキテクチャの互換性が無い。そのため、ソフト個別に対応したエミュレーターソフトをハードディスクにインストールする必要がある。互換性の都合上セーブデータはハードディスクに保存しないといけないことから、エミュレーターのデータ自体はXbox 360内のHDDに同梱されている。
エミュレーターソフトはXbox Liveより自動的にダウンロードおよびインストールされる。接続していない場合は、パソコンでダウンロードしてCD-R等に保存するか、郵送でエミュレーターソフトを取り寄せる必要がある。
2007年11月28日時点でXbox 360での動作に対応しているXboxソフトは日本国内で122本あり、売り上げが高かったタイトルを中心に対応作業を進める一方、マイナーなタイトルでもメジャータイトルの対応作業の結果、対応するようになったケースもあった。なおリージョンプロテクトされていないタイトルは日本国内版の本体で動作可能。

## バリエーション
本体は縦置き、横置きともにスタンド無しで可能である。
発売時期により大きく3つの型がある。
- 無印型：Xbox 360、HDMI搭載型Xbox 360 （2005,2007年）
- S型：Xbox 360 S （2010年）
- E型：Xbox 360 E （2013年）

以下にXbox 360のバージョンを発売順に挙げる。

### スタンダードモデル
スタンダードモデル特有の特徴もいくつか存在し、「無線LANを搭載していない」、「メモリーカードスロットの搭載」、「Kinect用端子を搭載していない」事が挙げられる。コアシステム以前のモデル、アーケードのみ2010年あたりまでに出たファームウェアのバージョンアップに256MB以上のメモリーユニットが必要になることがある。逆に、2010年以降のファームウェアではUSBメモリに対応しているのでこのような事態は発生しない。最初の基板コードネームは「Xenon」であったが、2008年の「Jasper」モデルまで頻繁に基板が改良された。
スタンダードモデルは「Xenon」→「Elpis」→「Zephyr(HDMI端子がここで追加)」→「Falcon」/「Opus」→「Jasper」→「Tonasket」の順番に基板が変更され、「Jasper」で2008年3月以降に発売されたモデルでRRoD問題がほとんど修正された。

#### 20GBモデル

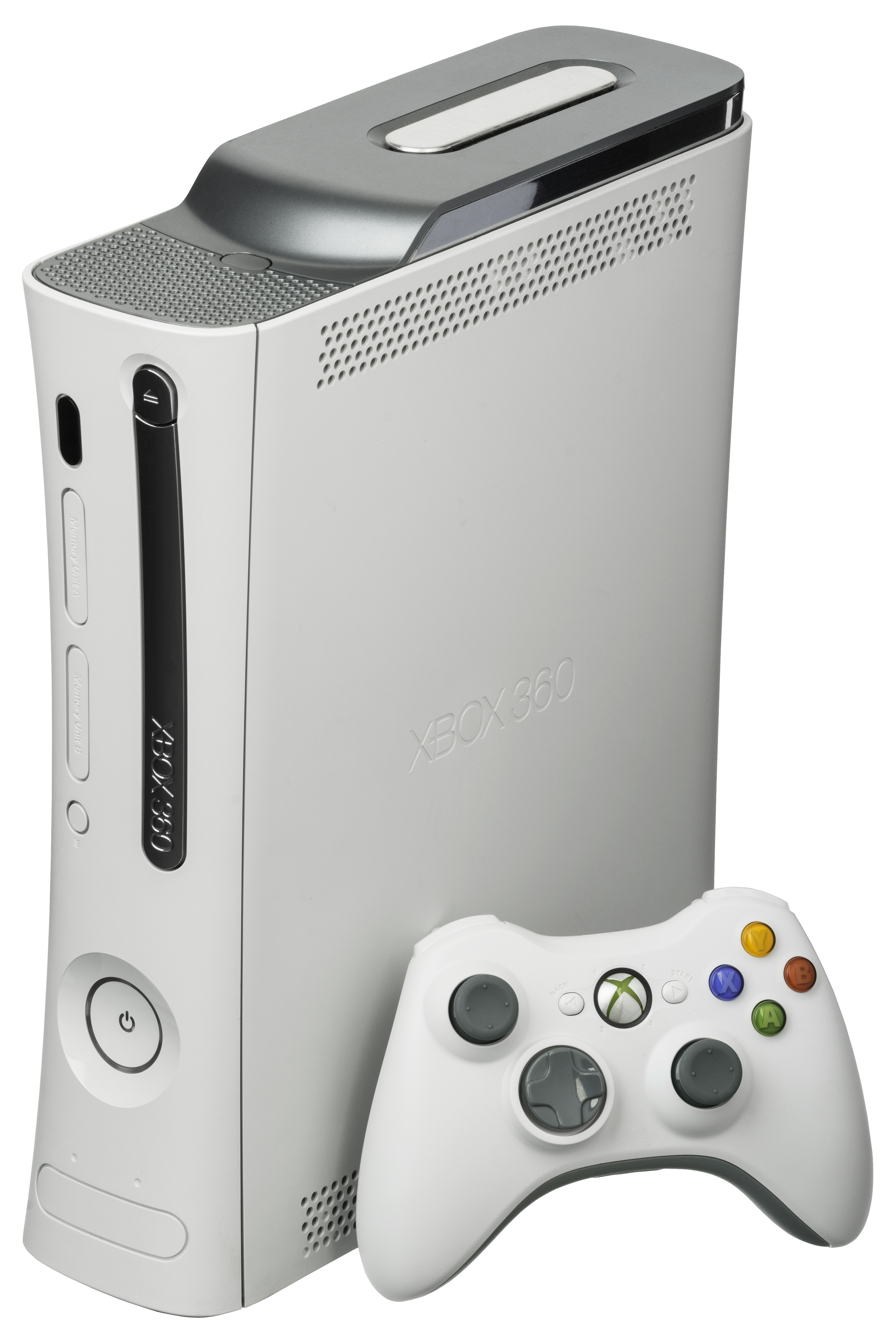
Xbox 360

2005年12月10日より発売。希望小売価格は日本では39,795円（税込）で、2007年11月1日に34,800円（税込）に値下げされた。アメリカでの価格は399.99$（後に349.99$に値下げされた）。販売を終了している。
日本でのパッケージ内容は以下の通り。
- Xbox 360 本体
- 記憶装置（ハードディスク 20GB）
- ワイヤレスコントローラー（1個）
- メディアリモコン
- D端子 HD AVケーブル
- LANケーブル
- ACアダプタ
- 取り扱い説明書
- 単三乾電池 4本（ワイヤレスコントローラとメディアリモコン用）

日本以外では映像出力用のケーブルがコンポーネント HD AVケーブルとなっている。また欧米ではメディアリモコンとそれ用の乾電池2本は初回出荷分にしか同梱されなかった一方、それらの地域では初回出荷分以外でもヘッドセットが含まれている（オーストラリアやメキシコ等、日本と同様に「ヘッドセットなし、初回出荷分以外でもメディアリモコン同梱」という地域もある）。

#### HDMI搭載 20GBモデル
アメリカでは2007年8月頃より、Premium System（スタンダードモデル）のHDMI端子搭載のスタンダードモデルの出荷が始まっている。Eliteとの差はHDDの容量と本体等の色だけである。このモデルで発熱対策が進んだため、RRoDはほとんど発生しなくなった。
日本でも「Xbox 360バリューパック」（2007年11月1日発売）や「Xbox 360 デビルメイクライ4 プレミアムパック」（2008年1月31日）に関してはHDMI端子搭載を公式に発表しており、バリューパック終了後のスタンダードモデル本体もHDMI搭載型になっている。
なお、将来的にスタンダードモデルの内部がHDMI端子搭載などエリートの物になることはエリートの発売前から予定されていた。

#### 60GBモデル
2008年9月11日からはHDDの容量を60GBに増やしたスタンダードモデルを29,800円（税抜28,381円）で発売。20GBモデルはオープン価格に改定し、在庫が無くなり次第販売終了。さらに2009年9月10日に、エリートのマイナーチェンジモデル（エリートからHDMI AVケーブル等を省略したもの、詳細は後述）が発売され、スタンダードモデルは在庫限りオープン価格に移行。在庫が無くなり次第発売終了。

### Xbox 360 コアシステム
2006年11月2日より発売。希望小売価格は29,800 円（税込）で、2007年11月1日に27,800円（税込）に値下げ。アメリカでの価格は299.99$（後に279.99$に値下げ）。
ハイビジョン出力には別途D端子 AV ケーブル等が必要。アメリカでは後述のアーケード発売後に販売終了となった。日本でも販売終了。
パッケージ内容は以下の通り。スタンダードモデルと異なり、地域によって映像出力ケーブルの違いはない。
- Xbox 360 本体
- コントローラー（1個）
- コンポジット AVケーブル
- ACアダプタ
- 取り扱い説明書

ゲームのデータ保存には別売メモリーユニット（64MB、512MB）やハードディスクが必要。別売ハードディスク（20GB、60GB、120GB、250GB）を取り付ければスタンダードモデルと同等の性能になる。

### Xbox 360 エリート

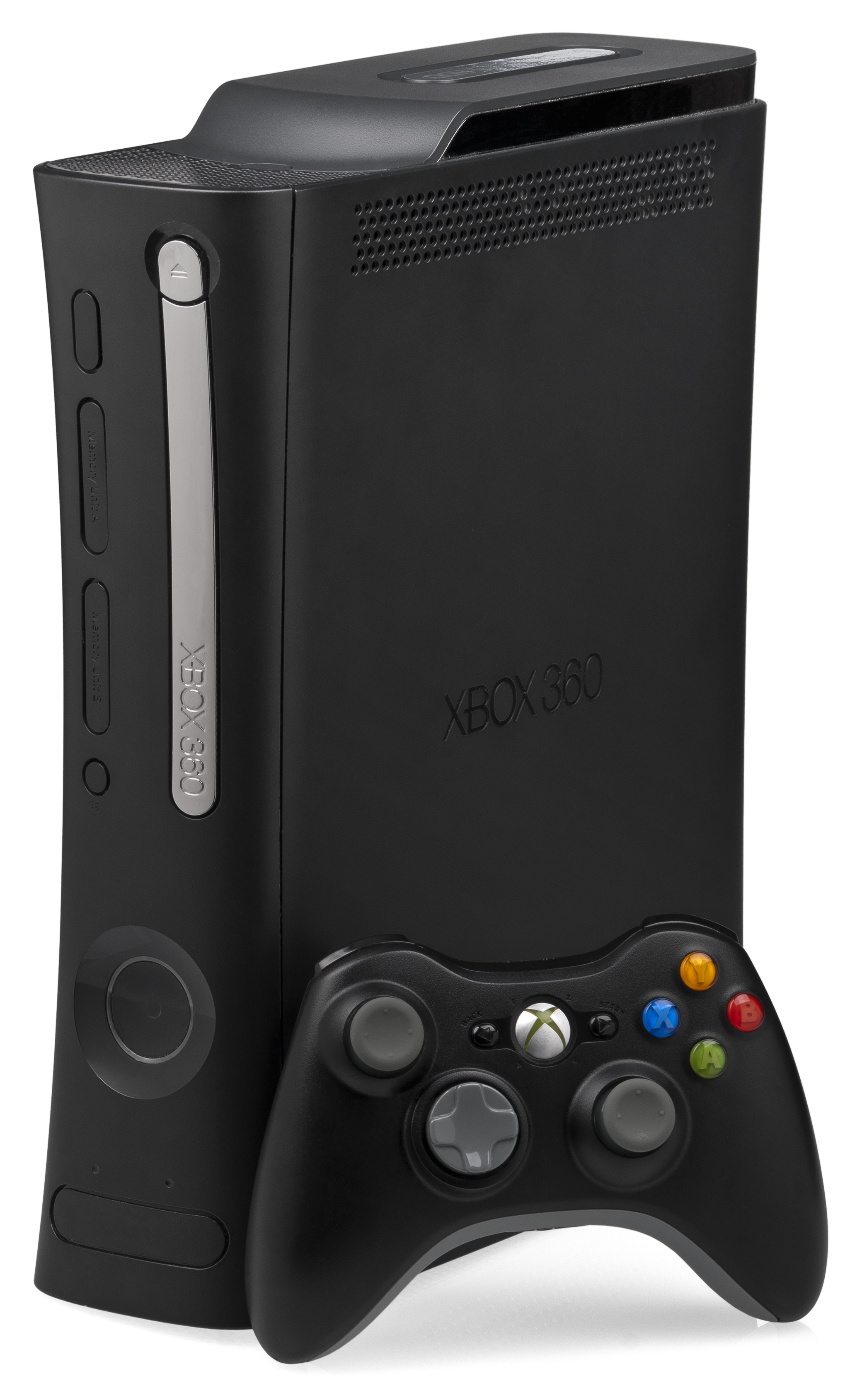
Xbox 360 エリート

2007年10月11日より発売。希望小売価格は日本では47,800円（税抜45,524円）、アメリカでの価格は479.99$（後に449.99$に値下げ）。2008年9月11日より39,800円（税抜 37,905円）に改定された。
パッケージ内容は以下の通り。欧米におけるスタンダードモデルのパッケージ内容をベースに、HDDを120GBに変更しHDMI出力用のケーブル類を追加した（ただし日本では非HDMI環境用のケーブルはスタンダードモデルと同じくD端子ケーブルである）。
- Xbox 360 本体（黒）
- 記憶装置（ハードディスク 120GB）
- ワイヤレスコントローラー（1個、黒）
- ヘッドセット（黒）
- D端子 HD AVケーブル（日本以外ではコンポーネント HD AVケーブル）
- HDMI AV ケーブル
- LAN ケーブル
- AC アダプタ
- 取り扱い説明書
- 単三乾電池 2本（ワイヤレスコントローラ用）

単品の120GB HDDに付属しているデータ移行用のケーブルとディスクは付属していないが、120GB HDDに同梱されている物がそのまま利用でき、またエリート購入者向けにユーザーサポートでも提供する。
2009年9月10日に、新型エリートが発売になった。新型エリートとの違いはHDMI AVケーブルとD端子 HD AVケーブルが非同梱と価格の値下げ。旧エリートも、同価格の29,800円（税抜28,381 円）で発売され、在庫限りで終了。Xbox 360 Sの発売に伴い、価格は24,800円へと変更された。

### Xbox 360 アーケード

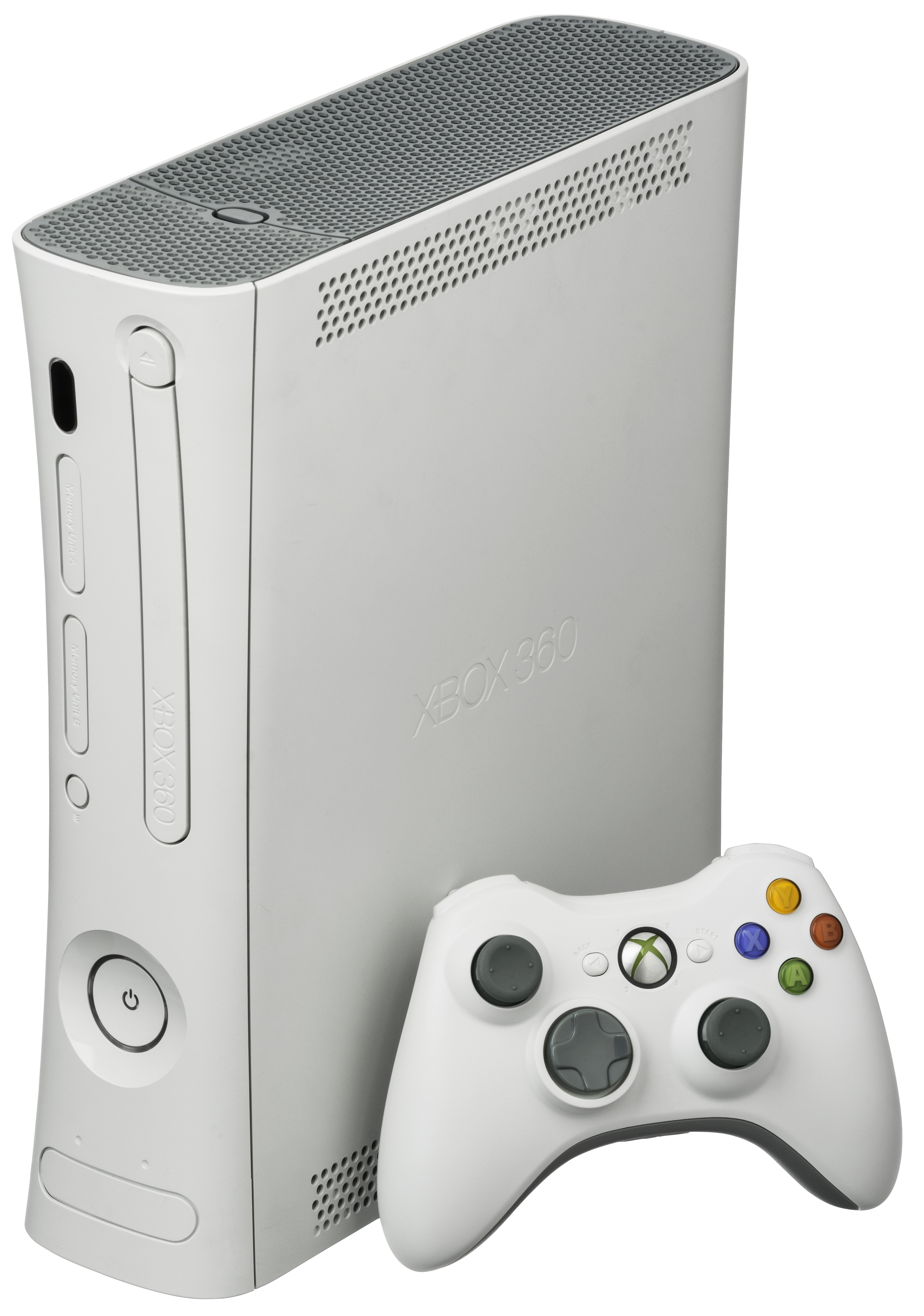
Xbox 360 アーケード（最初に発売されたモデルとはHDDを搭載していない、一部パーツにメッキが入っていない等の違いがある。）

先述したコアシステムと同じカラーリングの本体（HDMI端子搭載、同梱のケーブルはコアシステムと同様）に、無線コントローラを同梱したパッケージ。コアシステムに替わるエントリーモデルとして位置づけられている。アメリカで2007年10月18日発売、日本でも2008年3月6日に発売。2008年9月11日より19,800円（税抜 18,857円）に改定された。出荷時期により、256MBのメモリーユニットとXbox Live Arcadeタイトル5本(後述)を収録したディスクを同梱している物と、256Mメモリーユニットに相当する物を内蔵している物がある。Xbox 360 Sの発売に伴い、オープン価格へと変更された。
ディスクに収録されているXbox Live Arcadeタイトルは以下の5本（3600MSP相当）。『UNO』のみ400MSP、他は各800MSPで配信されている、または、していた物である。※『UNO』は2014年12月末に配信終了している。
- UNO
- パックマン チャンピオンシップ エディション
- フィーディングフレンジー（英語版）
- Boom Boom Rocket（英語版）
- Luxor 2（英語版）

また日本では同ディスクに以下の5本の体験版も収録している（『Marble Blast Ultra』体験版は配信終了している）。
- Zuma
- 3D Ultra Minigolf Adventures（英語版）
- Soltrio Solitaire（英語版）
- フロッガー
- Marble Blast Ultra（英語版）

価格についてはコアシステムと同様であるため、上記のXbox Live Arcadeタイトルで約5400円、256MBのメモリーユニットはこのパッケージ独自の物なので単純な比較はできないが、改定前の本体の価格としては8500円程度の値下げとなる。2008年12月末頃から出荷されているアーケードには省電力化された基板「Jasper」に256MBのメモリーユニットが内蔵され、HDDを装填していない場合にゲームをほとんどまともにプレイできなくなったり、特定の状況下で本体をバージョンアップできなくなるような事態を防いでいる。ただしメモリユニットは付属しない。このため、パッケージに注意を促すシールが貼られている。また、さらに後には先述のディスクの添付もなくなっている。

### Xbox 360 S 250GB

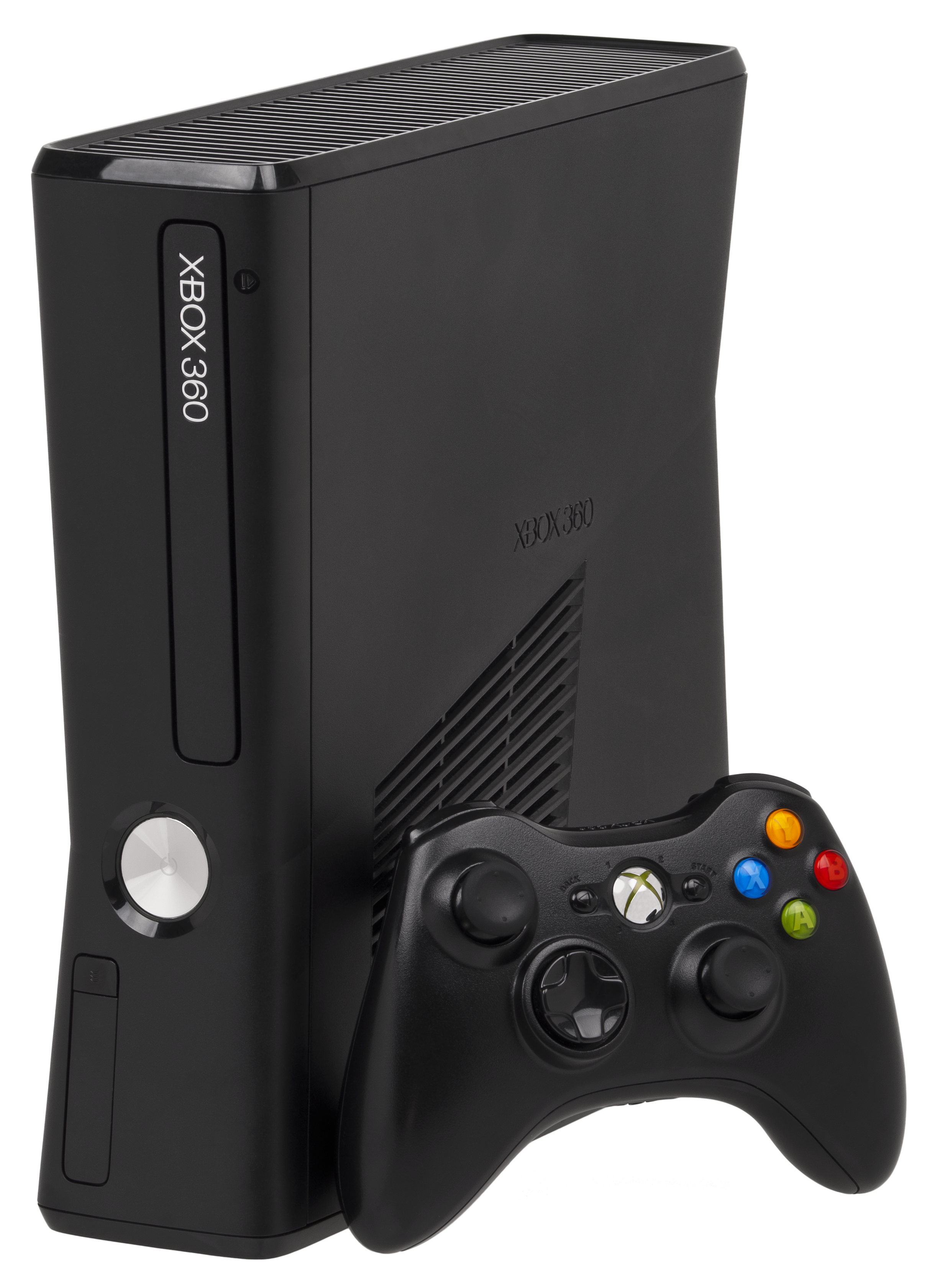
Xbox 360 S（リキッドブラック）

新型Xbox 360第一弾として2010年6月24日より発売。価格は29,800円。「Xbox 360 S 4GB」の上位モデルとして販売されていた。当初、本体外装に光沢のある「プレミアム リキッド ブラック」として販売されたが2011年初夏に一旦販売終了し、2012年2月23日からは、4Gモデルと同じマット加工の「リキッド ブラック」の販売が開始された。他、従来より以下の点が変更されている。
基板は最初に「Trinity」が採用され、その後「Corona」、「Waitsburg」に変更された。
- 大きさが一回り小さくなり、軽量化されている。
- 別売の専用ハードディスクドライブの装着が、外付型から内蔵型に変更。これにより、分解・改造を行わない場合は従来機のハードディスクの取付が出来なくなったためデータ転送ケーブルが同日に発売された。Xbox 360専用HDDは特殊な処理がかかっているために、そのHDDを直接PCに装填しても認識しないが、パーティションを削除すれば使用することが可能になる。
- ネットワーク接続に関しては、従来機から搭載されていた有線LAN端子に加えて、新たに802.11b/g/n Wi-Fiを内蔵している。
- USBポートは3（前面2、背面1）から5（前面2、背面3）、プロセッサはJasper CPU65nm GPU65nmからValhalla CPU/GPU統合45nmにそれぞれ変更。
- ACアダプタDC出力は203Wから135Wに省電力化、二つの小型ファンから一つの大型ファンに変更。従来機より静粛化が図られているが、発熱量は据え置きとなったためその後のモデルで解消された。アダプタソケットの形も変更されたため従来のアダプターとの互換は不可。
- Kinect接続用ポート、光デジタル端子が追加[48]。
- 無線コントローラーの「Microsoft」の（旧）ロゴが「XBOX 360」に変更され、電池ケースが外れにくくなり、コントローラーの接続用ボタンも押しにくくなった。
- 電源ボタン・イジェクトボタンがタッチ式ボタンになる。また、本体からエラーが発生した際にサイドリングのLEDが点灯しなくなったため、死の赤リングの症状かどうかをエラー時に本体を見るだけで判別できなくなる。

パッケージ内容は以下の通り。
- Xbox 360 S 本体（プレミアムリキッドブラックからリキッドブラックに変更）
- 記憶装置（内蔵ハードディスク 250GB）
- ワイヤレス コントローラー（リキッドブラック）
- ヘッドセット（リキッドブラック）
- コンポジット AV ケーブル
- ACアダプター
- 取扱説明書一式、試供品の乾電池
- Xbox Live 1ヶ月 ゴールドメンバーシップ

#### Xbox 360 S 250GB + Kinect
2010年11月20日よりKinect発売の初回限定生産パックとして発売されたが、2011年6月2日より通常モデルとして販売。価格は39,800円。当モデルの通常販売に伴い販売終了となった「Xbox 360 S 250GB」（プレミアムリキッドブラックモデル）に、ゲームデバイス「Kinect」と、Kinect専用ソフト『Kinect アドベンチャー! 』が同梱されたパック。

### Xbox 360 S 4GB
新型Xbox 360のベーシックモデルとして、先に発売された250GBモデルに続いて、2010年9月9日より発売。価格は19,800円。
従来のXbox 360 アーケードに相当するモデルで、「Xbox 360 S 250G」との違いは、記憶装置がハードディスクではなく4Gバイトの内蔵メモリ。ヘッドセット別売。
パッケージ内容は以下の通り。
- Xbox 360 S 本体（リキッドブラック）
- 記憶装置（内蔵型メモリ 4GB）
- ワイヤレス コントローラー（リキッドブラック）
- コンポジット AV ケーブル
- ACアダプター
- 取扱説明書一式、試供品の乾電池
- Xbox Live 1ヶ月 ゴールドメンバーシップ

#### Xbox 360 S 4GB + Kinect
2010年11月20日より発売。価格は29,800円。「Xbox 360 S 4GB」に、ゲームデバイス「Kinect」と、Kinect専用ソフト『Kinect アドベンチャー!』が同梱されたパック。

### Xbox 360 E

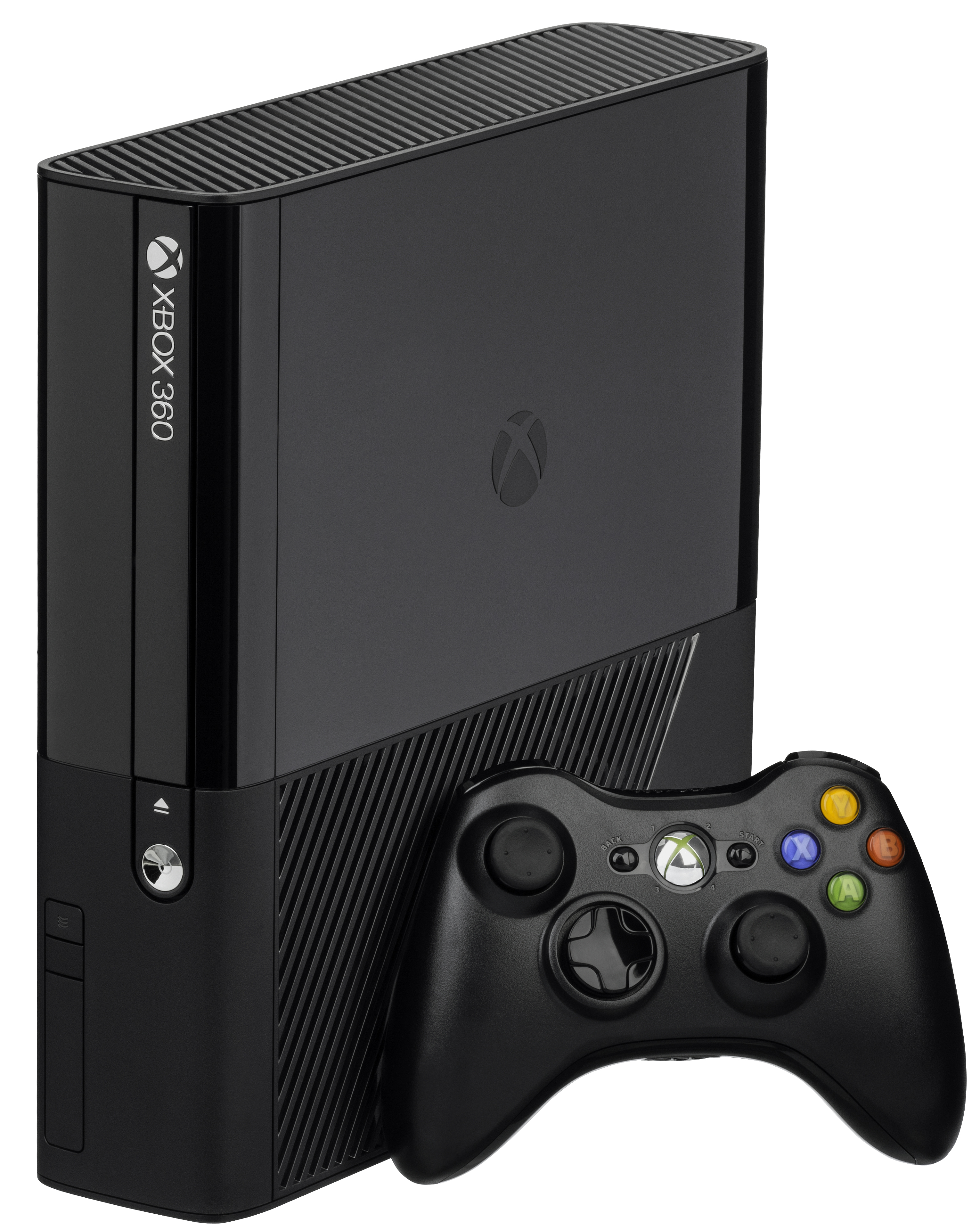
Xbox 360 E

2013年9月19日より発売。前機種S（slim）モデルからデザインが変更。後継機のXbox Oneに準じたものとなっており、更なる省電力化や静穏化もなされていたが、日本では通販などでごくわずかに販売される程度にとどまった。初期のEモデルはStingray(Corona V5~V6)のマザーボードを使用していたが、その後Winchester（ウィンチェスター）基板を使用。2016年に全てのモデルが生産終了済み。360Sからは以下の変更。
- 本体の電源ランプが一つだけになり、本体からコントローラー番号の判別ができなくなった。
- USB端子が4つになった(Xbox 360 Sは前面2つ、背面3つの合計5つ)。
- D映像端子、RGB端子、コンポーネント端子、S端子、SCART端子が廃止され、コンポジット端子は入力が一端子のタイプのケーブルのみ接続できる。
- 光デジタル端子も削除。
- ボタンが全て物理式に統一。
- 500GBモデルが青カラーの本体で初登場。

#### Xbox 360 E 250GB
パッケージ内容は以下の通り。
- Xbox 360 E 本体（リキッドブラック）
- 記憶装置（内蔵ハードディスク 250GB）
- ワイヤレス コントローラー（リキッドブラック）
- ヘッドセット（リキッドブラック）
- コンポジット AV ケーブル
- ACアダプター
- 取扱説明書一式、試供品の乾電池
- Xbox Live 1ヶ月 ゴールドメンバーシップ

発売当時の価格は29,800円（税込）。2014年12月1日に23,600円（税別）へと価格改定。

#### Xbox 360 E 4GB
パッケージ内容は以下の通り。
- Xbox 360 E 本体（リキッドブラック）
- 記憶装置（内蔵型メモリ 4GB）
- ワイヤレス コントローラー（リキッドブラック）
- コンポジット AV ケーブル
- ACアダプター
- 取扱説明書一式、試供品の乾電池
- Xbox Live 1ヶ月 ゴールドメンバーシップ

発売当時の価格は19,800円（税込）。

#### Xbox 360 E 4GB + Kinect
上記、Xbox 360 E 4GBにKinectを同梱したパッケージ。
発売当時の価格は29,800円（税込）。

#### Xbox 360 E 500 GB（ブルー）
2014年12月4日よりAmazon限定発売。ゲームが二本同梱されている。
- Xbox 360 E 本体（ブルー）
- 記憶装置（内蔵ハードディスク 500GB）
- ワイヤレス コントローラー（ブルー）
- ヘッドセット（リキッドブラック）
- コンポジット AV ケーブル
- ACアダプター
- 取扱説明書一式、試供品の乾電池
- Xbox Live 1ヶ月 ゴールドメンバーシップ

上記、Xbox 360 E 4GBに大容量500GBHDDと『Gears of War 3』（または『Call of Duty Ghosts』）と『Call of Duty Black Ops II』を同梱したパッケージ。
発売当時の価格は29,980 円（税抜）。

### 後継機
- Xbox Oneとコントローラ
- Xbox One Sとコントローラ
- Xbox One Xとコントローラ
- Xbox Series Xとコントローラ
- Xbox Series Sとコントローラ

のちにマイクロソフトから発売されたXbox One、Xbox Series X/Sは、一部のXbox 360/Xboxソフトをプレイ可能である。ただし、Xbox 360 Kinectについては互換性がない。コンテンツによっては、Xbox 360上のマーケットプレイスのサービス終了後も購入できたり、リージョンロックがなくなったり、パフォーマンスが上昇したりする。2024年8月のマーケットプレイス終了後は、一部360作品のDLCをXbox One以降で購入できる。

### 各モデル間の機能比較
メモリーユニットの挿入口はS型で廃止。赤外線端子（メディアリモコン用）はすべてのモデルに搭載されている。
|                                                                               | 無印型（2005年） | 無印型（2005年）                                               | 無印型（2005年）                                               | 無印型（2005年）                                               | 無印型（2005年）                                 | 無印型（2005年）                                 | 無印型（2005年）                                                                | S型（2010年）                                                    | S型（2010年）                                | E型（2013年）                                | E型（2013年）                                |
| 無印モデル（Premium,GO Pro)                                                   | Xbox 360 コアシステム(Core) | Xbox 360 アーケード                                            | Xbox 360 アーケード                                            | Xbox 360 スタンダードモデル                                    | Xbox 360 スタンダードモデル                      | Xbox 360 エリート(Elite)                         | Xbox 360 S                                                                      | Xbox 360 S                                                       | Xbox 360 E                                   | Xbox 360 E                                   |                                              |
| 無印モデル（Premium,GO Pro)                                                   | Xbox 360 コアシステム(Core) | Xbox 360 アーケード                                            | Xbox 360 アーケード                                            | 20GB                                                           | 60GB                                             | Xbox 360 エリート(Elite)                         | 250GB                                                                           | 4GB                                                              | 250GB                                        | 4GB                                          |                                              |
| 型番                                                                          | B4J-00037 2005年12月10日 | 64S-00017 2006年11月2日                                        | XGX-00007 2008年3月6日                                         | XGX-00029 2008年12月 XGX-00045 2009年4月 XGX-00062 2009年4月   | B4J-00113 2007年11月1日                          | B4J-00184 2008年9月11日                          | B4J-00128 2007年10月11日 FAA-00069 2009年9月10日                                | RKH-00014 2010年6月24日 RKH-00054 2012年2月23日                  | RKB-00014 2010年9月9日                       | M9V-00016 2013年9月19日                      | 1L9V-00016 2013年9月19日                     |
| 本体のカラーバリエーション及び外装                                            | チルホワイト、光学ドライブのベゼルへのクロム塗装 | チルホワイト                                                   | チルホワイト                                                   | チルホワイト                                                   | チルホワイト、光学ドライブのベゼルへのクロム塗装 | チルホワイト、光学ドライブのベゼルへのクロム塗装 | プレミアムマットブラック、光学ドライブのベゼルへのクロム塗装                    | プレミアムリキッドブラック （2012年2月23日よりリキッドブラック） | リキッドブラック                             | リキッドブラック                             | リキッドブラック                             |
| コントローラーとそのカラーバリエーション                                      | ワイヤレス（周波数2.4GHz）、チルホワイト | ケーブル接続（ケーブル長3m）、チルホワイト                     | ワイヤレス（周波数2.4GHz）、チルホワイト                       | ワイヤレス（周波数2.4GHz）、チルホワイト                       | ワイヤレス（周波数2.4GHz）、チルホワイト         | ワイヤレス（周波数2.4GHz）、チルホワイト         | ワイヤレス（周波数2.4GHz、プレミアムマットブラック）                            | ワイヤレス（周波数2.4GHz、リキッドブラック）                     | ワイヤレス（周波数2.4GHz、リキッドブラック） | ワイヤレス（周波数2.4GHz、リキッドブラック） | ワイヤレス（周波数2.4GHz、リキッドブラック） |
| AVケーブル                                                                    | D端子 HD AVケーブル | コンポジット AVケーブル                                        | コンポジット AVケーブル                                        | コンポジット AVケーブル                                        | D端子 HD AVケーブル                              | D端子 HD AVケーブル                              | D端子 HD AVケーブル HDMI AVケーブル （2009年9月10日よりコンポジットAVケーブル） | コンポジット AVケーブル                                          | コンポジット AVケーブル                      | コンポジット AVケーブル                      | コンポジット AVケーブル                      |
| ACアダプタ （スタンダードモデルのみ古い機種のACアダプターほど下位互換がある） | 230W | 203W                                                           | 175W                                                           | 150W                                                           | 175W                                             | 175W（後期型は150W）                             | 175W（後期型は150W）                                                            | 135W                                                             | 135W                                         | 120W                                         | 120W                                         |
| S/PDIF端子                                                                    | あり | なし                                                           | なし                                                           | なし                                                           | あり                                             | あり                                             | あり（コンポジットAVケーブル付属の場合はなし）                                  | あり                                                             | あり                                         | なし （これにより事実上DTSに非対応）         | なし （これにより事実上DTSに非対応）         |
| S/PDIF端子                                                                    | 注）S/PDIF端子を搭載した各種専用AVケーブルやオーディオアダプターを使用する事で対応（付属の専用AVケーブルに依存。付属AVケーブルがD端子 HD AVケーブルかHDMI AVケーブルの場合は同AVケーブルにS/PDIF端子がある）。 |                                                                |                                                                |                                                                |                                                  |                                                  |                                                                                 | あり                                                             | あり                                         | なし （これにより事実上DTSに非対応）         | なし （これにより事実上DTSに非対応）         |
| 記憶装置 (HDD搭載の場合は初代Xboxの一部作品がプレイ可能）                     | 20G外付HDD | なし （HDDがない場合はファームウェア更新に支障が出る場合あり） | なし （HDDがない場合はファームウェア更新に支障が出る場合あり） | 256M内蔵メモリ、または256Mメモリーユニット（後期型は512M内蔵） | 20G外付HDD                                       | 60GB外付HDD                                      | 120GB外付HDD                                                                    | 250GB内蔵HDD                                                     | 4GB内蔵メモリ                                | 250GB内蔵HDD                                 | 4GB内蔵メモリ                                |
| メモリーユニトスロット                                                        | あり | あり                                                           | あり                                                           | あり                                                           | あり                                             | あり                                             | あり                                                                            | なし                                                             | なし                                         | なし                                         | なし                                         |
| HDMI (v1.2) 出力端子                                                          | なし | なし                                                           | あり                                                           | あり                                                           | あり                                             | あり                                             | あり                                                                            | あり                                                             | あり                                         | あり                                         | あり                                         |
| イーサネットケーブル （イーサネット端子は全モデルに付随）                     | あり | なし                                                           | なし                                                           | なし                                                           | あり                                             | あり                                             | あり                                                                            | なし                                                             | なし                                         | なし                                         | なし                                         |
| WiFi（802.11b/g/n）                                                           | なし（オプション品USB接続） | なし（オプション品USB接続）                                    | なし（オプション品USB接続）                                    | なし（オプション品USB接続）                                    | なし（オプション品USB接続）                      | なし（オプション品USB接続）                      | なし（オプション品USB接続）                                                     | あり（2.4Ghz帯のみ）                                             | あり（2.4Ghz帯のみ）                         | あり（2.4Ghz帯のみ）                         | あり（2.4Ghz帯のみ）                         |
| Kinect接続用ポート                                                            | なし（USB接続） | なし（USB接続）                                                | なし（USB接続）                                                | なし（USB接続）                                                | なし（USB接続）                                  | なし（USB接続）                                  | なし（USB接続）                                                                 | あり                                                             | あり                                         | あり                                         | あり                                         |
| ヘッドセット                                                                  | なし（欧米ではあり） | なし                                                           | なし                                                           | なし                                                           | なし（欧米ではあり）                             | なし（欧米ではあり）                             | あり（黒）                                                                      | あり（黒）                                                       | なし                                         | あり（黒）                                   | なし                                         |
| メディアリモコン                                                              | あり | なし                                                           | なし                                                           | なし                                                           | あり                                             | あり                                             | あり                                                                            | なし                                                             | なし                                         | なし                                         | なし                                         |
| Xbox Live 1ヶ月 ゴールドメンバーシップ                                        | あり | あり                                                           | あり                                                           | あり                                                           | あり                                             | あり                                             | あり                                                                            | あり                                                             | あり                                         | あり                                         | あり                                         |

### プレミアモデルと限定モデル

#### プレミアムパック
日本ではゲームソフトを同梱した、以下のプレミアムパックが発売された。
- スタンダードモデルベース
  - HDMI端子非搭載、HDD20GBモデル
    - 初回限定生産「発売記念パック」 - Xbox 360ヘッドセットが同梱。先着特典で『ファイナルファンタジーXI』のベータテスト版（テスト中は参加費無料）を配布[71]。
    - Xbox 360 Blue Limited Edition: 2006 FIFA WORLD CUP公式家庭用ゲーム機 - 『2006 FIFA ワールドカップ ドイツ大会』、Xbox 360 フェイスプレート adidasコラボモデル、adidas コラボグッズ バンダナ2枚を同梱して2006年4月27日に限定1万台、オープンプライスで発売[72]。
    - ロスト プラネット エクストリーム コンディション オンラインパック - 『ロスト プラネット エクストリーム コンディション』、Xbox 360ヘッドセット（ロストプラネットモデル）、Xbox Live 3ヶ月ゴールドメンバーシップ、追加ステージダウンロードカード（オンライン用特別ステージ「激戦区」）、設定資料集を同梱して、2006年12月21日に限定5千台、価格44,800円（税抜42,667円）で発売[73]。

  - HDMI端子搭載、HDD20GBモデル
    - Xbox 360 バリュー パック - 『あつまれ!ピニャータ』と『Forza Motorsport 2』を同梱[12]して、2007年11月1日から期間限定発売。価格は34,800円（税抜33,143円）。
    - ロストオデッセイXbox 360本体セット - 上記バリューパックと『ロストオデッセイ』を同梱したオリジナルパッケージセットをセブン-イレブン限定商品として2007年12月6日発売。価格は39,880円（税抜37,980円）[74]。
    - Xbox 360 デビルメイクライ4 プレミアムパック - 『デビルメイクライ4』を同梱して、2008年1月31日に初回限定生産で発売。価格は37,800円（税抜36,000円）[75]。
    - Xbox 360 テイルズ オブ ヴェスペリア プレミアムパック - 『テイルズ オブ ヴェスペリア』ソフトとオリジナルフェイスプレートと収録台本レプリカを同梱して、2008年8月7日に台数限定で発売。価格は37,800円（税抜36,000円）[76]。

  - HDMI端子搭載、HDD60GBモデル
    - Xbox 360 バリュー パック - 『エースコンバット6 解放への戦火』と『ビューティフル塊魂』を同梱して、2008年11月6日から期間限定発売。価格は29,800円（税抜28,381円）[77]。
    - Xbox 360 ラスト レムナント プレミアムパック - 『ラストレムナント』ソフトとオリジナルフェイスプレートとメドレーバージョンプレミアムサウンドトラックCDを同梱して、2008年11月20日に台数限定で発売。価格は34,800円（税抜33,143 円）[78]。本体の基板は省電力化した「Jasper」となっている。
    - Xbox 360 バイオハザード5 プレミアムパック - 『バイオハザード5』ソフト（Deluxe Edition）とXbox 360ヘッドセットと『バイオハザード5 』プレミアムテーマご利用コードを同梱して、2009年3月5日に台数限定で発売。価格は34,800円（税抜33,143円）[79]。
    - Xbox 360 ロストプラネット2 プレミアムパック - 『ロストプラネット2』ソフト（初回生産版）とプレミアムコンテンツ入りUSBメモリ (2GB) とXbox 360ヘッドセットを同梱して、2010年5月20日に台数限定で発売。価格は24,800円（税抜23,619円）[80]。
- コアシステムベース
  - 初回限定生産「発売記念パック」 - 『PGR3 -プロジェクト ゴッサム レーシング 3-』と『NINETY-NINE NIGHTS』を同梱[81]。
  - ブルードラゴン プレミアムパック - 『ブルードラゴン』を同梱、初回限定版にはフィギュア5体とフェイスプレートも同梱して、2006年12月7日に発売。価格は29,800円（税抜28,381円）[82]。セブン-イレブンオリジナルパッケージ限定版も発売された。2007年11月1日から希望小売価格を27,800円に改定。
  - トラスティベル 〜ショパンの夢〜 プレミアムパック - 『トラスティベル 〜ショパンの夢〜』とサウンドトラックDVDを同梱。2007年6月14日にオープンプライスで発売[83]。
- アーケードベース
  - Xbox 360 アーケード スターオーシャン4 プレミアムパック - 『スターオーシャン4 -THE LAST HOPE-』ソフトとオリジナルフェイスプレートとスペシャルサントラCDをアーケード本体に同梱して、2009年2月19日に台数限定で発売予定。本体はメモリーユニット（256MB）が内蔵された新基板モデル。価格は24,800円（税抜23,619円）[79]。
- エリートベース
  - Xbox 360 エリート バリュー パック - 『エースコンバット6 解放への戦火』と『ロストプラネット コロニーズ』を同梱して、2009年10月29日から期間限定発売。価格は29,800円（税抜28,381円）[84][85]。
  - Xbox 360 エリート ウイニングイレブン 2010 プレミアムパック - 『ワールドサッカー ウイニングイレブン 2010』を同梱して、2009年11月5日から期間限定発売。価格は34,800円（税抜33,143円）[86]。
  - Xbox 360 エリート バリュー パック 第2弾 - 『ベヨネッタ』と『Forza Motorsport 3』を同梱して、2010年4月28日から期間限定発売。価格は29,800円（税抜28,381円）[87][88]。
- 250GB ベース
  - Xbox 360 250GB バリュー パック - Xbox 360 250GBに『Gears of War 2』、『Halo:Reach』、『Fable III』、『モンスターハンター フロンティア オンライン』、Xbox LIVE 3ヶ月ゴールド メンバーシップ カードを同梱して2012年5月23日から数量限定発売。価格は29,800円（税込）[89]。
  - Xbox 360 250GB バリュー パック - Xbox 360 250GBに『The Elder Scrolls V: Skyrim』と『Forza Motorsport 4 Essentials Edition』、Hulu一ヶ月無料トライアルコードを同梱して2012年10月12日から数量限定発売。価格は19,800円（税込）[90]。
  - Xbox 360 250GB + Kinect プレミアムセット - Xbox 360 250GBにKinect本体、『チャイルド オブ エデン』『Dance Central 2』のゲームオンデマンド利用コード、『Forza Motorsport 4 Essentials Edition』『Kinect アドベンチャー!』を同梱して2013年3月9日から発売。価格は29,800円（税込）[91]。
- 320GB ベース
  - Xbox 360 320GB スターウォーズ　リミテッドエディション - 2012年4月5日に発売。限定カラーの360S本体、コントローラー、Kinect、『Kinect アドベンチャー!』、『Kinect スター・ウォーズ』とそのデジタル特典、ボイスチャット用マイクが付属。価格はオープンプライス。本体の起動音・ディスク排出音が変更[92]。
  - Xbox 360 320GB Gears of War 3　リミテッドエディション - 北米では2011年9月20日、日本では2011年9月22日に発売。限定カラーの360S本体、コントローラー二台、Kinect、『Gears of War 3』、ボイスチャット用マイクが付属。価格は39,800円（税込）。本体の起動音・ディスク排出音が変更。
- 500GB ベース
  - Xbox 360 スペシャルエディション　ブルーバンドル - 2014年9月に発売された青色のXbox 360 Eのモデル。『Call of Duty Black Ops 2（デジタルコード）』と『Call of Duty Ghosts』または『Gears of War 3』、Xbox Live Gold一か月無料メンバーシップ券、ボイスチャット用マイクが付属。日本では通販限定発売[93]。

また、アメリカでは先述したXbox 360 Arcadeの他に、『MARVEL ULTIMATE ALLIANCE』と『Forza Motorsport 2』を同梱した「Go Pro」および「Go Big」が2007年の年末商戦向けに発売された。この2つの違いはベースの本体で、Go Proはスタンダードモデルベース、Go Bigはエリートベースである。

#### スペシャルエディション
The Simpsons Movieエディション
アメリカで2007年7月に映画『The Simpsons Movie』のプロモーションとして、The Simpsonsのキャラが描かれた黄色のXbox 360がプレゼントされるキャンペーンが行われた。

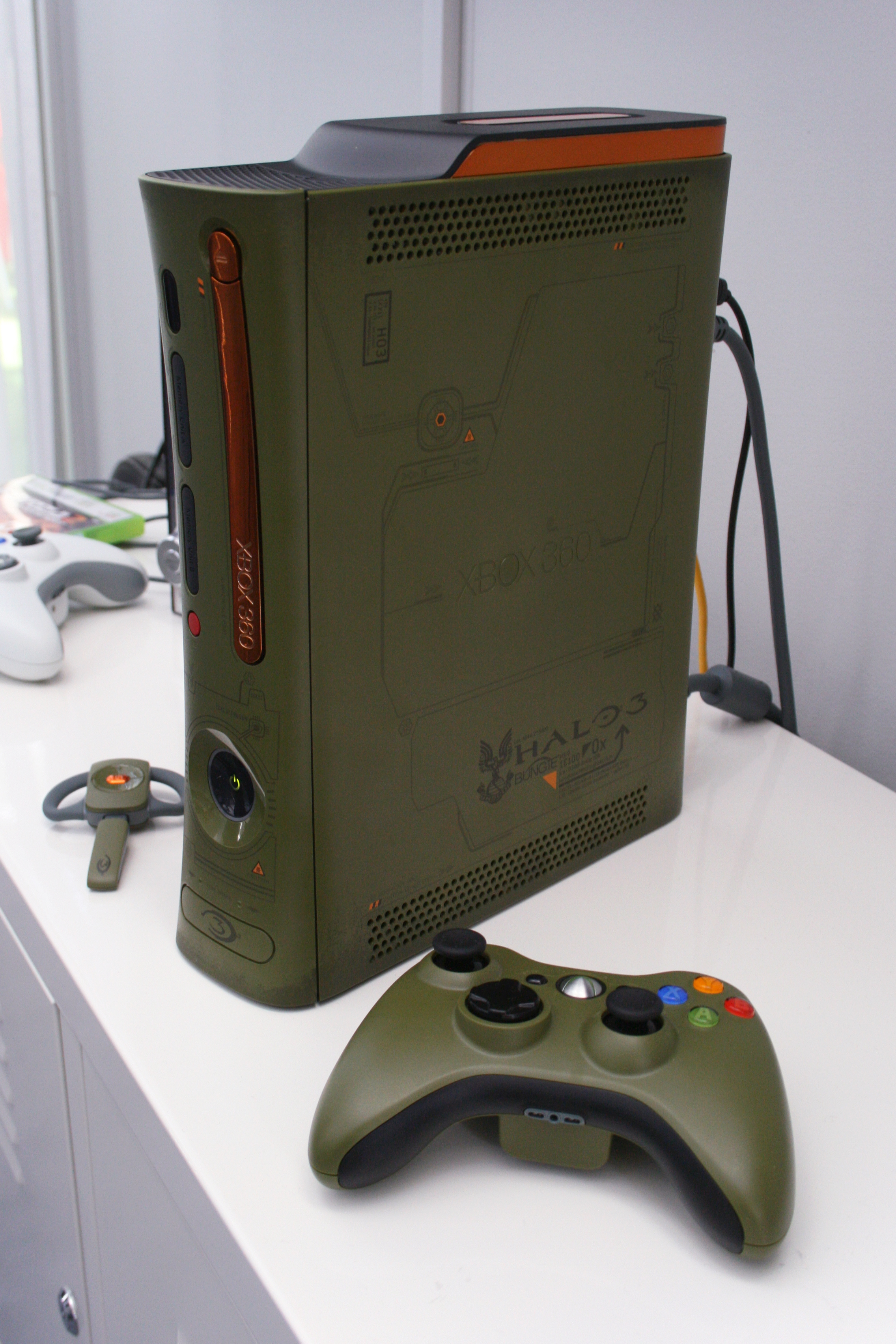
Halo 3スペシャルエディション
『Halo 3』の発売（日本では2007年9月27日）と同時に特別仕様版「Halo 3スペシャルエディション」が日本ではオープンプライス、米国では$399で発売。本体・コントローラー・ヘッドセットが『Halo 3』のキャラクターにちなんだカラーリングでHDMI搭載スタンダードモデルの色違いモデルである。65nm型CPUが搭載されたFalconモデルであると言われているが、具体的な発表はない。なお、『Halo 3』のソフトは同梱されていない。以下の同梱物はスタンダードモデルとの差分のみ表記。
- Xbox 360本体（Halo 3スペシャル エディション）
- ワイヤレスコントローラー（Halo 3スペシャル エディション）
- 20GBハードディスク（Halo 3スペシャル エディション）
- ヘッドセット（Halo 3スペシャル エディション）
- プレイ＆チャージキット（ブラック）
- Halo 3ゲーマーアイコン＆テーマご利用コード

この他、「Halo 3 リミテッドエディション」として、『Halo 3』仕様のカラーリングを施したワイヤレスヘッドセットと、トッド・マクファーレンによる『Halo 3』のイラストが描かれたワイヤレスコントローラーが同時発売。
Call of Duty： Modern Warfare 2リミテッドエディション
『Call of Duty: Modern Warfare 2』の発売と同時に特別仕様版「Call of Duty: Modern Warfare 2リミテッドエディション」が日本では39,800円、米国では$399で発売。日本では発売の12月10日にスクウェア・エニックスからの販売となる。特徴として初の250GBHDDを搭載したXbox 360エリートをベースにした『MW2』にちなんだカラーリングなる。『CoD:MW2』のソフトも同梱となる。
Halo Reach リミテッド エディション
2010年9月15日の『Halo:Reach』発売と同時に発売された。価格は39,800円。ベースモデルはXbox 360 S 250GBで本体色はHalo: Reachをイメージしたメタリックシルバー。電源ボタンとイジェクトボタンの操作音がHALOシリーズでお馴染みの専用SEに変更されている。特典ダウンロードコード付き『Halo: Reach』のソフトと、『Halo: Reach』オリジナルデザインのワイヤレスコントローラーが2個同梱されている。
Xbox 360 250GB モンスターハンター フロンティア オンライン トライアルパック
2011年9月28日に開始された『モンスターハンター フロンティア オンライン』の大型アップデート（フォワード.2）と同時に発売された。価格は29,800円。「Xbox 360 S 250GB」に、『モンスターハンター フロンティア オンライン』のソフトと特典武器・防具セットのダウンロードコードがセットとなったモデル。
限定カラー「ピュア ホワイト」
2012年3月8日数量限定発売。Xbox 360 S 4GBに、Kinect（キネクト）専用タイトル『Kinect アドベンチャー!』と『Kinect スポーツ』を同梱したモデル。価格は29,800円。本体色がXbox 360 Sでは初の新色「ピュア ホワイト」 であり、コントローラーやKinectもピュアホワイトで統一。

#### Kinect限定パック
Xbox 360 S 250GB + Kinect
2010年11月20日に発売された「Kinect」と「Xbox 360 S 250GB」の初回限定生産パック。価格は39,800円。4GB + Kinectのパックと同じく、Kinect専用ソフト『Kinect アドベンチャー!』も同梱されている。当初初回限定生産パックであったが、2011年6月2日より通常モデルとして販売が開始された。
Xbox 360 S 4GB + Kinectバリューパック
Xbox 360 S 250GB + Kinectバリューパック
2011年10月13日に発売された「Xbox 360 S」の4GBまたは250GB本体に、Kinect専用ソフト『Kinect アドベンチャー!』と『ユアシェイプ フィットネス・エボルブ』が同梱された期間限定セット。価格は通常のKinectセットモデルを同じで、4GBモデルが29,800円。250GBモデルが39,800円。

## 周辺機器

### コントローラー関連

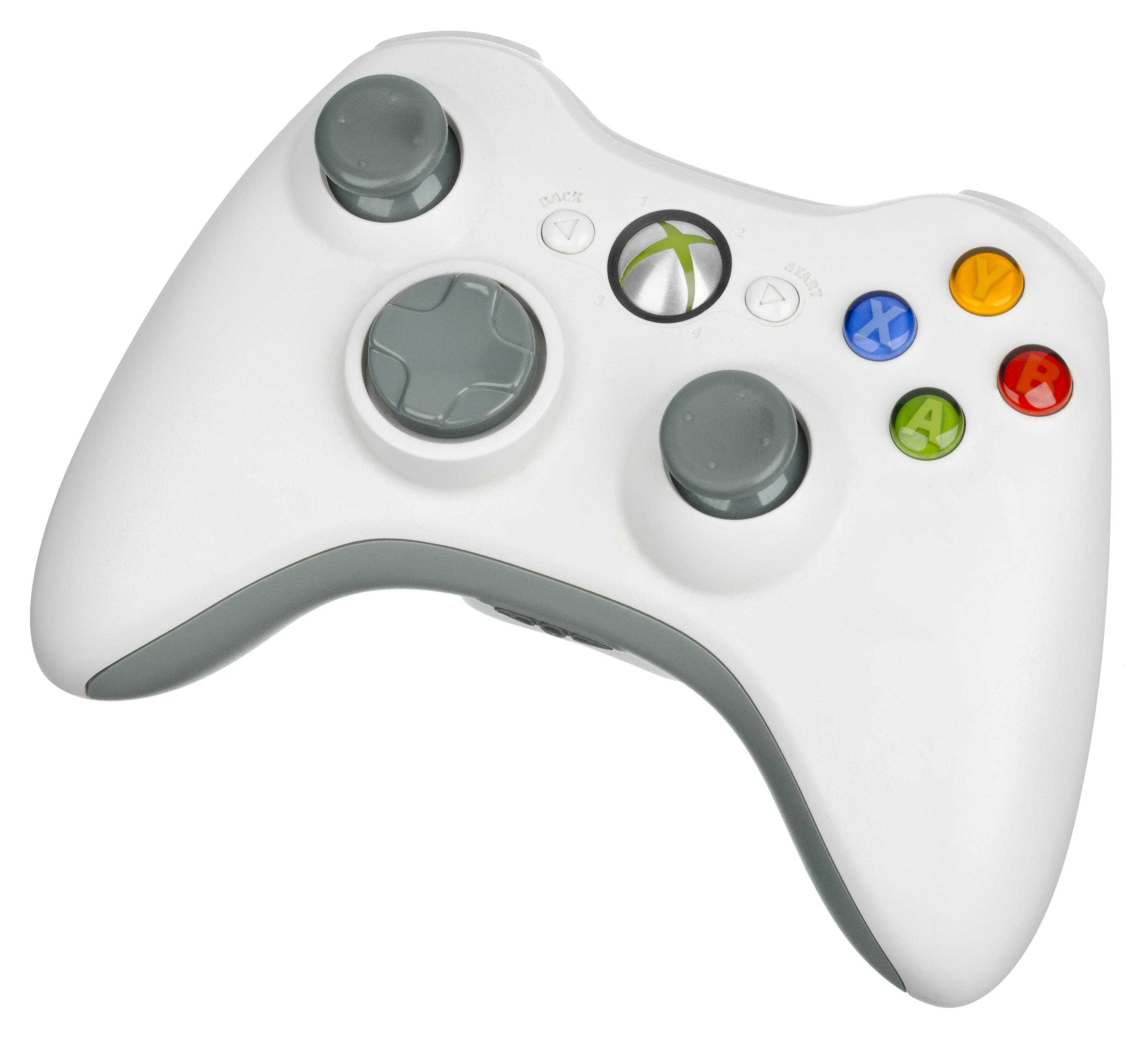
ワイヤレス コントローラー （ホワイト）
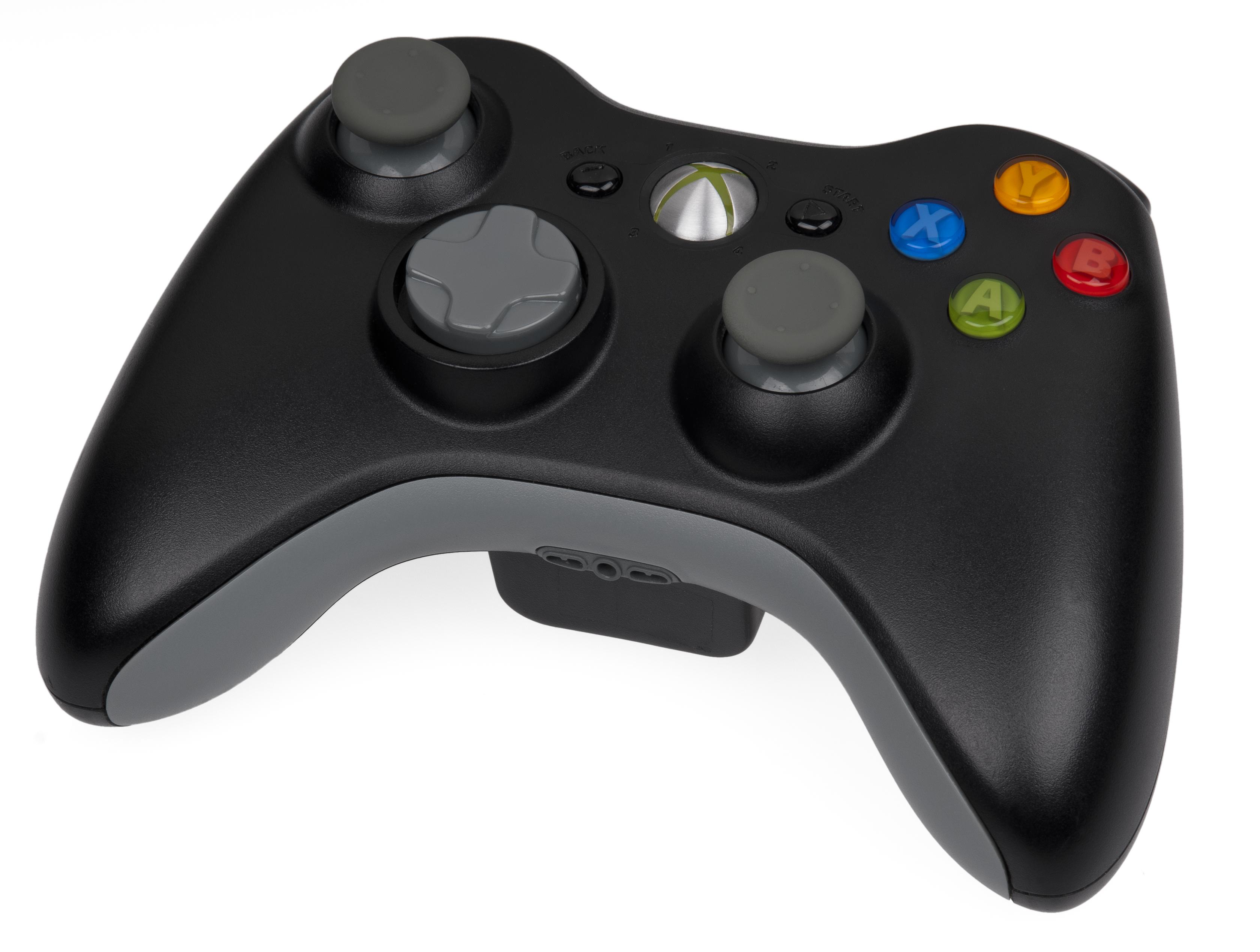
ワイヤレス コントローラー （ブラック）
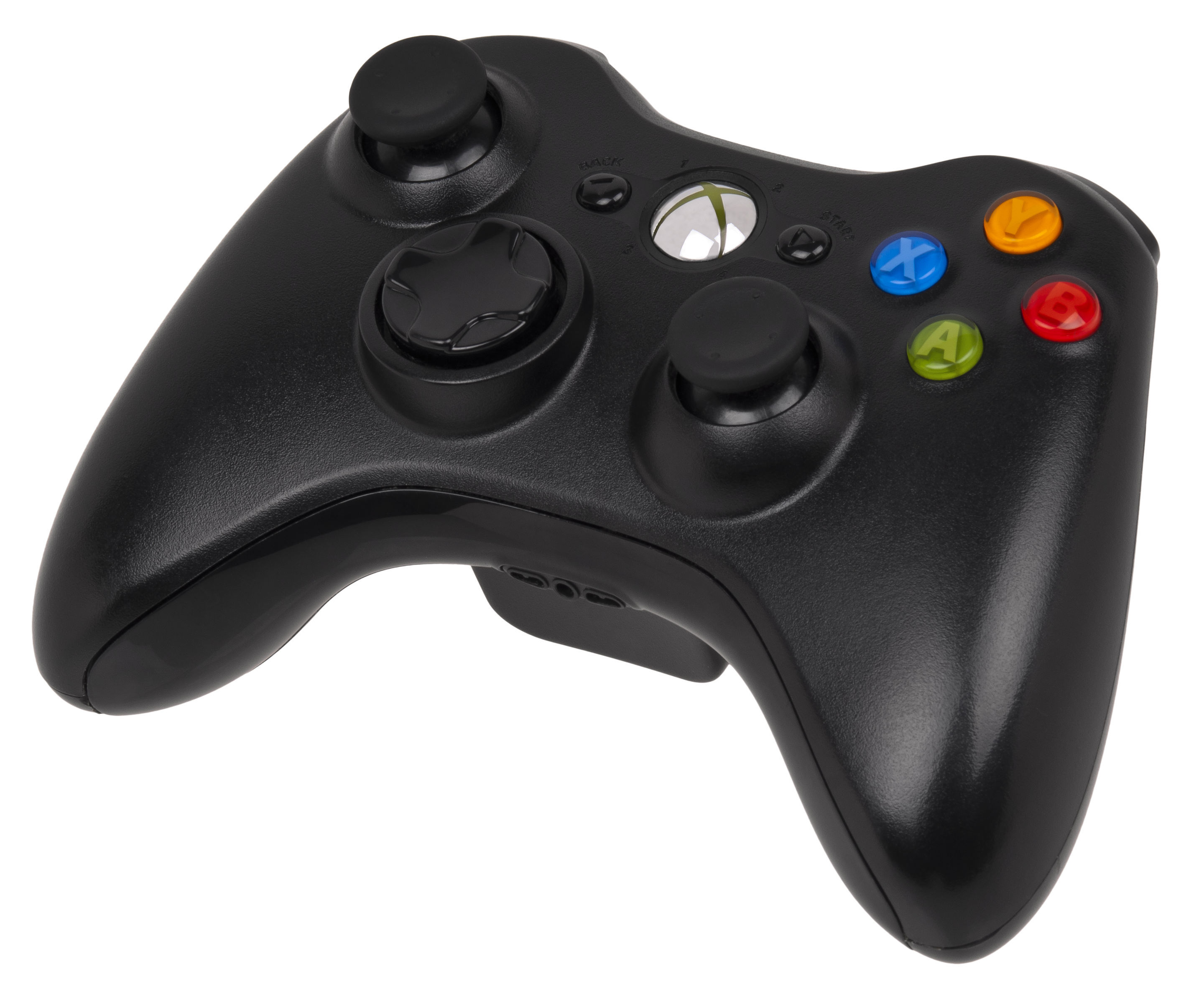
Xbox 360 S コントローラー
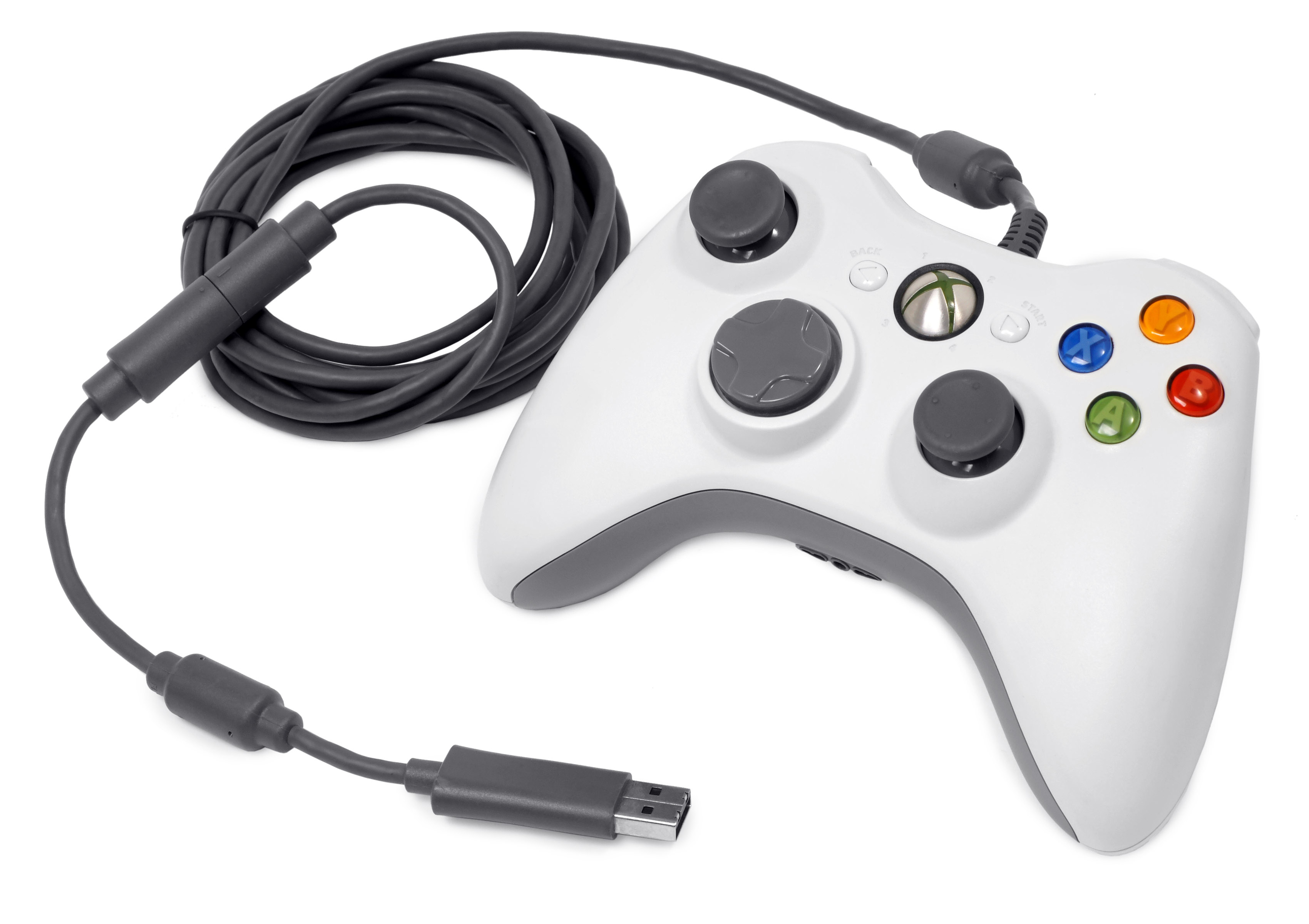
コントローラ
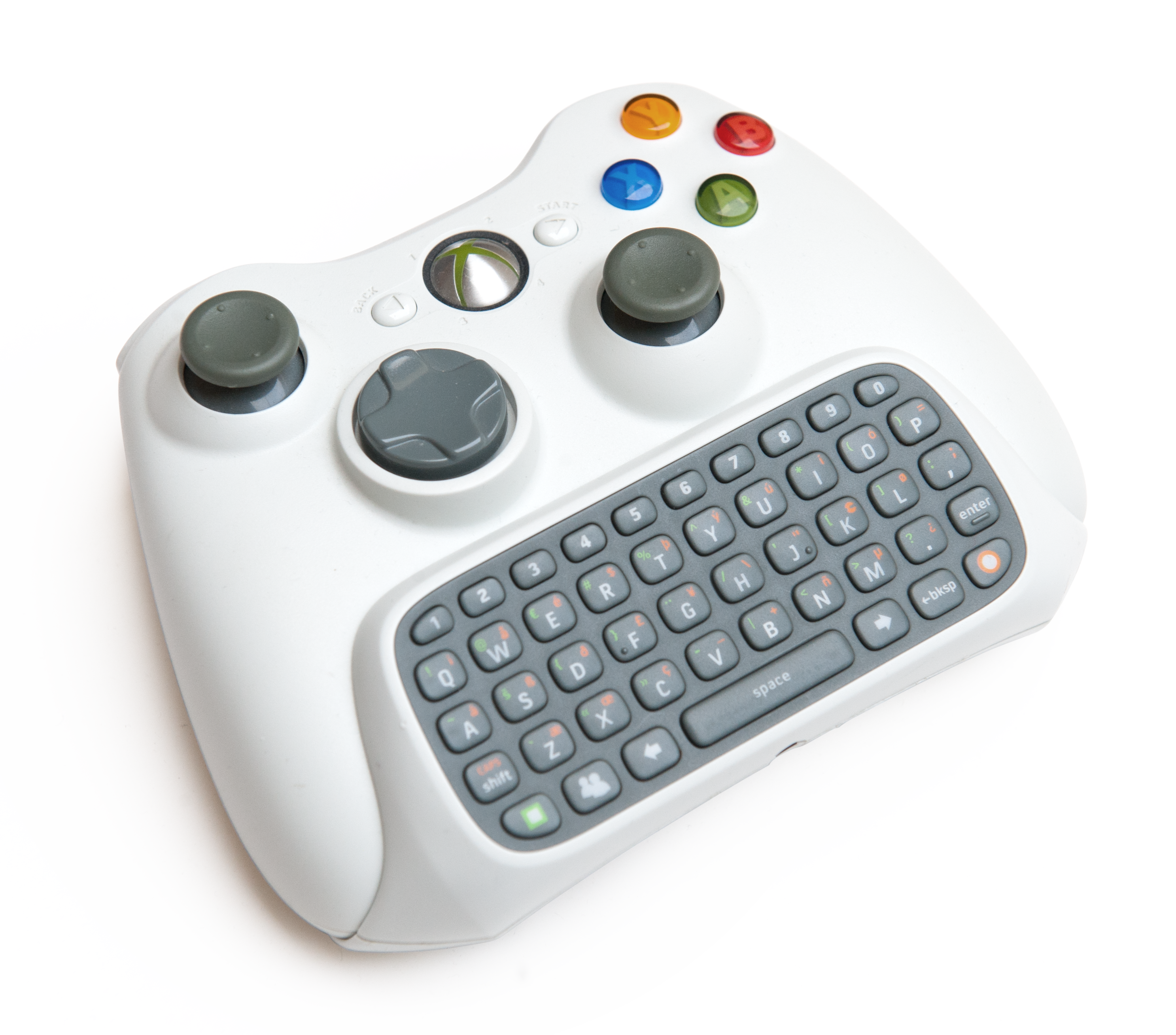
ワイヤレスコントローラ+メッセンジャーキット
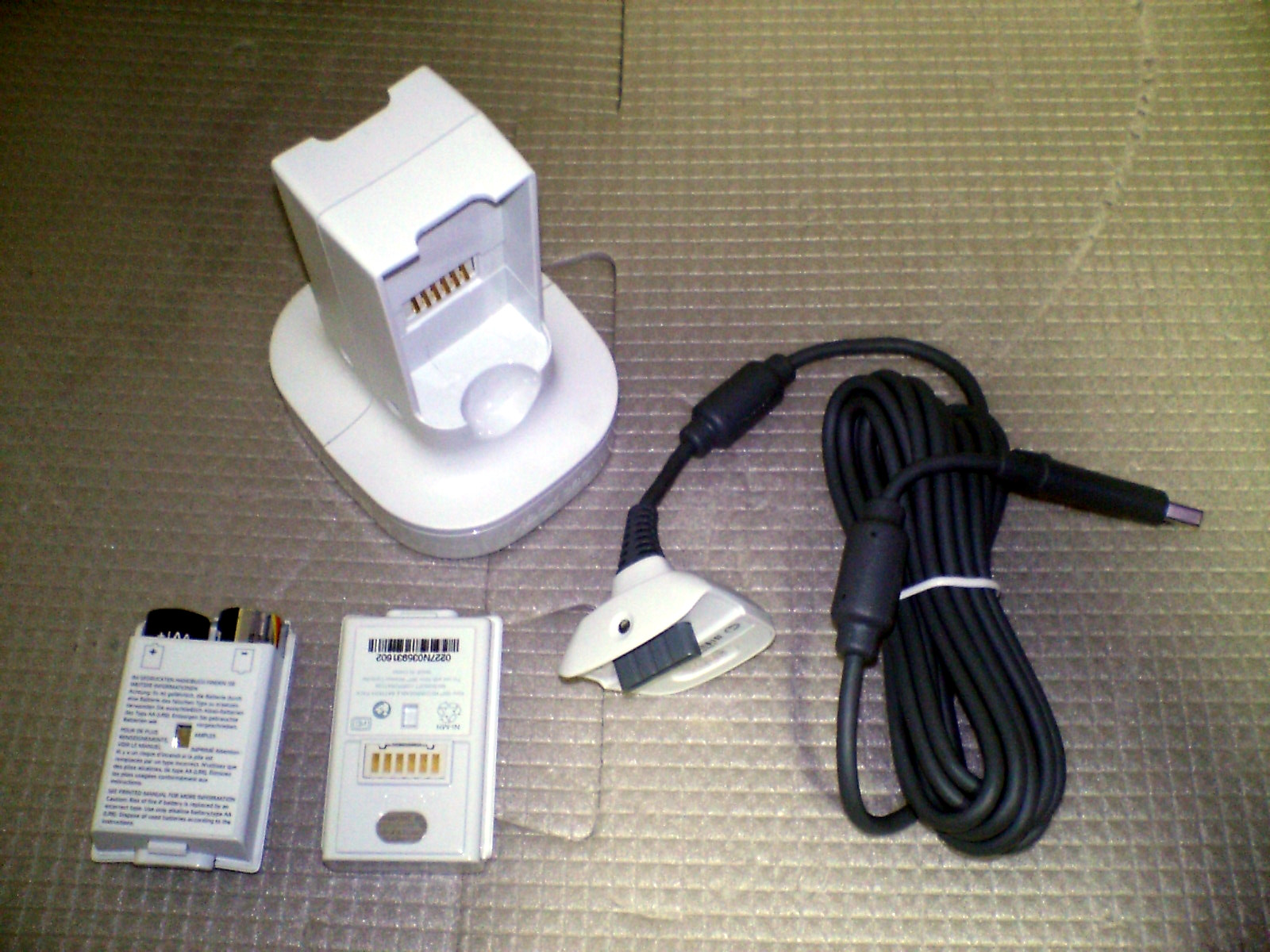
ワイヤレスコントローラの電池と充電器
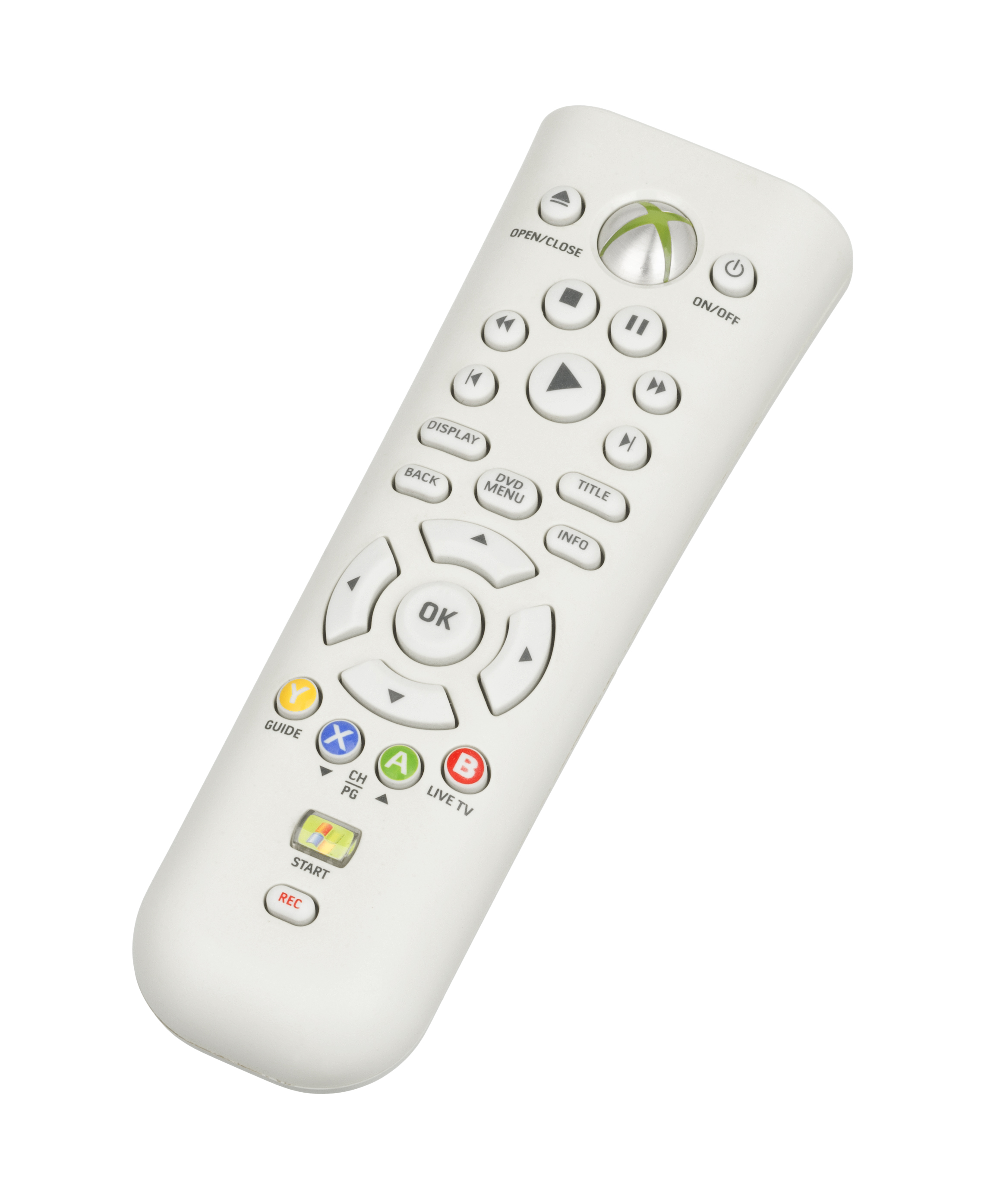
メディアリモコン
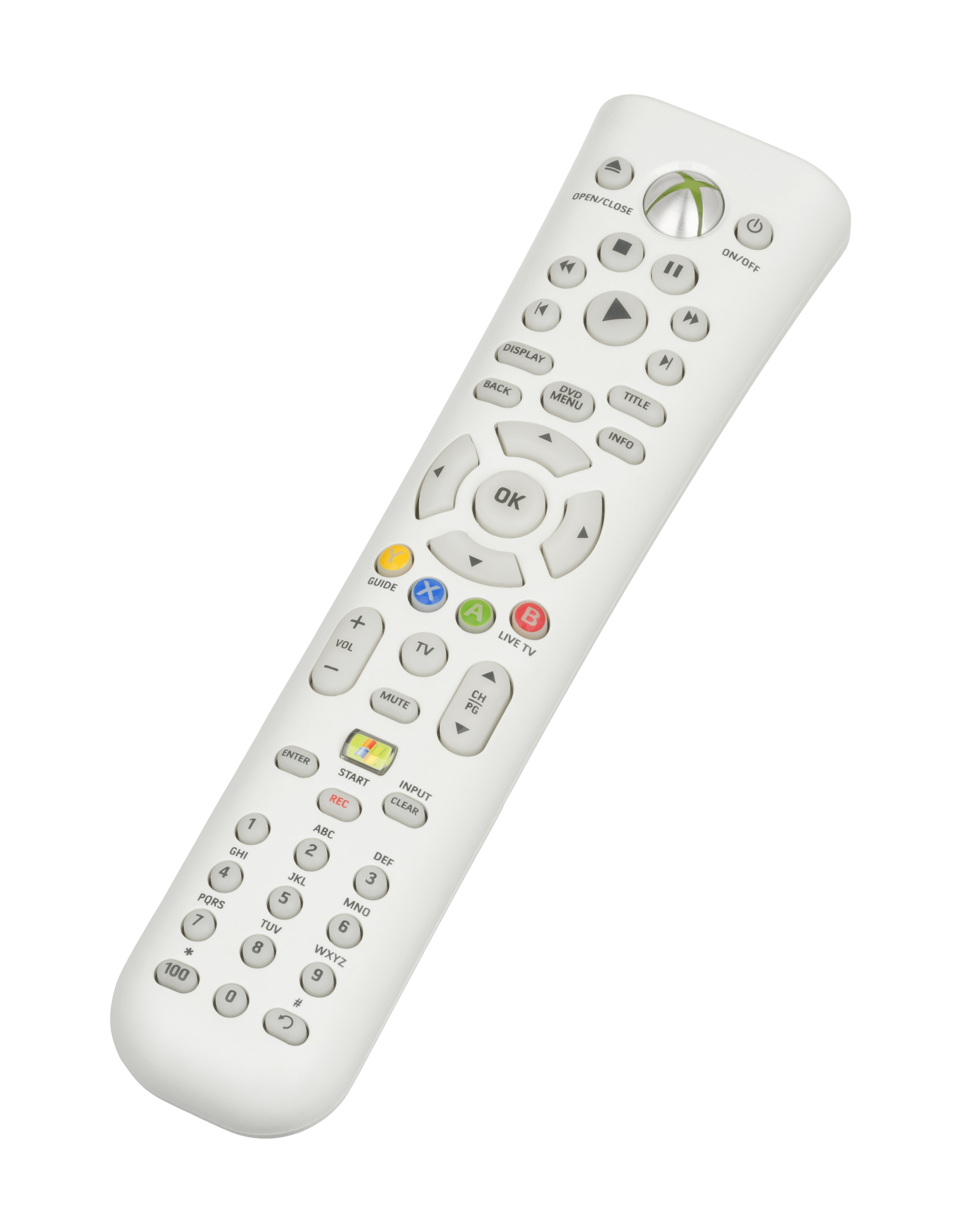
ユニバーサルメディアリモコン
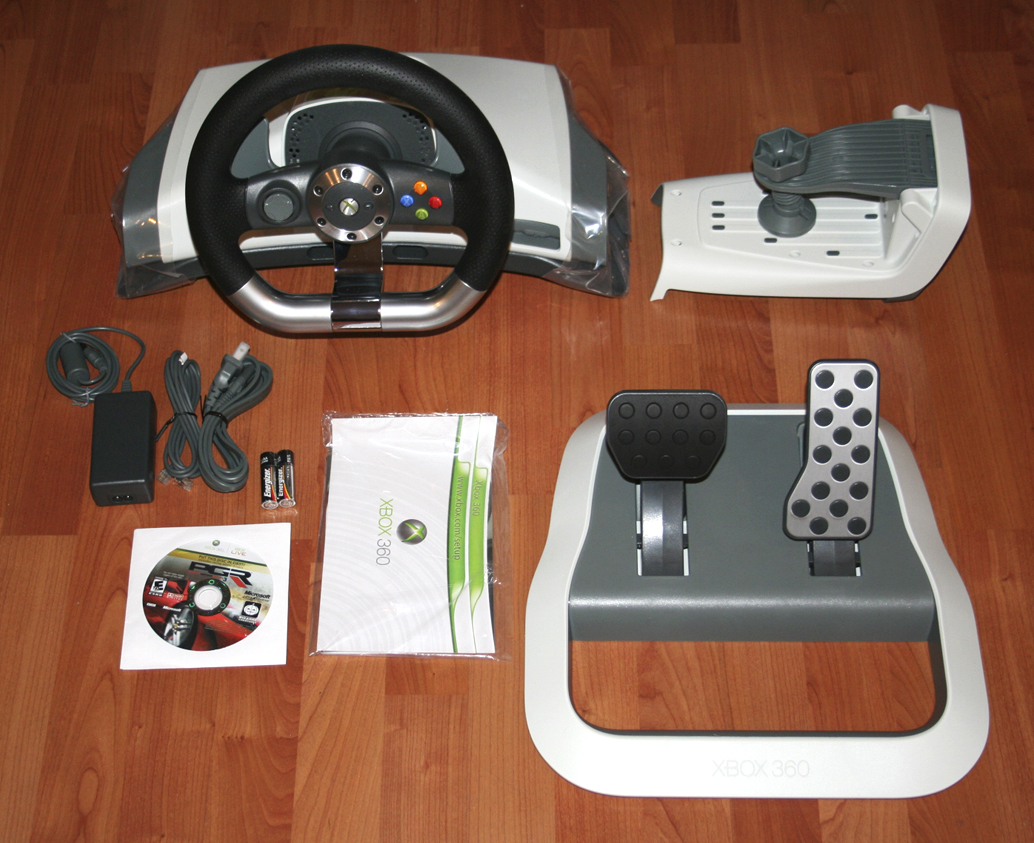
ワイヤレスレーシングホイール
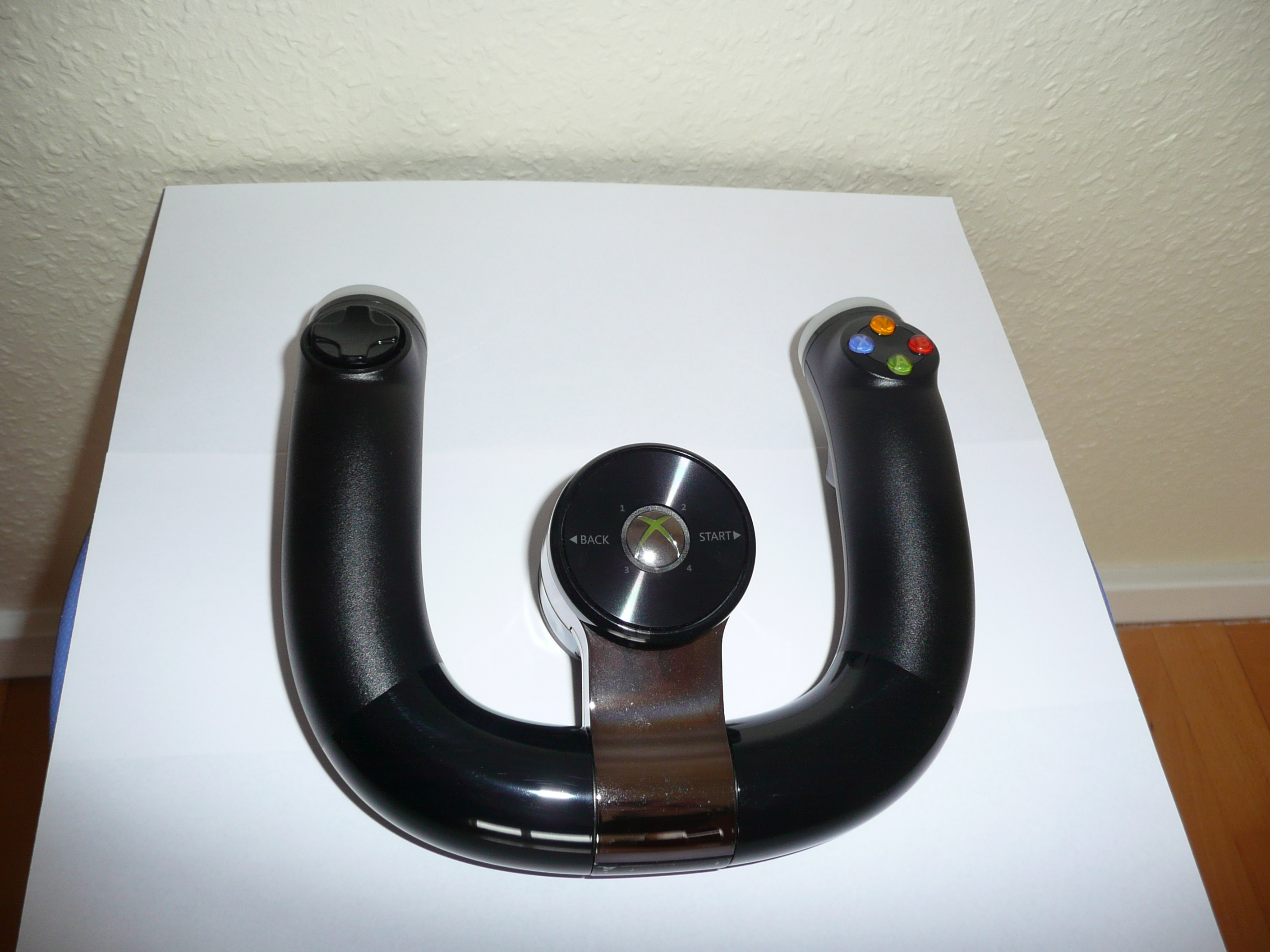
ワイヤレス スピード ホイール

これらに挙げるほぼすべての周辺機器はXbox One以降のXboxモデルとの互換性がない。Xbox 360の赤外線のコードは初代Xbox、Xbox One以降のものと異なる。
- コントローラー
  - 本体のコントローラ端子に接続する。PC用として販売されたパッケージも存在する[103]。
- ワイヤレス コントローラー
  - 基本色はホワイト。Xbox 360 エリートが販売されている地域ではブラックがエリート本体と同時に発売されている（日本では2007年10月11日に発売）。その他、北米、オーストラリア、ニュージーランドではピンク・ダークブルーが、アジア・ヨーロッパ・日本ではライトブルーが2007年11月1日に発売。日本ではピンクも発売された。2009年3月5日にはリミテッドエディション レッドがプレイ&チャージキット同梱で限定発売される。
  - 後述のワイヤレスゲームアダプターを使用することで、Windows XP/Vistaパソコンでも利用可能。
  - 業界初の無線コントローラーであり、このコントローラーが基礎となってXbox One、PS3コントローラー、Wii U、Nintendo Switch用プロコントローラーなどに派生した。無線コントローラーは依然Bluetoothに対応しておらず、別売りの「ワイヤレスアダプター」か接続用の独自端子のケーブルを使用してPCに接続できる。スタートボタンかXboxボタンを長押しすることで本体を起動できる。Xboxボタン、スタートボタンを一瞬だけ押した場合でもわずかにコントローラーのランプが光る。コントローラーのペアリングは有線接続か、コントローラーと本体のペアリング用のボタンを長押しして行う。
  - リチャージャブルバッテリーパック
    - ワイヤレスコントローラー用の充電式バッテリー。ワイヤレスコントローラと同色で発売されている。基本的に発売日は同色のコントローラと同時だが、ブラックについては地域によって異なり、Xbox 360 エリートの発売と同時の地域と、Halo 3 スペシャルエディションの発売と同時の地域があった（日本では後者で2007年9月27日[104]）。

  - クイックチャージキット
    - 充電器とリチャージャブルバッテリーパックのセット。

  - プレイ&チャージキット
    - 充電ケーブルとリチャージャブルバッテリーパックのセット。ブラックの発売日についてはバッテリーパック単品の発売日同様地域によって異なる。なおこのケーブルは充電用の電源を供給するだけの物であり、接続してもコントロール自体はワイヤレスのままである。
- ワイヤレス コントローラーSE
  - 従来のワイヤレスコントローラーと比べて、回すことにより二種類の操作感で確実に操作できる十字キーを備えたモデル。
- ワイヤレスレーシングホイール
  - レースゲーム用コントローラ。
- ワイヤレス スピード ホイール
  - モーションセンサー搭載により、固定すること無く直感的な操作でレーシングゲームが楽しめる。数量限定でForza Motorsport 4同梱版もある。
- ユニバーサルメディアリモコン
  - スタンダードモデル同梱のメディアリモコンの機能の他、テレビの操作も可能。HD DVDプレイヤーにも同梱。ゲームのプレイ中はリモコンにコントローラー番号を付与できないため、リモコン操作がXbox ダッシュボード以外で無効化される。

### Kinect

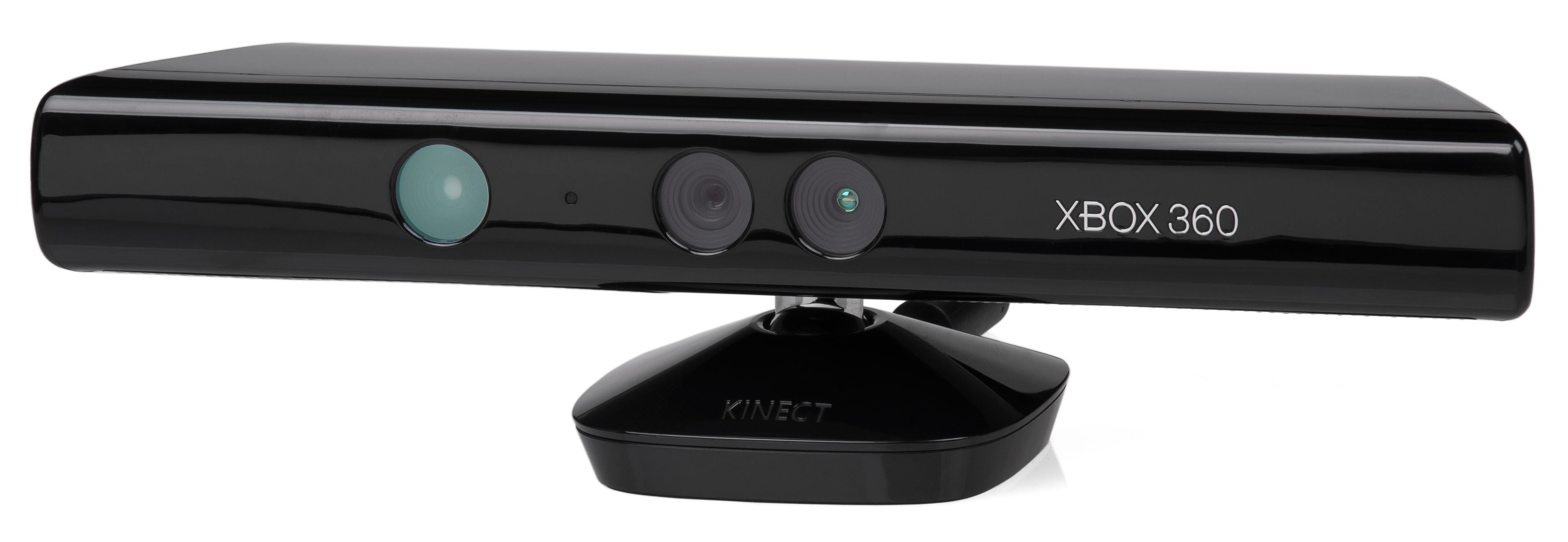
Kinect センサー

Kinect（キネクト）は2010年11月20日より発売された、コントローラーを使わずにプレイが出来るゲームデバイス。プレイヤーの様々な体の動きをキャプチャし、画面上に反映する。音声認識も搭載しており、ダッシュボードの操作にも対応している。Kinect専用及び対応ソフトが発売されている。Xbox OneシリーズKinectとの互換性は一切存在しない。

### 記憶装置
- メモリーユニット
- ハードディスク
- ハードディスク移行ツールを接続した様子
- Xbox 360 S用ハードディスク
- Xbox 360 Eの内蔵ハードディスク

保存媒体については、Xboxの初期型で初期のバージョンの場合、ファームウェアのバージョンアップ時に容量が不足することがあり、その場合は256MB以上の外付けメモリーユニット、またはHDDが必要になる場合もある。本体OSが2010年4月以降のバージョンであればUSBメモリを記録媒体に使用可能となる。

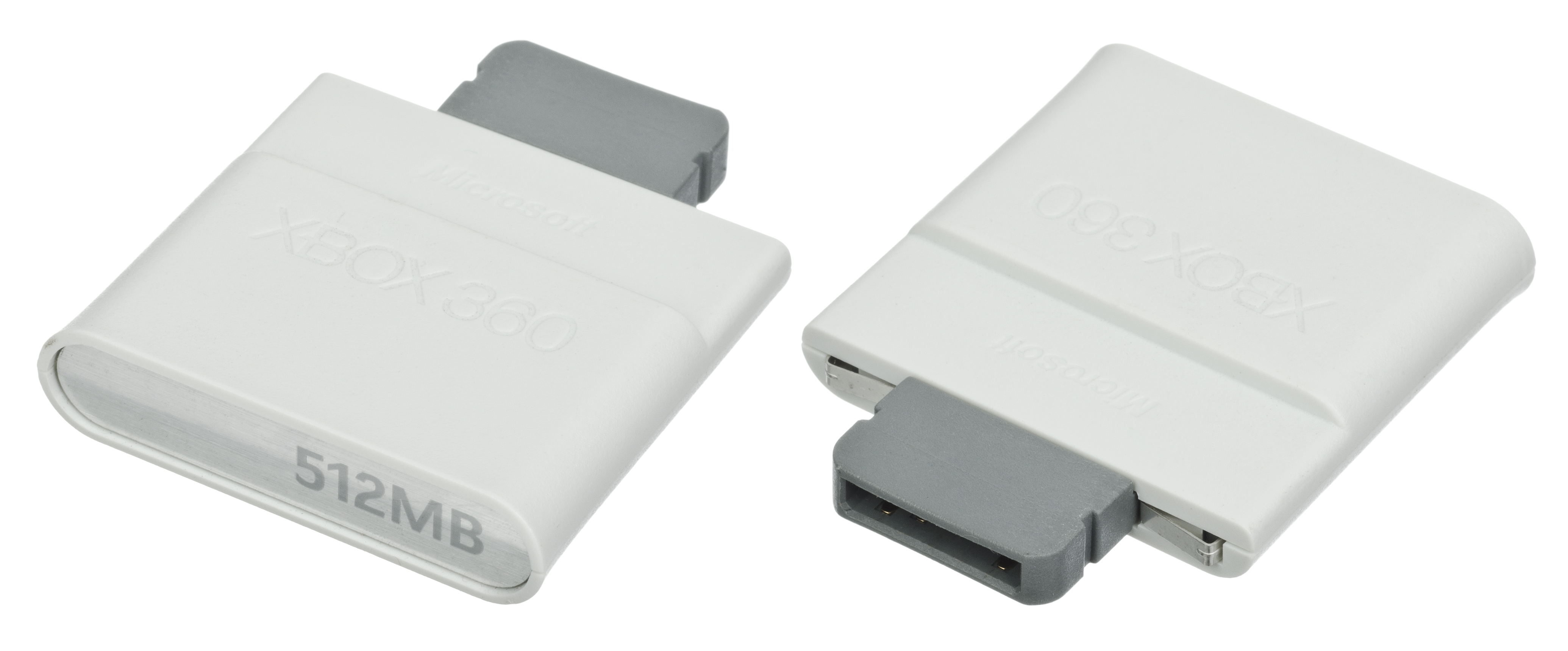
メモリーユニット
  - 64MB
  - 256MB - 前期型のXbox 360アーケードに同梱。単独での市販は行われていない。
  - 512MB - 日本では2007年6月7日発売[106]。Xbox Live アーケードソフト『Geometry Wars: Retro Evolved』が期間限定で収録されている。
- 内蔵メモリーユニット
  - 256MB - 2008年12月末から出荷された「Xbox 360 アーケード」に内蔵。
  - 512MB - 2009年4月末から出荷された「Xbox 360 アーケード」に内蔵。
  - 4GB - 2011年9月9日より出荷された「Xbox 360 S 4GB」に内蔵。
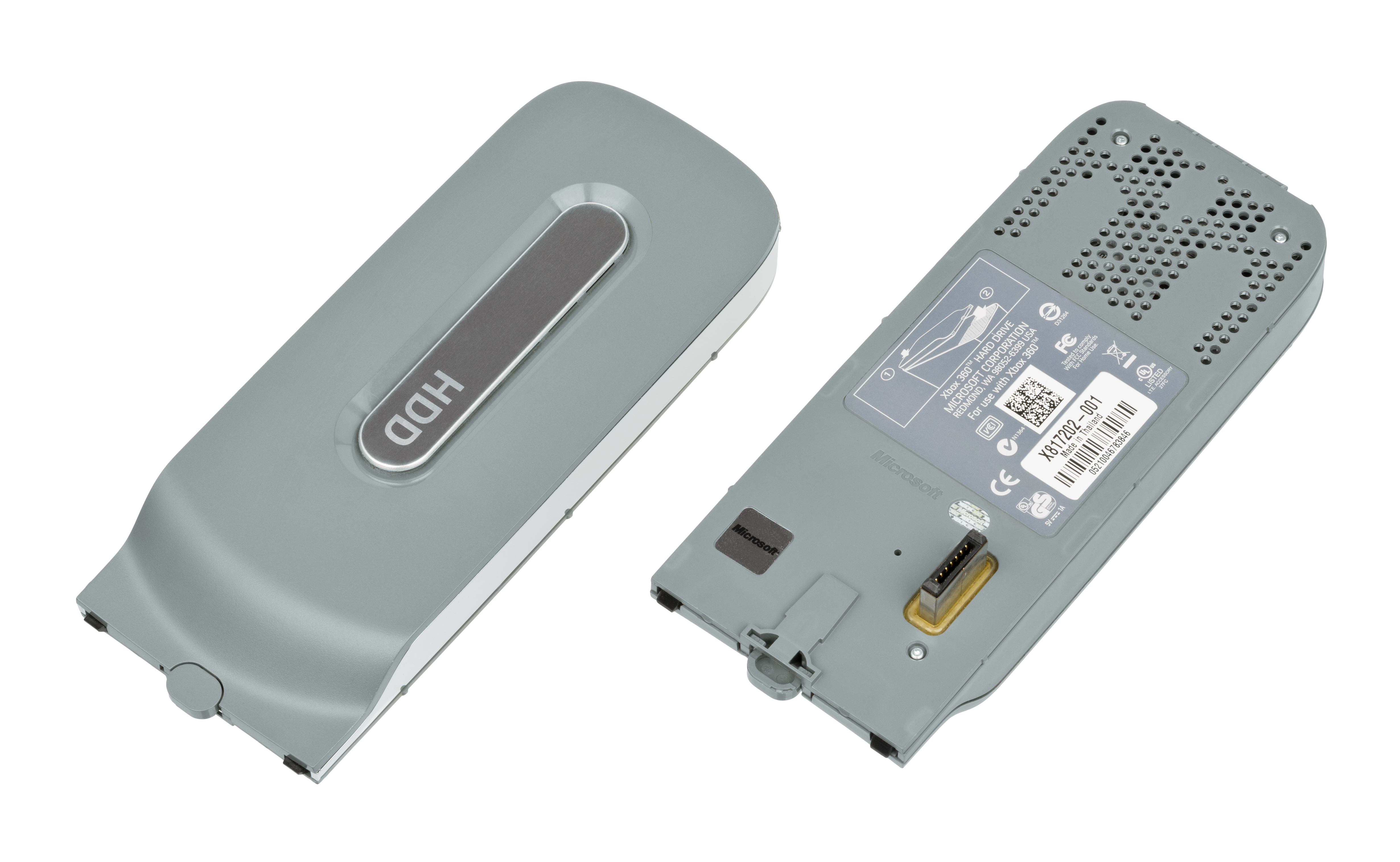
外付ハードディスク
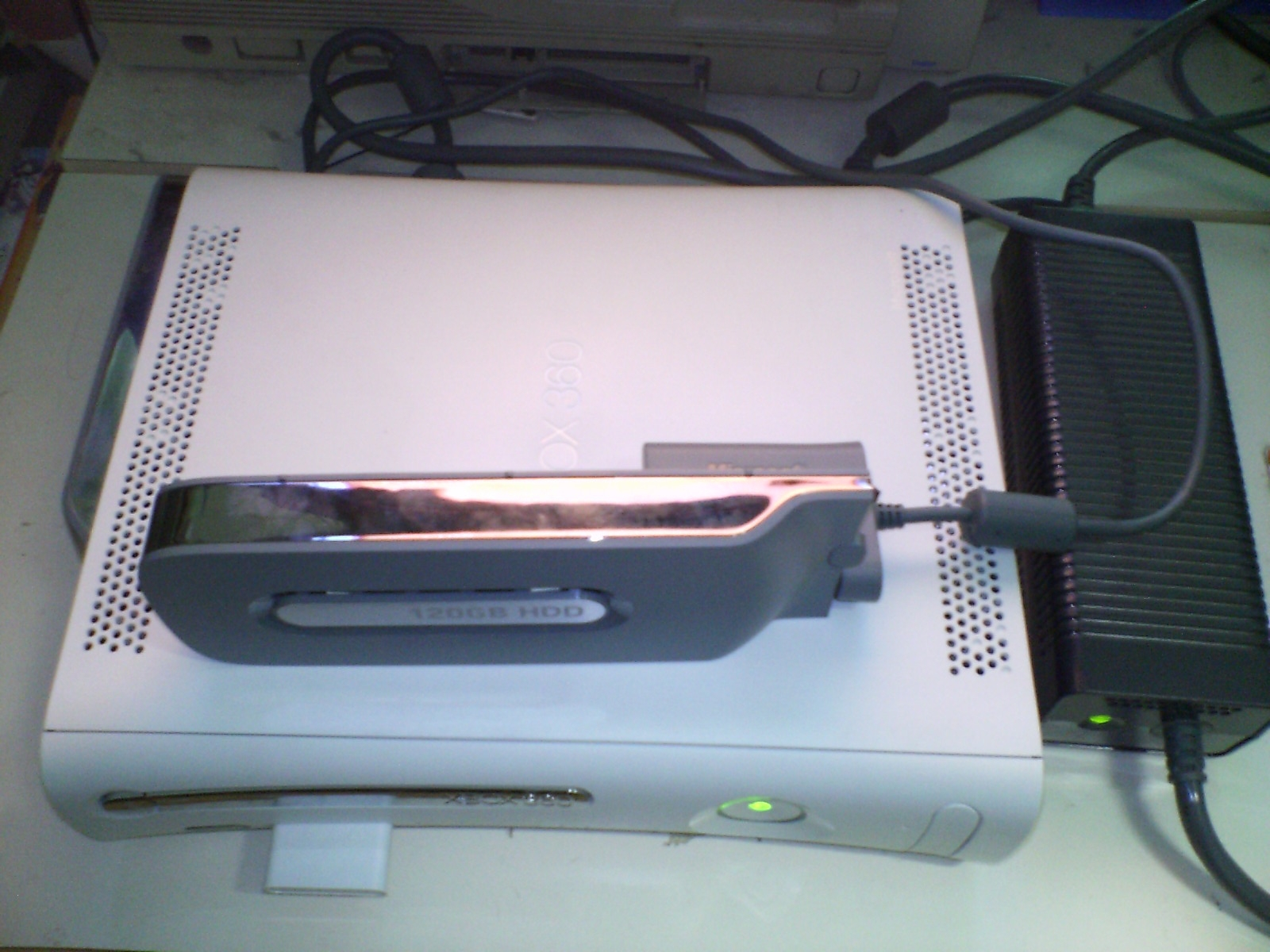
ハードディスク移行ツールを接続した様子
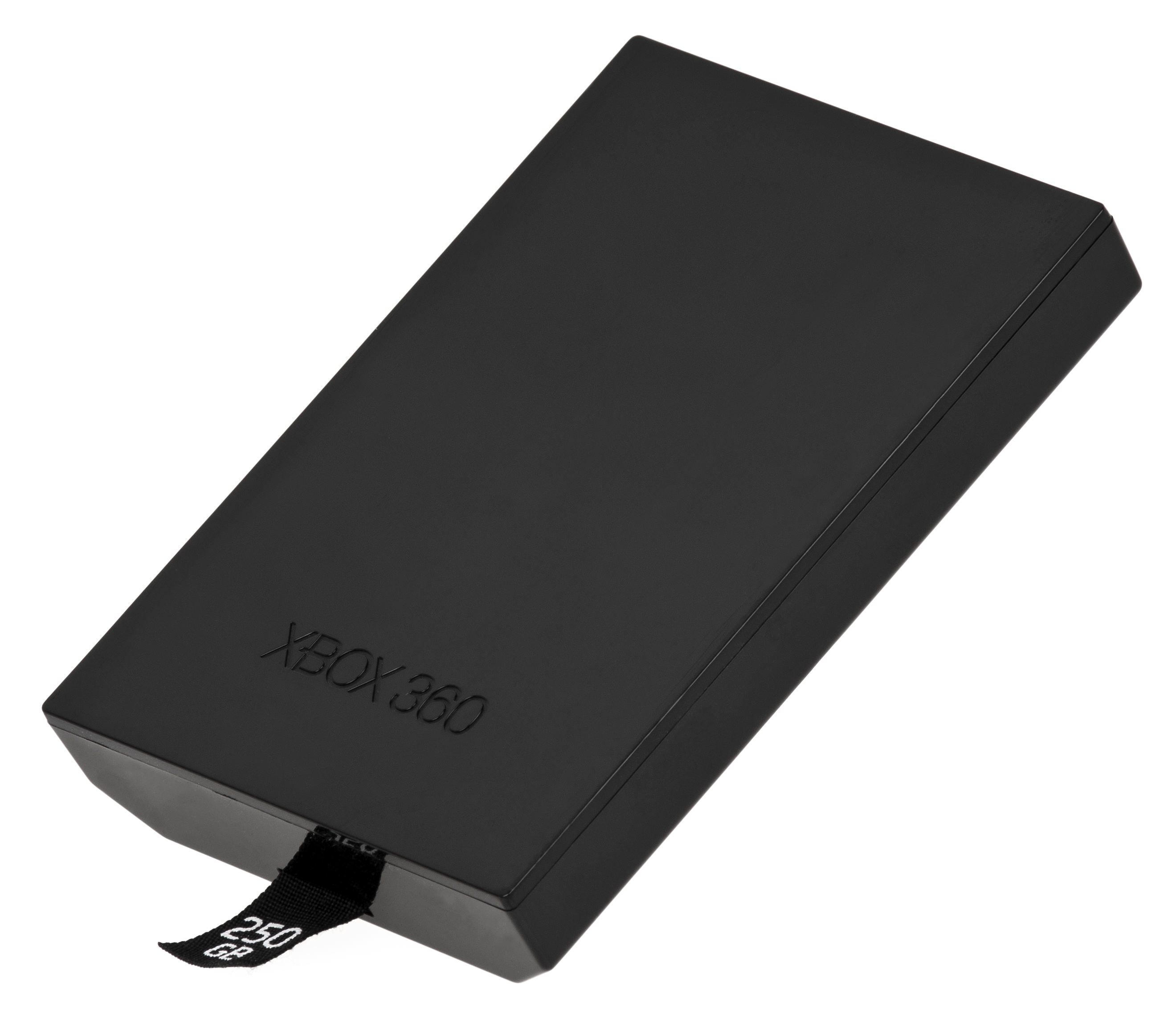
Xbox 360 S用ハードディスク
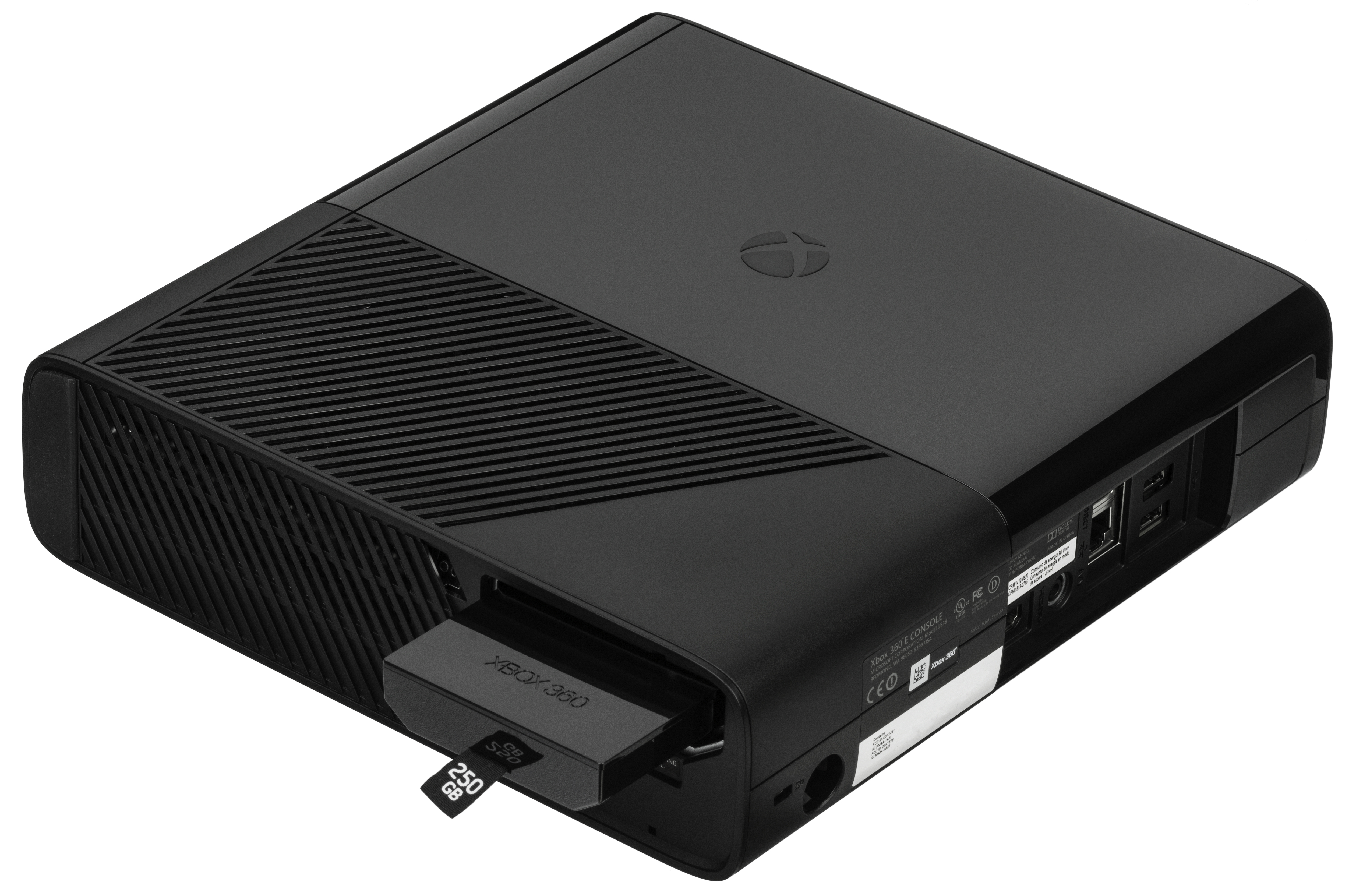
Xbox 360 Eの内蔵ハードディスク
  - 20GB - Xbox 360スタンダードモデル同梱品。
  - 60GB - Xbox 360スタンダードモデル同梱品（2008年9月11日以降）。別売品としてヘッドセット、Xbox LIVE 3ヵ月ゴールドメンバーシップカード、LANケーブルを同梱した「Xbox 360 ハードディスク（60GB） LIVEパック」を2008年11月13日発売。価格は11,550円（税抜11,000円）[107]。
  - 120GB - Xbox 360 エリート同梱品。別売品（日本での発売は2007年6月7日[106]）にはハードディスク （20GB）からの移行ツール付属。なお収録コンテンツの内容が異なる2つのバージョンが確認されている[108]。
  - 250GB - MW2リミテッドエディションが初出。別売品（日本での発売は2010年3月11日[109]）。
- 内蔵ハードディスク（Xbox 360 S用）
  - 250GB - 2010年9月9日発売。価格は15,540円。360GBの発売に伴いオープンプライスに。
  - 320GB - 2011年11月2日発売。価格は13,440円。
  - 500GB - 2015年4月23日発売。価格は13,440円。

#### 記憶装置の価格改定
|                                    | Xbox 360 メモリー ユニット | Xbox 360 メモリー ユニット | Xbox 360 ハードディスク | Xbox 360 ハードディスク   | Xbox 360 ハードディスク   | Xbox 360 ハードディスク | Xbox 360 S メディア ハードディスク | Xbox 360 S メディア ハードディスク | Xbox 360 S メディア ハードディスク |
|                                    | 64MB                       | 512MB                      | 20GB                    | 60GB LIVEパック           | 120GB                     | 250GB                   | 250GB                              | 320GB                              | 500GB                              |
| 価格（日本） （改定前）            | 3,360円 （税抜3,200 円）   | 5,775円 （税抜5,500円）    | 9,975円 （税抜9,500円） | 11,550円 （税抜11,000円） | 18,900円 （税抜18,000円） | －                      | －                                 | －                                 | －                                 |
| 価格（日本） （2008年9月11日改定） | OP 在庫限りで販売終了      | 5,250円 （税抜5,000 円）   | OP 在庫限りで販売終了   | 無し                      | 15,750円 （税抜15,000円） | －                      | －                                 | －                                 | －                                 |
| 価格（日本） （2009年9月10日改定） | 販売終了                   | 3,150円 （税抜3,000 円）   | 販売終了                | 9,975円 （税抜9,500円）   | 15,750円 （税抜15,000円） | －                      | －                                 | －                                 | －                                 |
| 価格（日本） （2010年3月11日改定） | 販売終了                   | 販売終了                   | 販売終了                | 販売終了                  | OP                        | 15,540円                | －                                 | －                                 | －                                 |
| 価格（日本） （2010年9月9日改定）  | 販売終了                   | 販売終了                   | 販売終了                | 販売終了                  | OP                        | OP                      | 15,540円                           | －                                 | －                                 |
| 価格（日本） （2011年11月2日改定） | 販売終了                   | 販売終了                   | 販売終了                | 販売終了                  | 販売終了                  | OP                      | OP                                 | 13,440円                           | －                                 |
| 価格（日本） （2015年4月23日改定） | 販売終了                   | 販売終了                   | 販売終了                | 販売終了                  | 販売終了                  | OP                      | OP                                 | 13,440円                           | 13,440円                           |

### Xbox Live関連

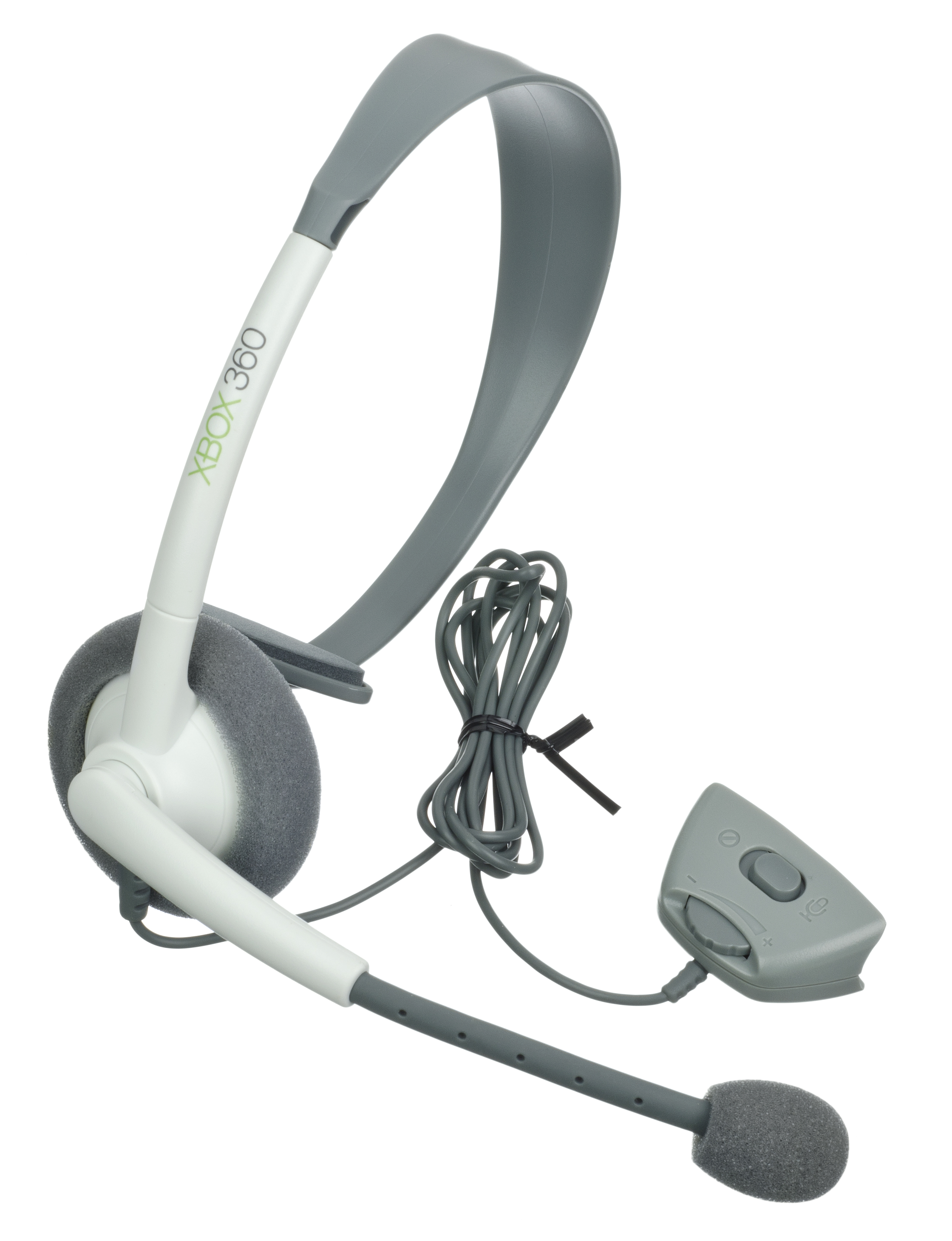
ヘッドセットホワイト
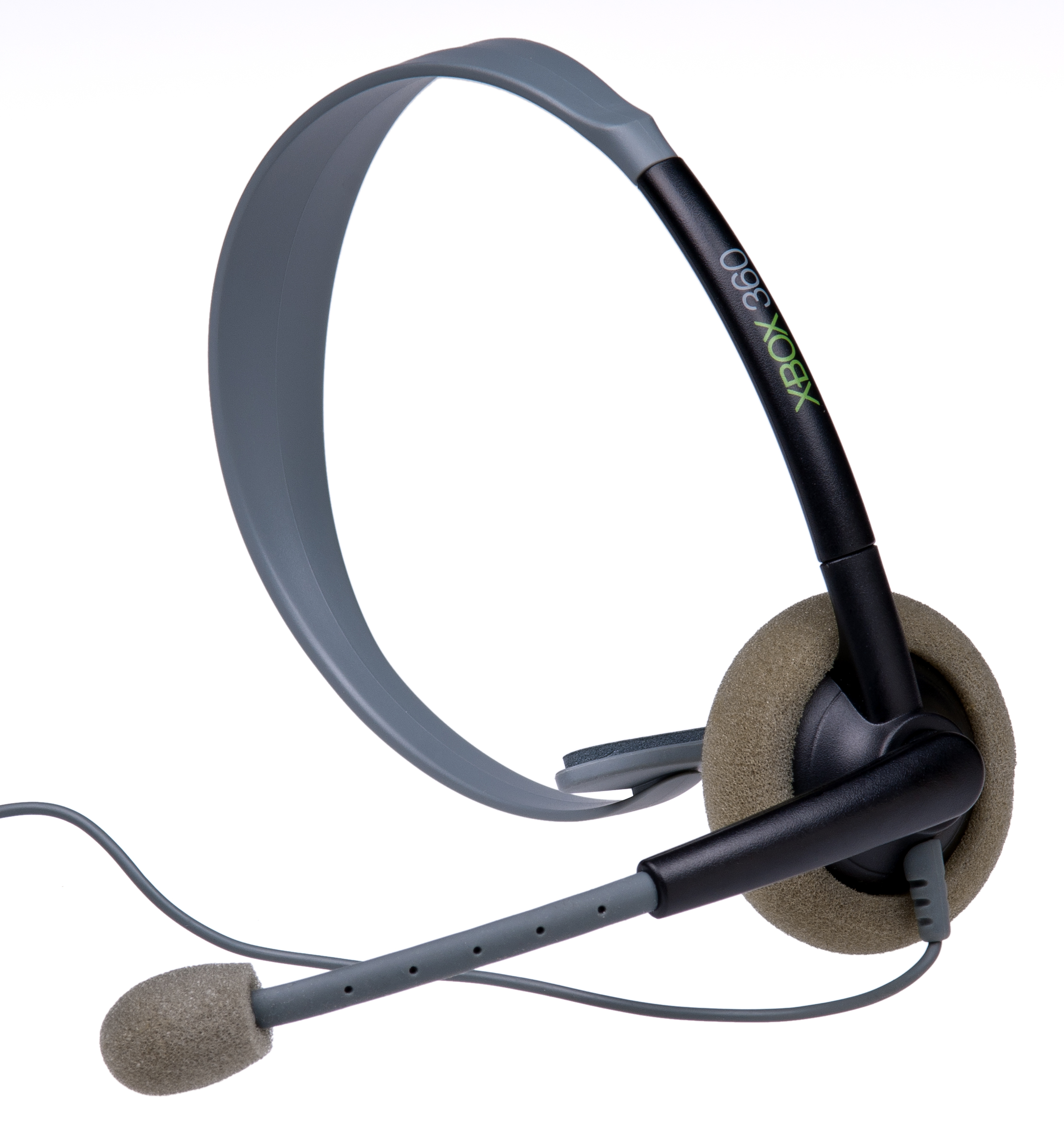
ヘッドセットブラック
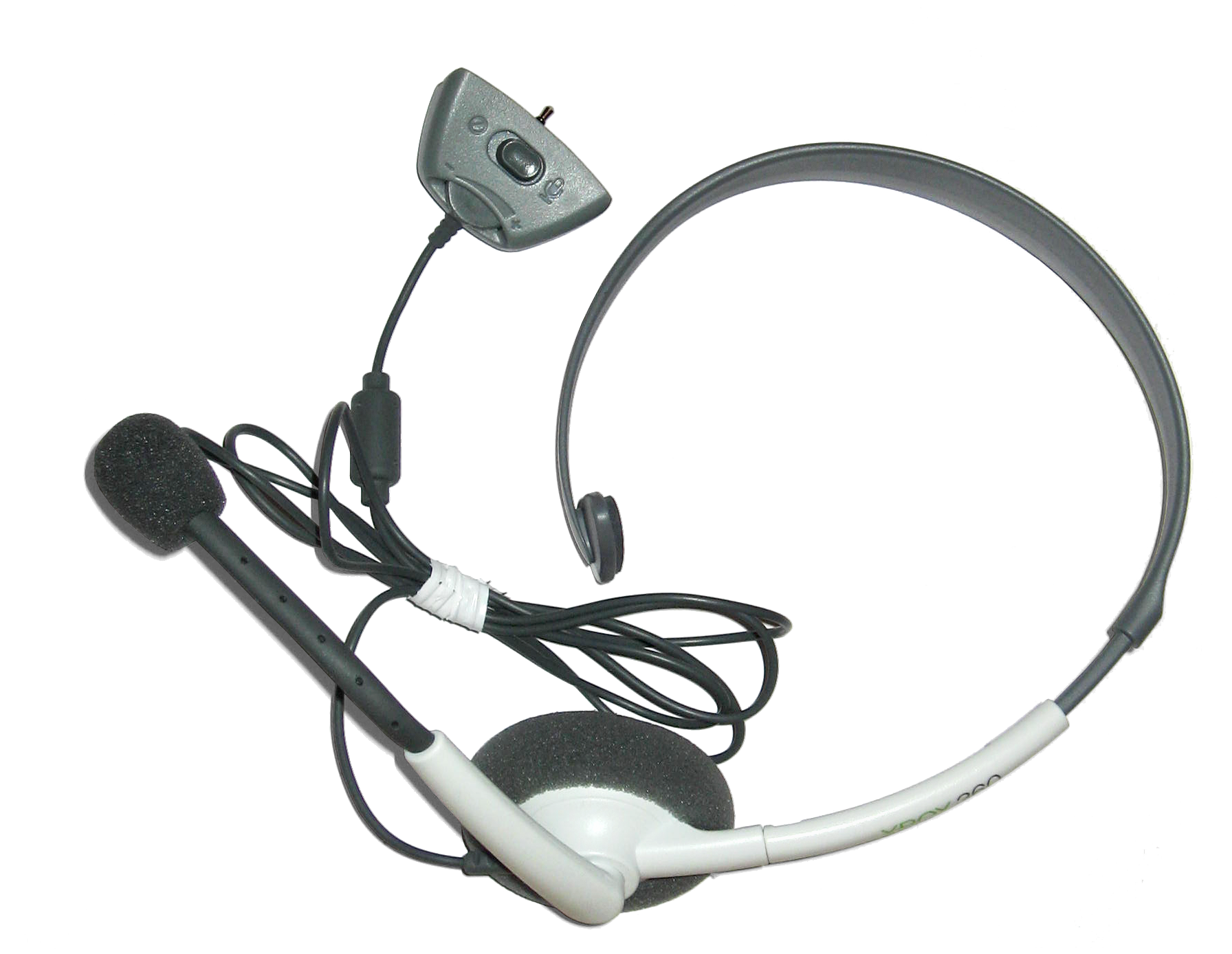
ヘッドセット（初期版）
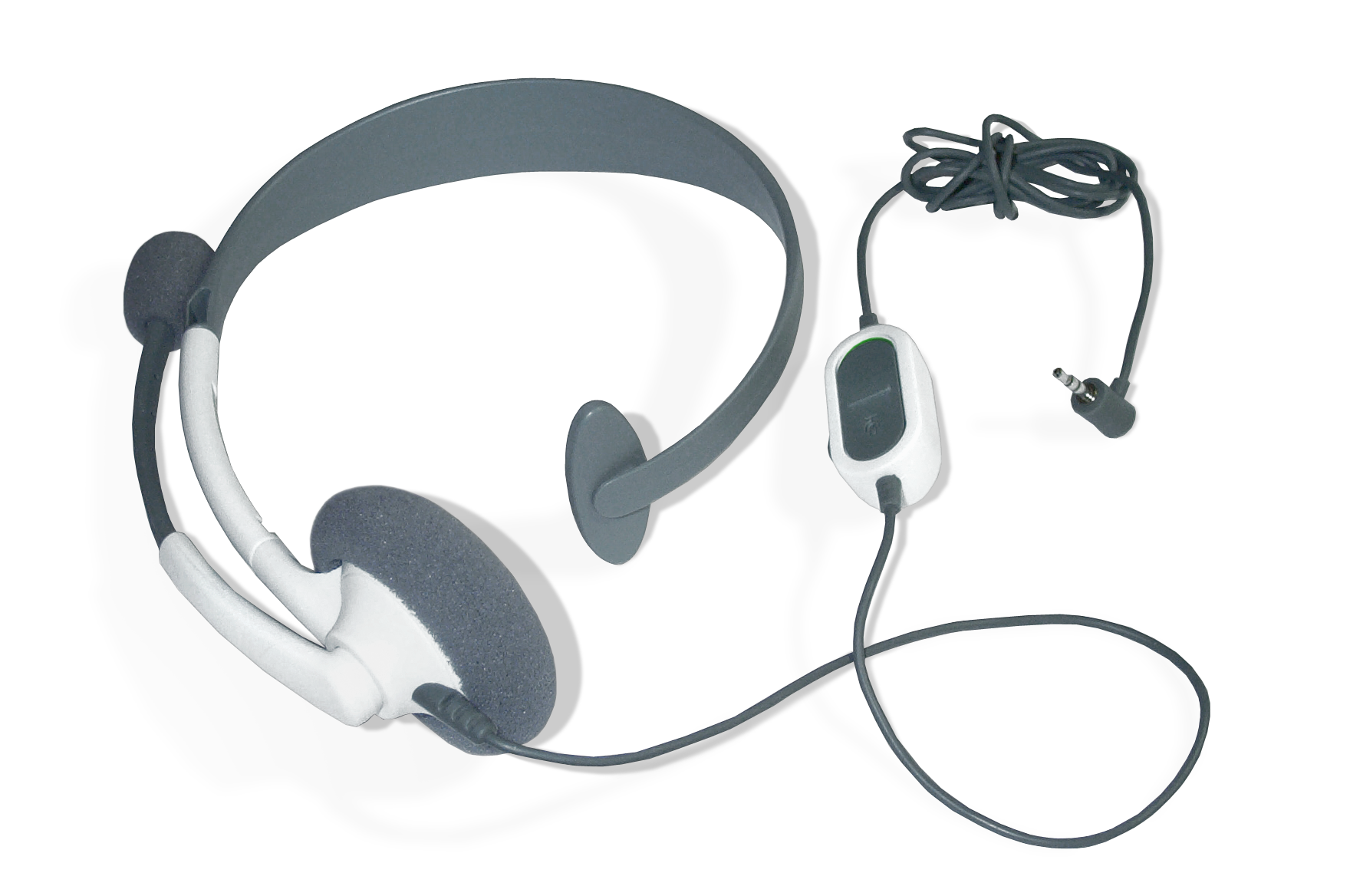
ヘッドセット（後期版・プラグ変更）
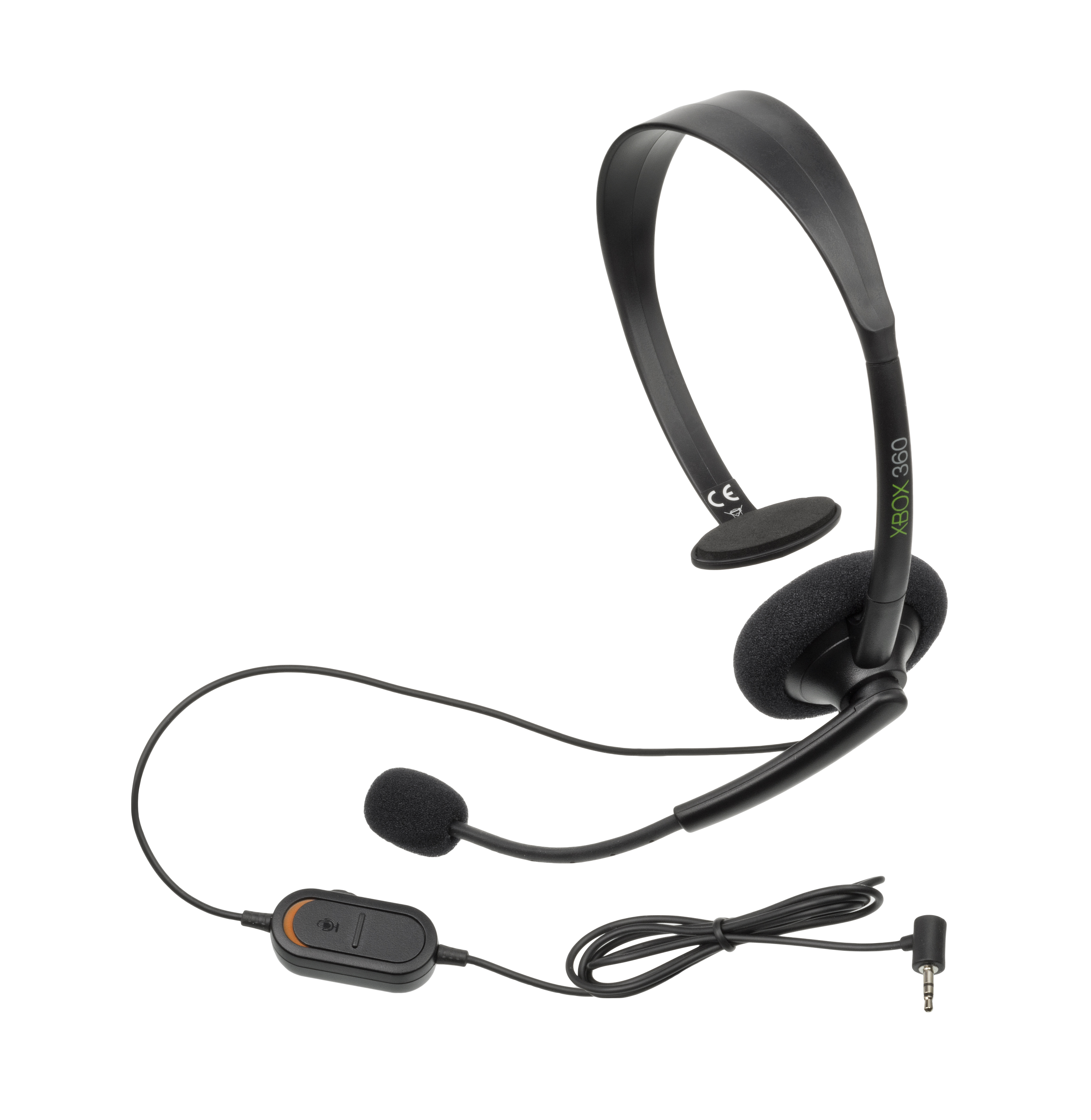
ヘッドセット（Xbox 360 S）
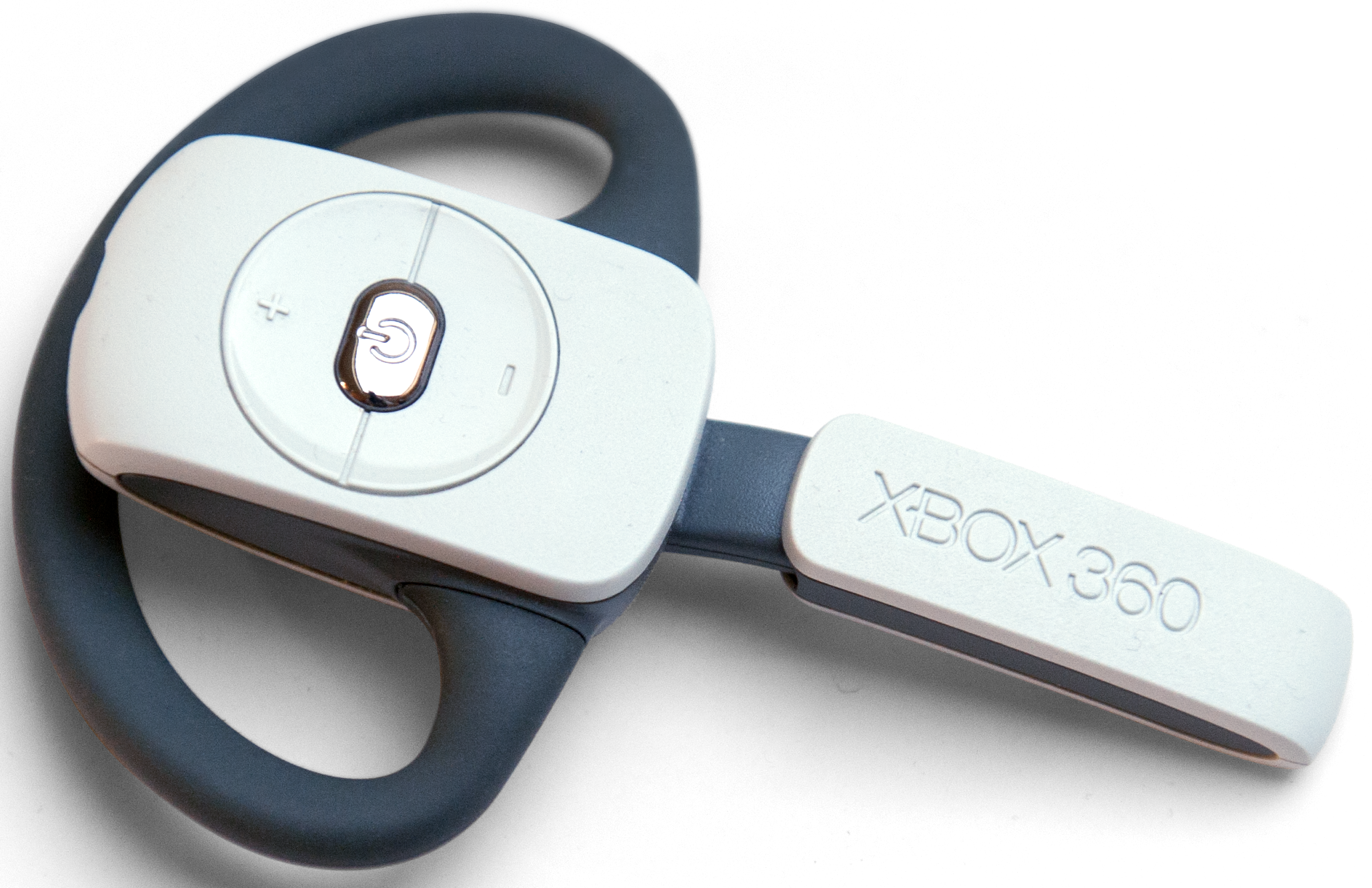
ワイヤレスヘッドセット
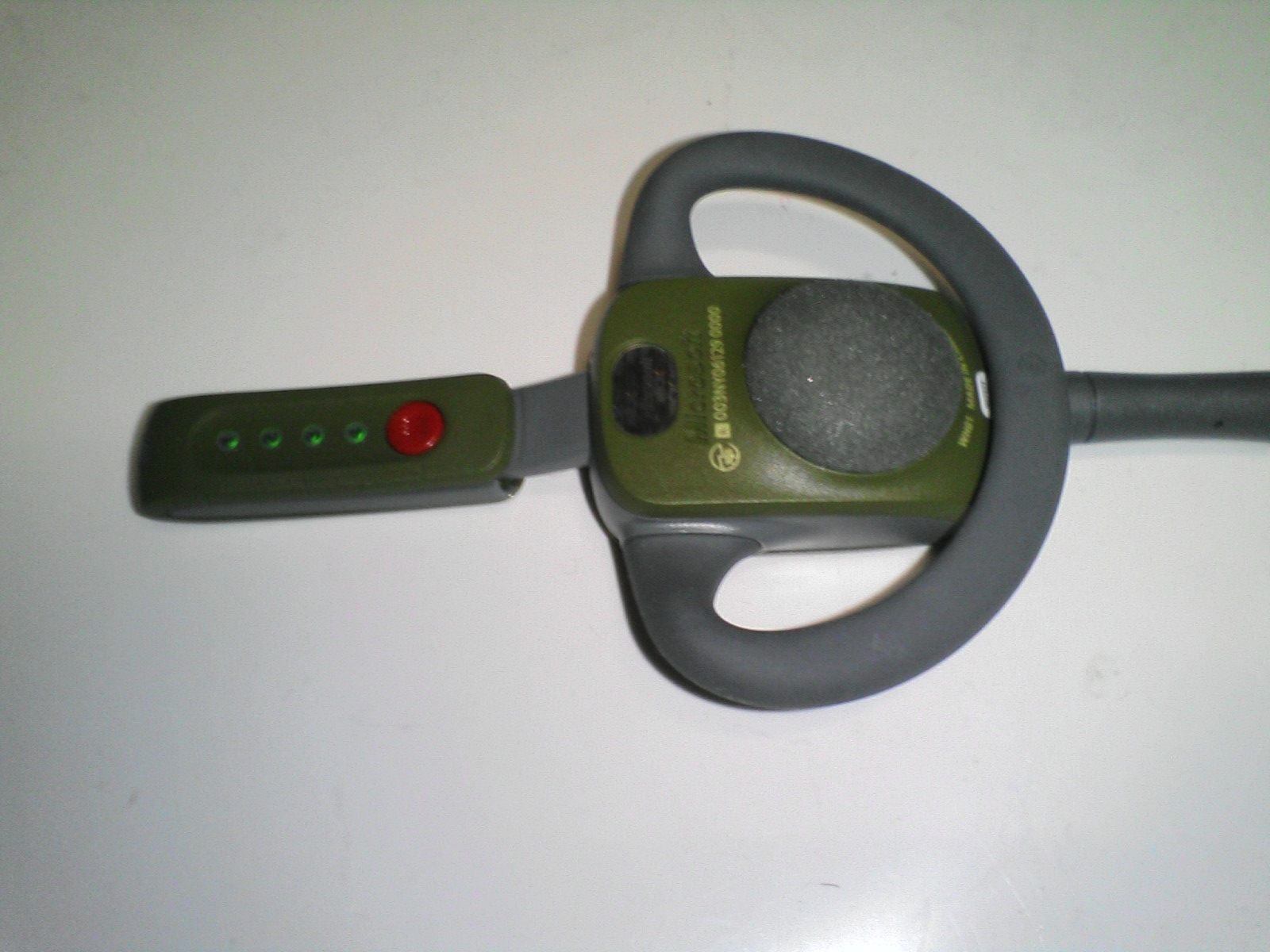
充電中のワイヤレスヘッドセット（Halo 3 リミテッドエディション）
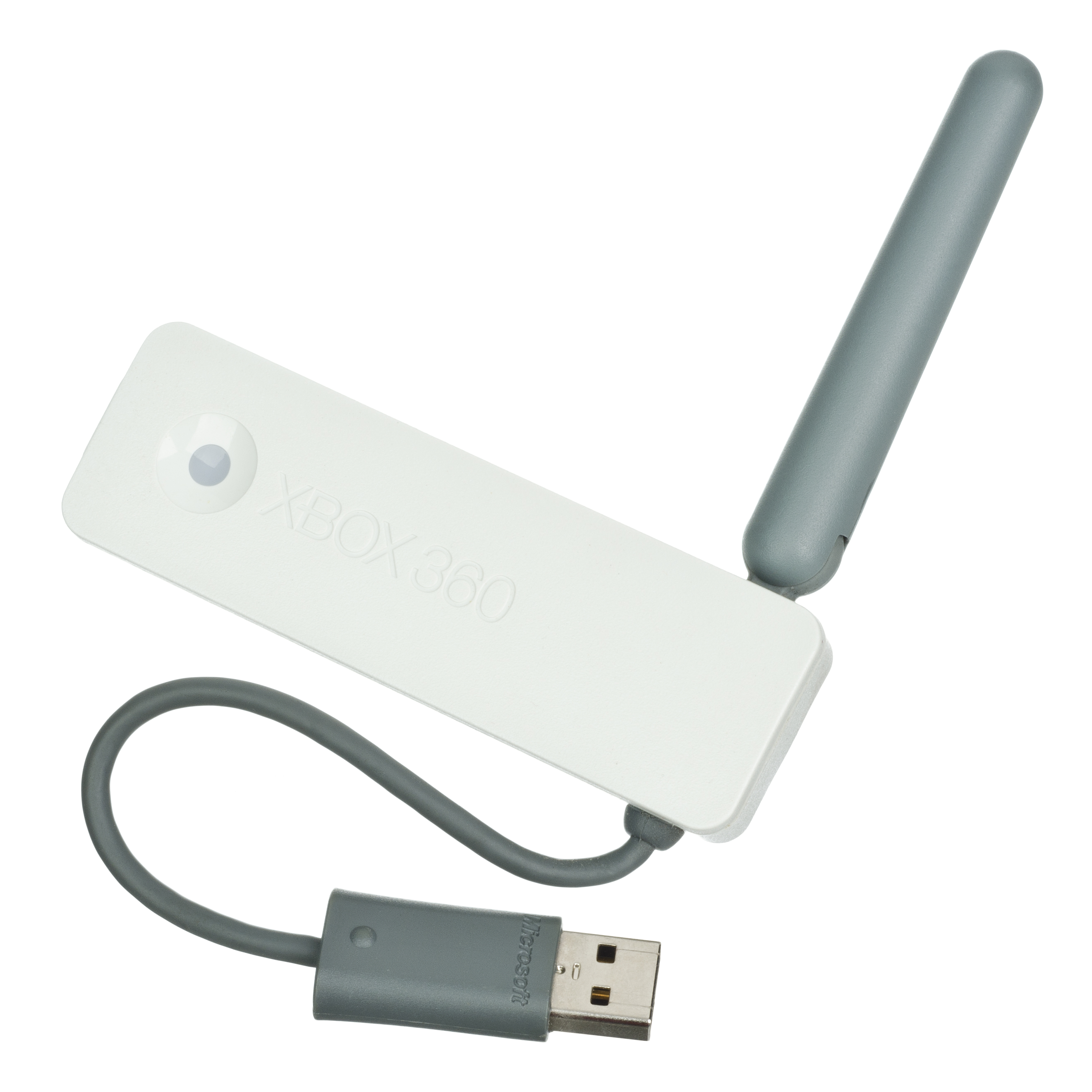
ワイヤレスLANアダプタ
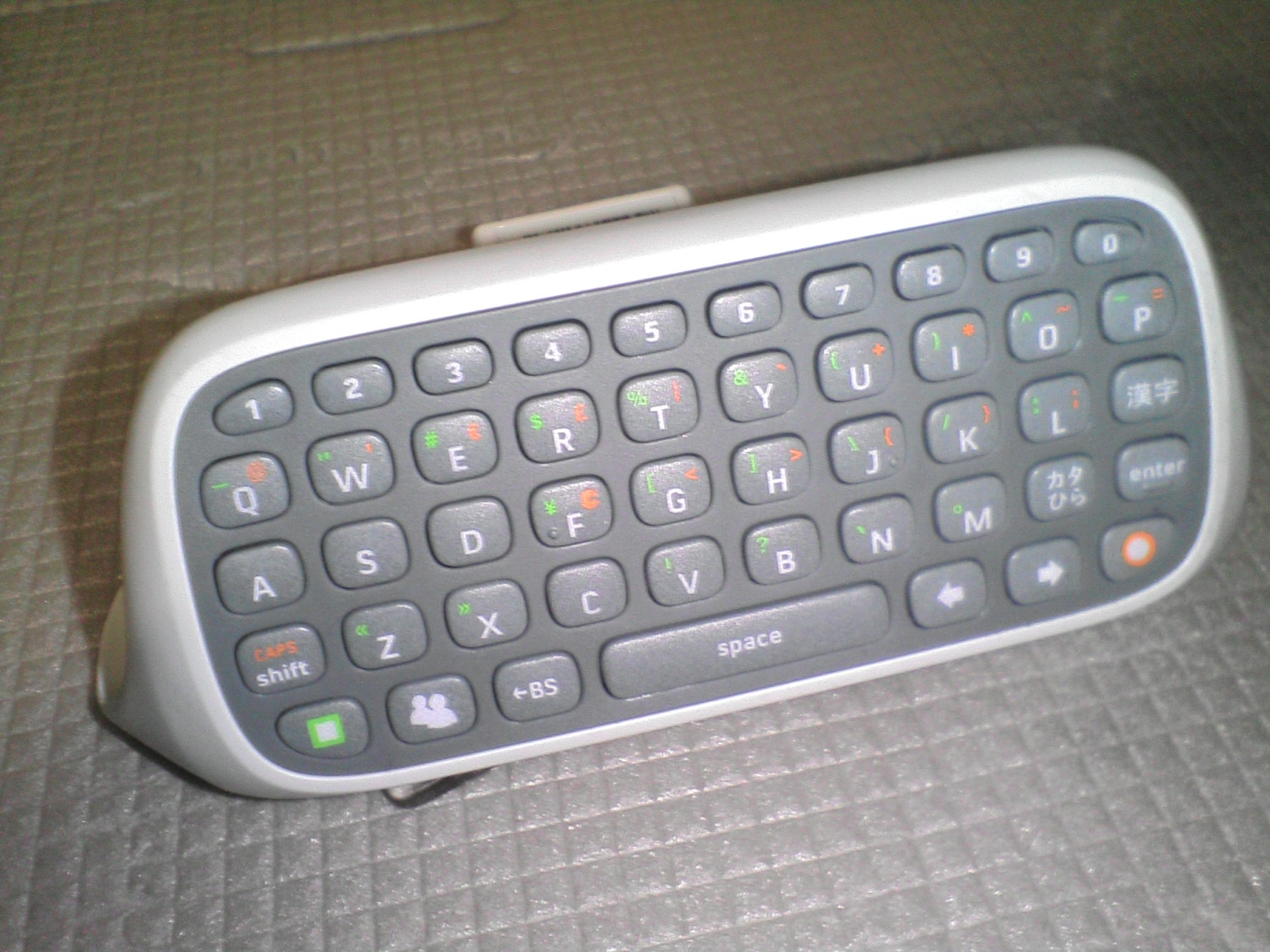
チャットパッド（メッセンジャーキット）
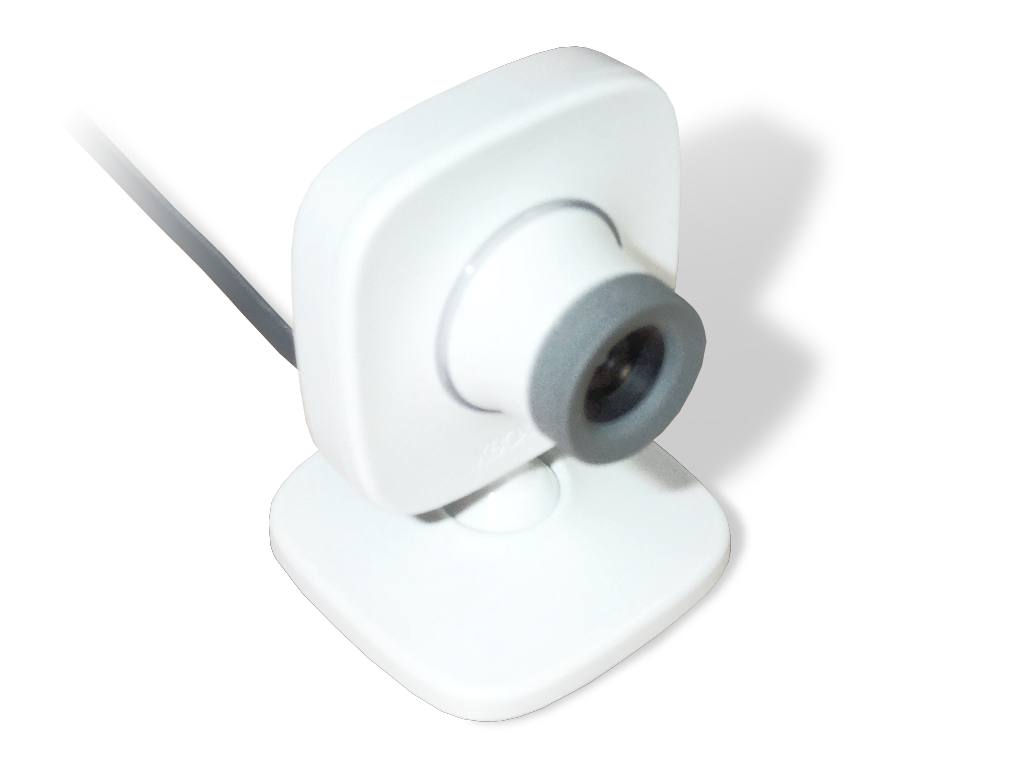
Xbox Liveビジョン

- ヘッドセット
  - コントローラーの専用拡張端子に接続する。プラグの異なる2種類が存在しており、後期版はメッセンジャーキットのチャットパッドに接続可能になるよう一部の端子のピンが削除された。
- ワイヤレスヘッドセット
  - コントローラとは別に接続されるタイプのヘッドセット。充電用のケーブルが付属しており、本体などのUSB端子より電源を取って充電する。
- ワイヤレスLANアダプター
  - IEEE 802.11 a/b/g 対応。Xbox 360 S以前のモデルで使用可能。ただし、仕様上Windowsにこのアダプターを接続しても全く反応しないため非対応。
- ワイヤレスLANアダプター N
  - IEEE 802.11 a/b/g/n（Draft 2.0）対応。5GHz帯にも対応。
- チャットパッドキット(メッセンジャーキット)
  - ヘッドセットとチャットパッドとのセット[110]。北米にて2007年9月4日に発売、日本では2008年1月10日発売[111]。
- Xbox Live ビジョン
  - 一部ゲームでカメラチャットに使用できる。また、Kinectの前身である赤外線のセンサーを簡易的に内蔵している。ゲーマータグの写真（フレンドのみに公開される写真）を撮影することができる。パッケージの中にXbox Live Gold一か月無料コードが内蔵されている。

### ケーブル

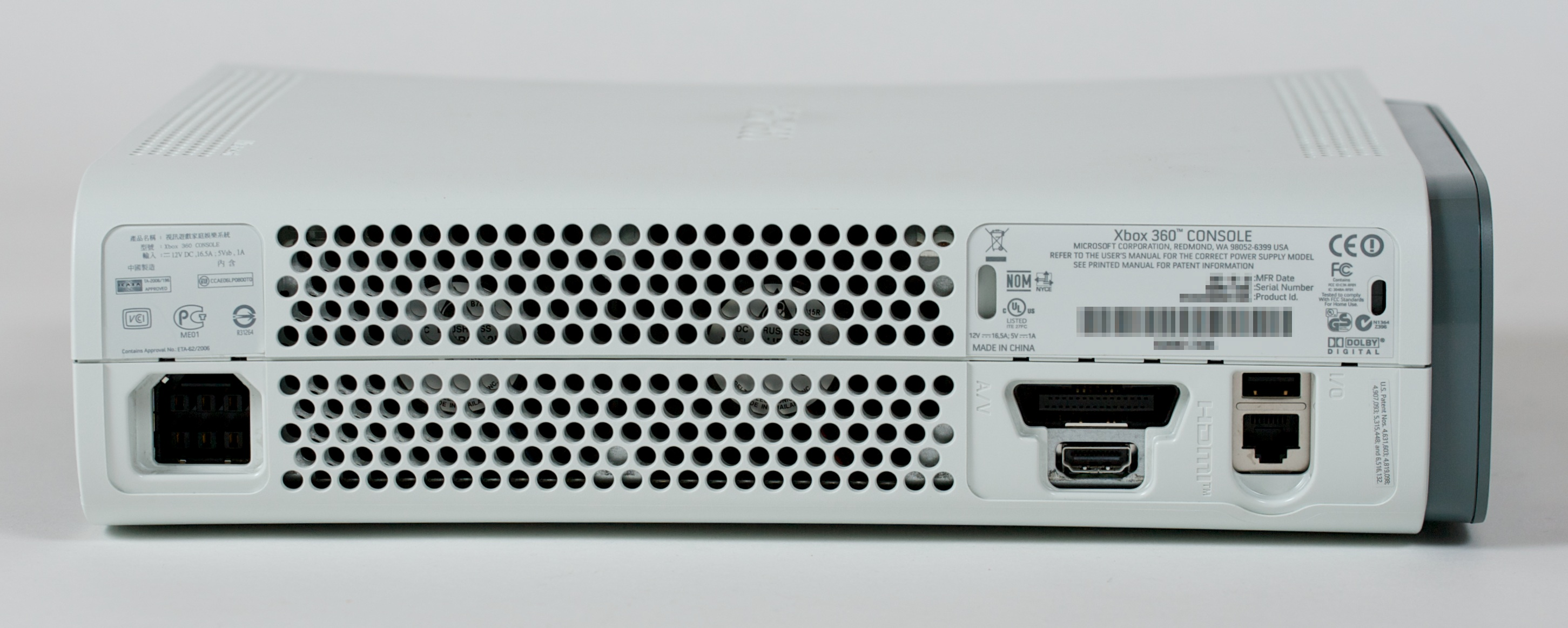
本体背面のAV出力端子とHDMI出力端子

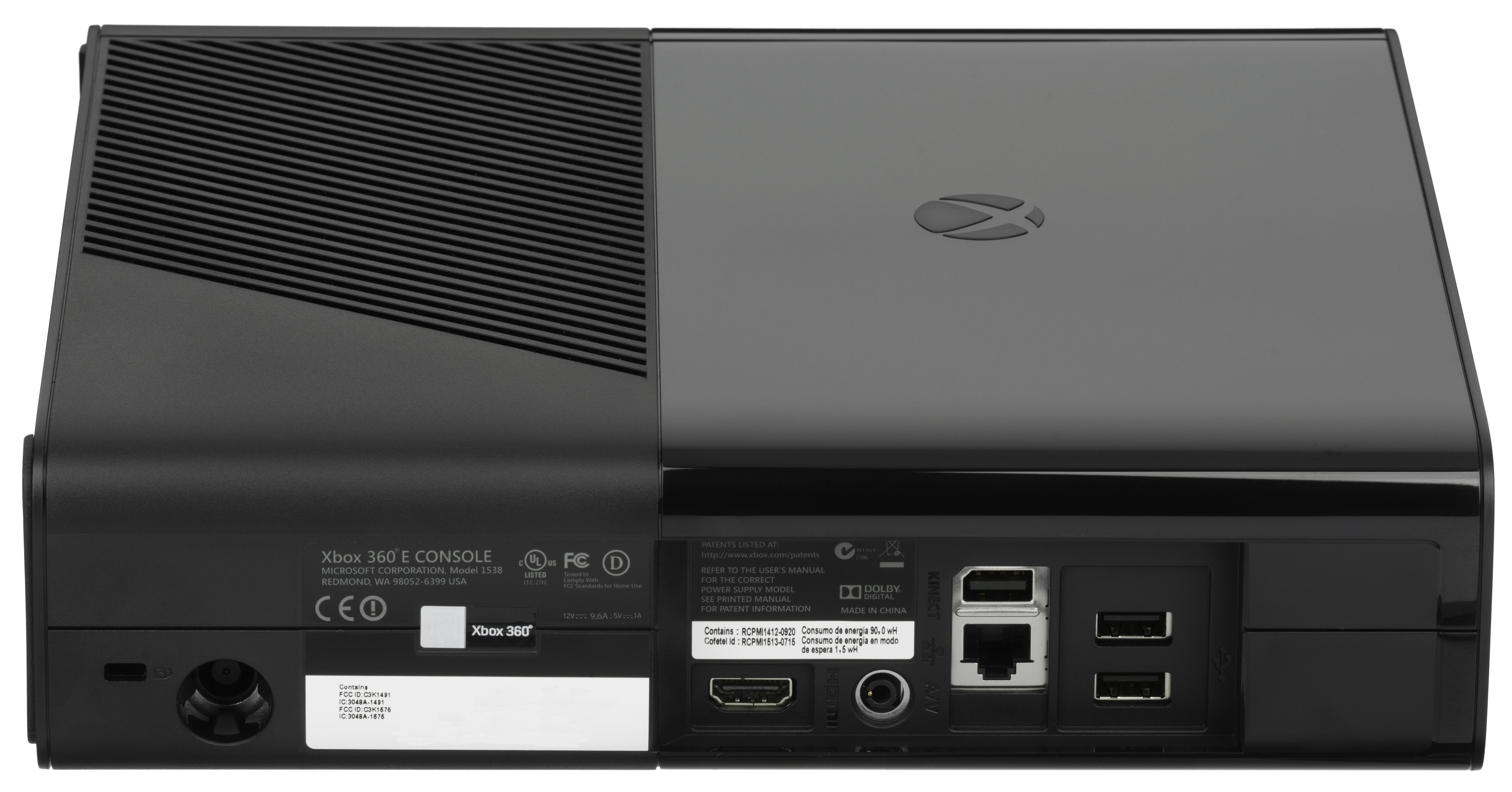
Xbox 360 Eの背面（AV出力はHDMIとピンプラグのコンポジット出力のみ）

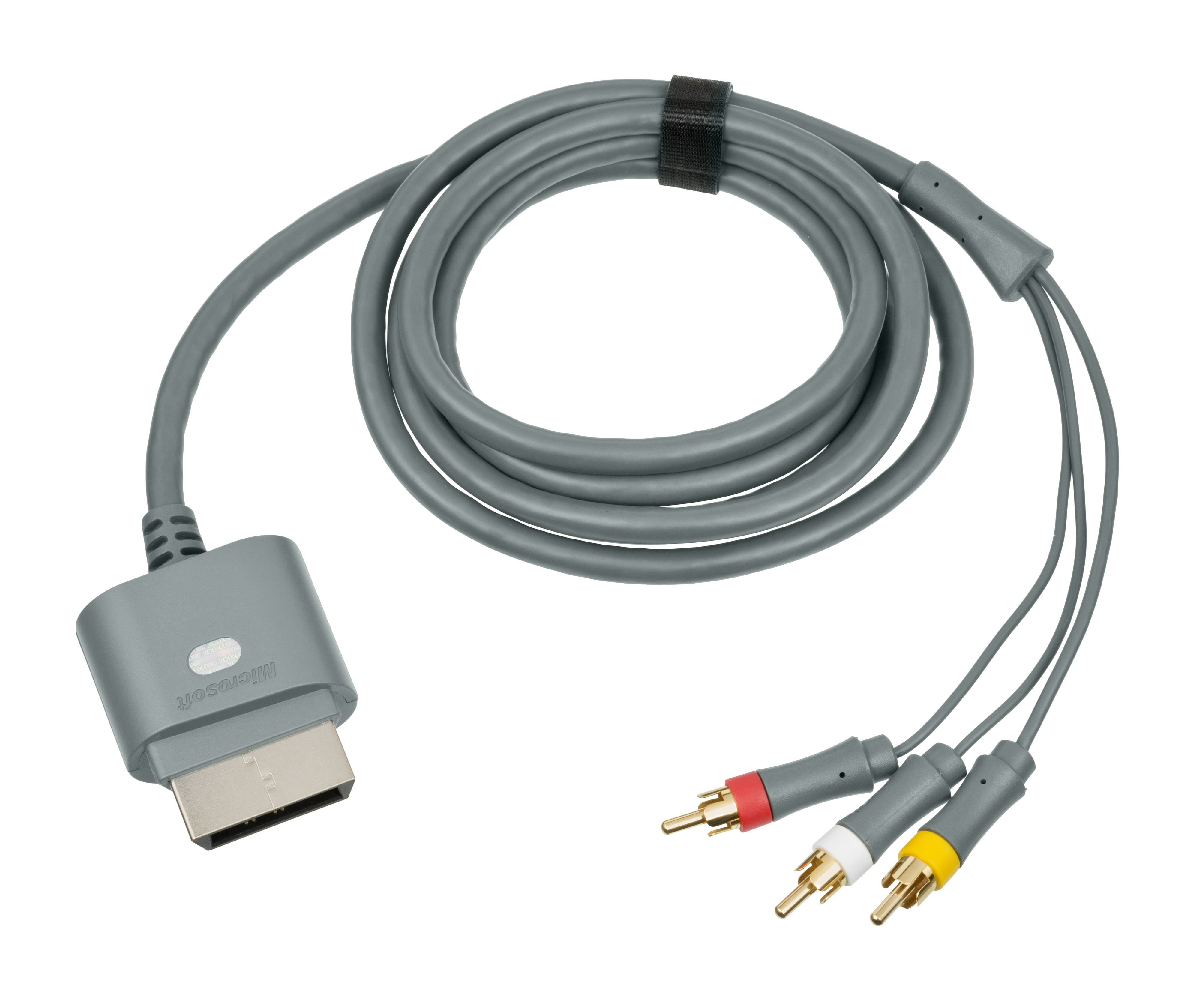
コンポジットAVケーブル
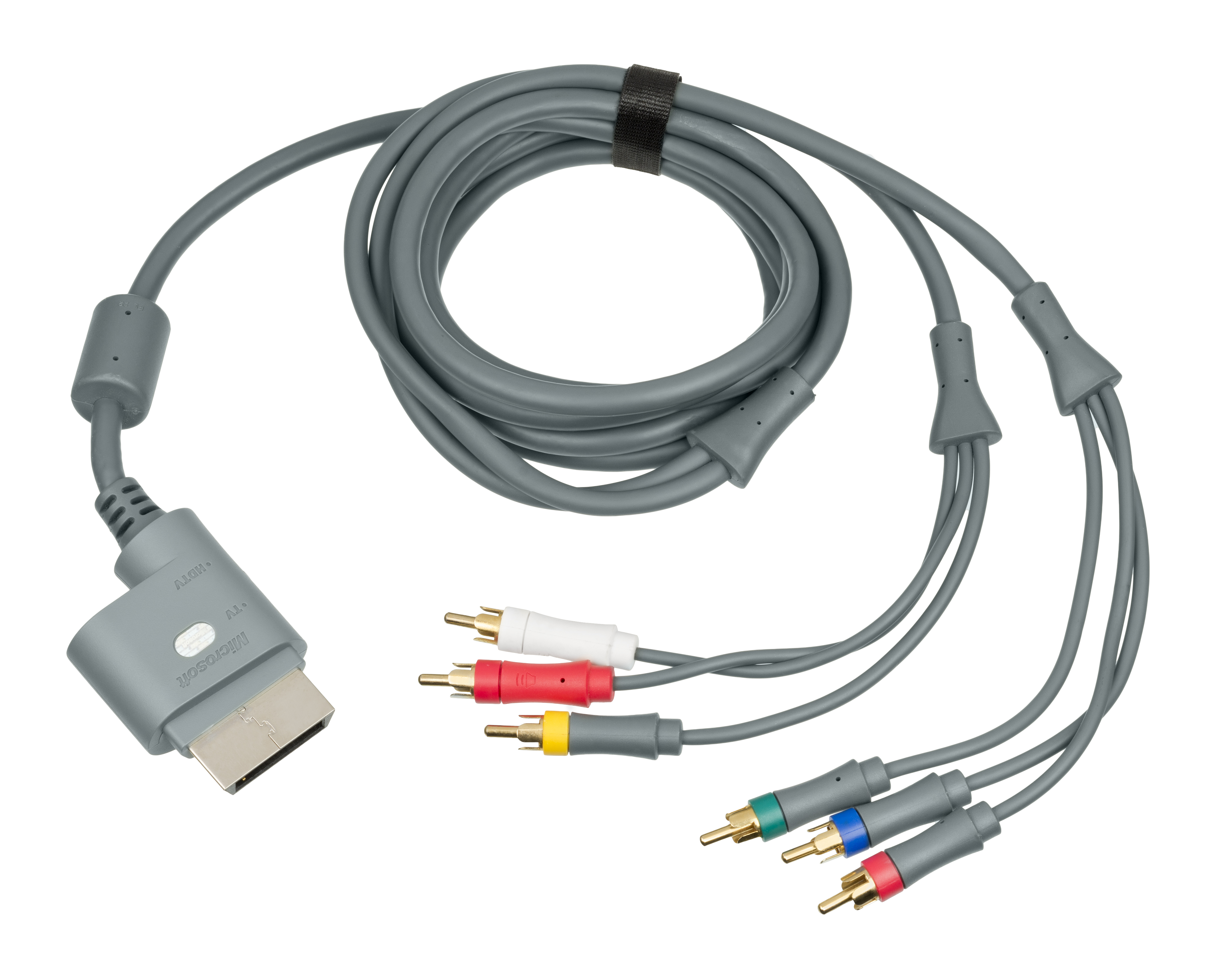
コンポーネント HD AVケーブル
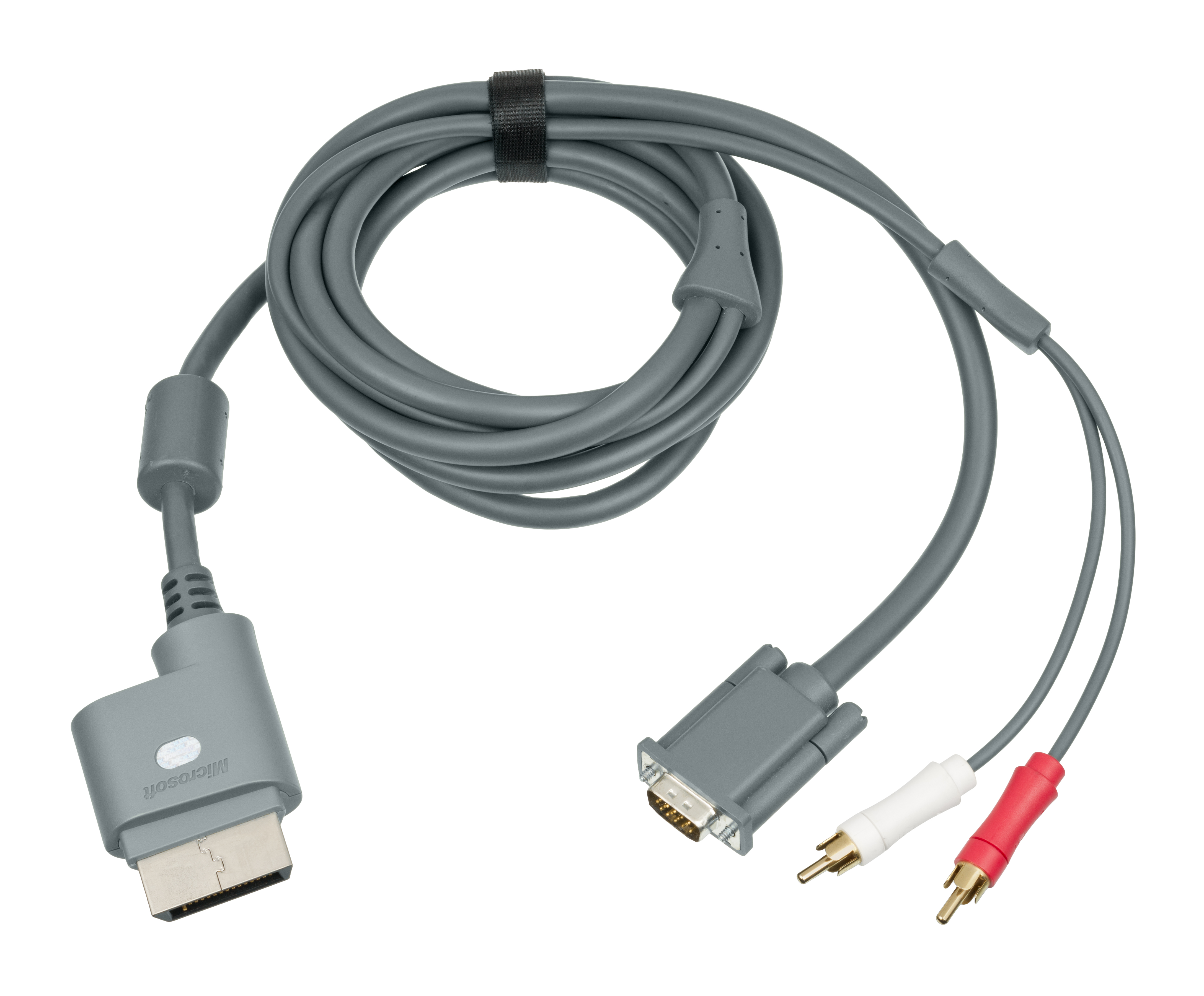
VGA HD AVケーブル
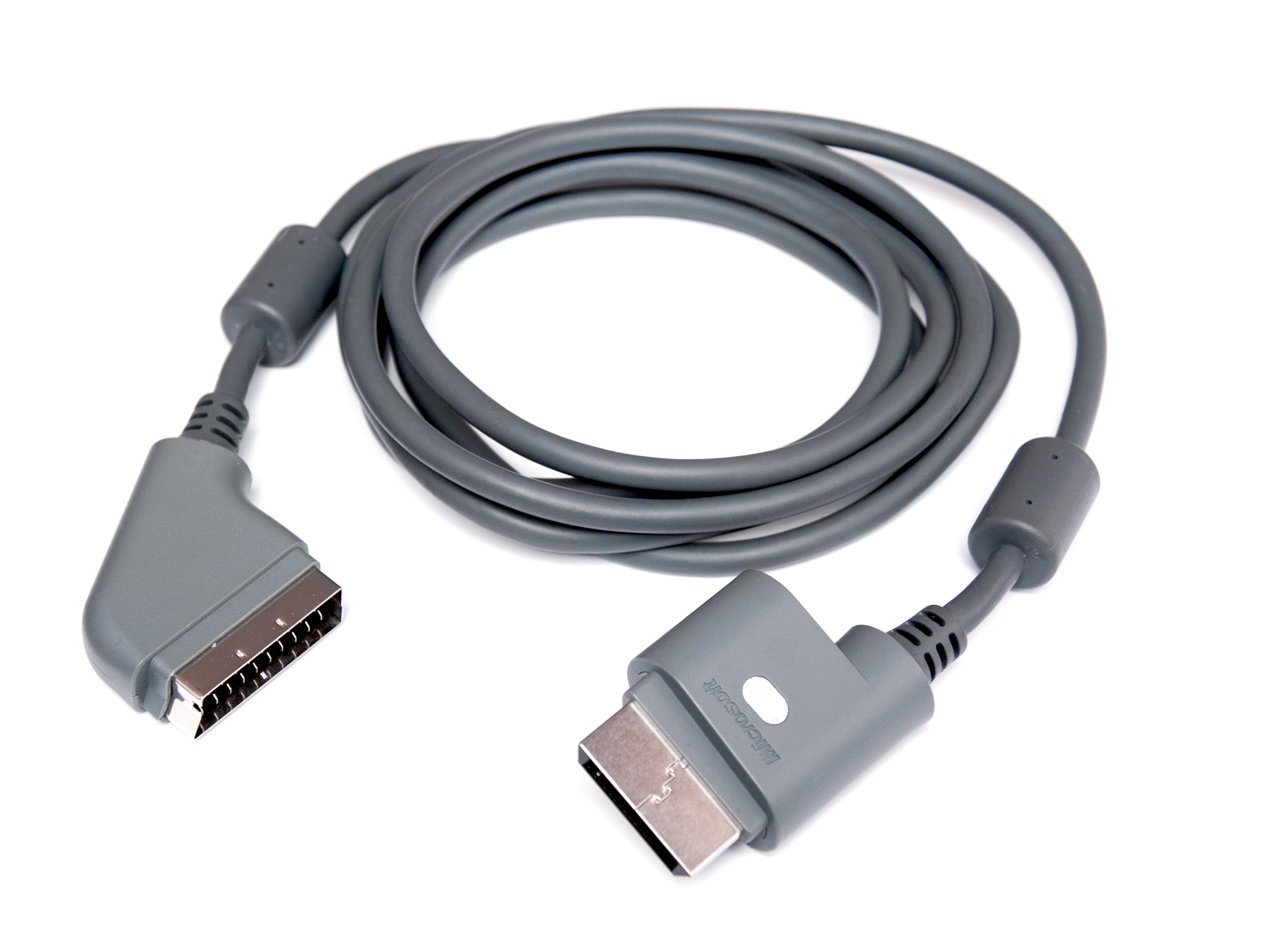
SCART AVケーブル（ヨーロッパ向け）
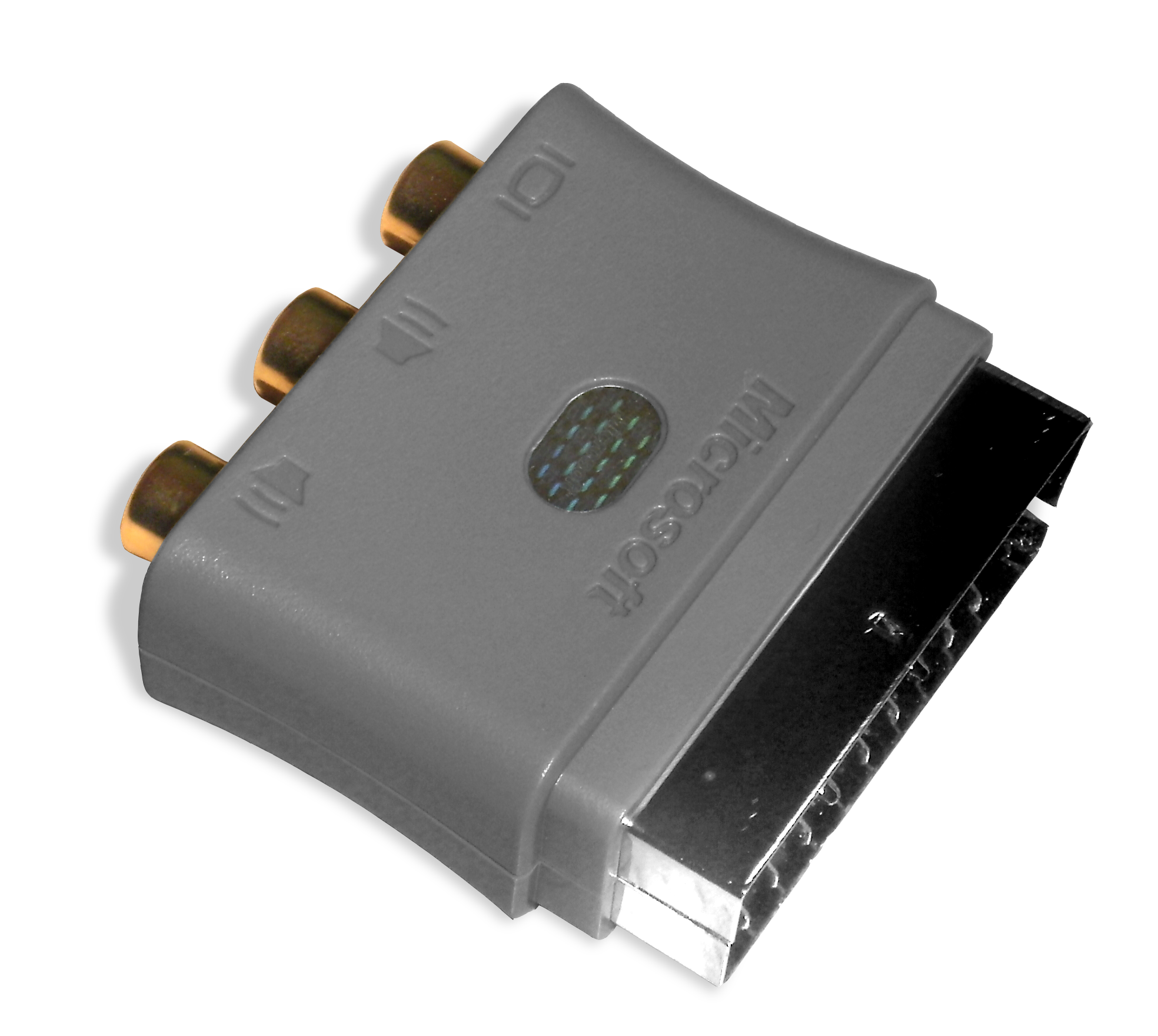
SCARTアダプター（ヨーロッパ向け）
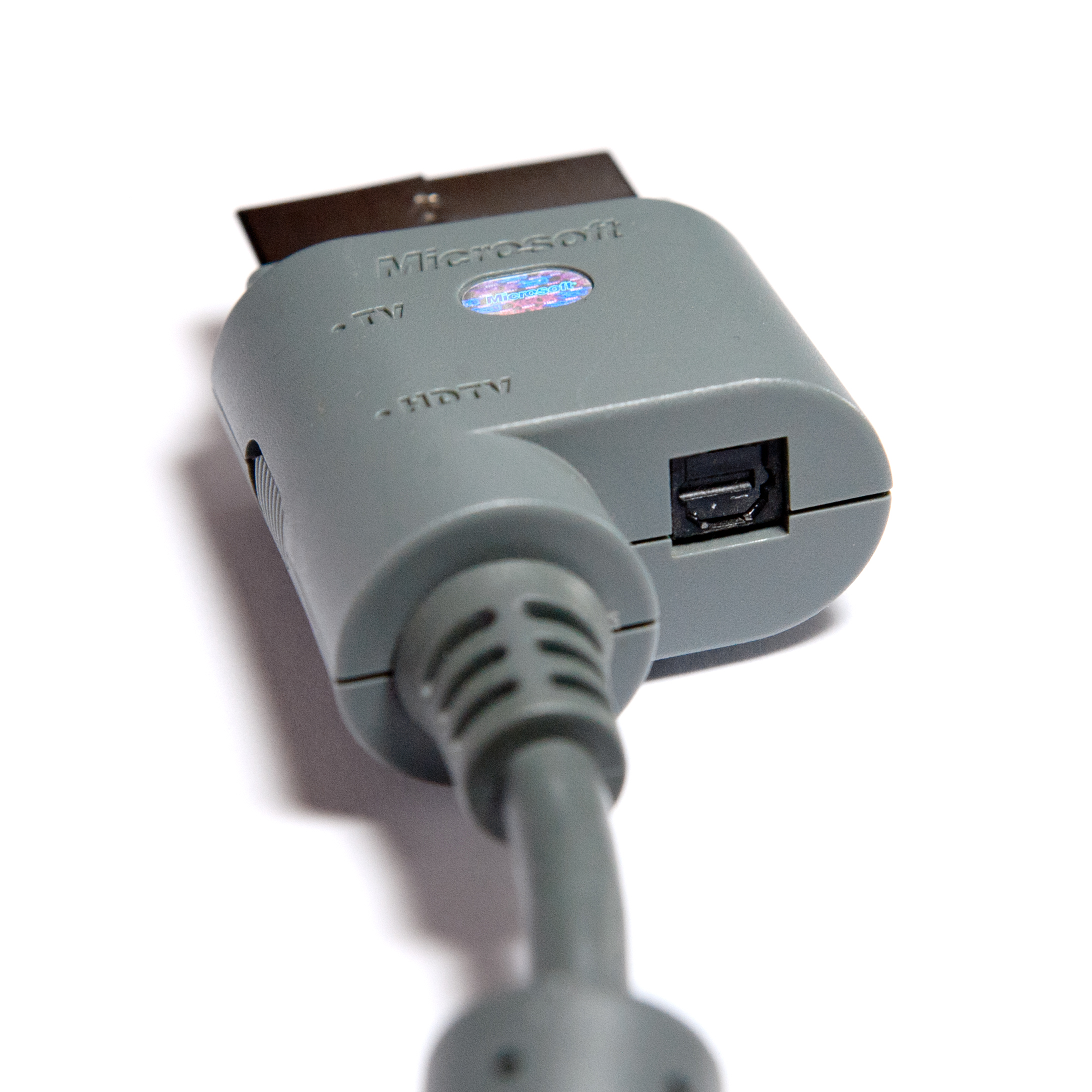
HD切り替えスイッチとS/PDIF出力端子
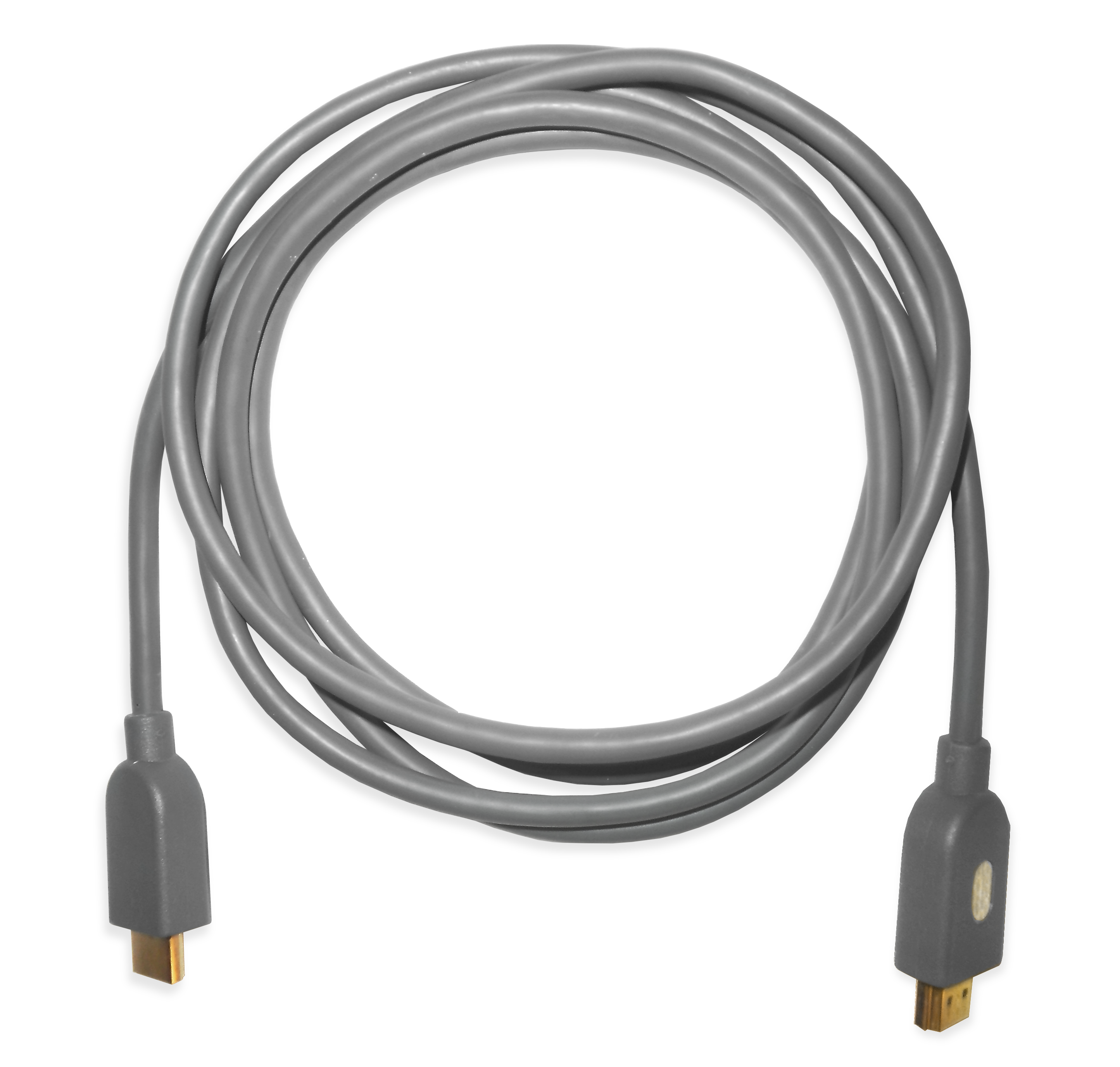
HDMIケーブル
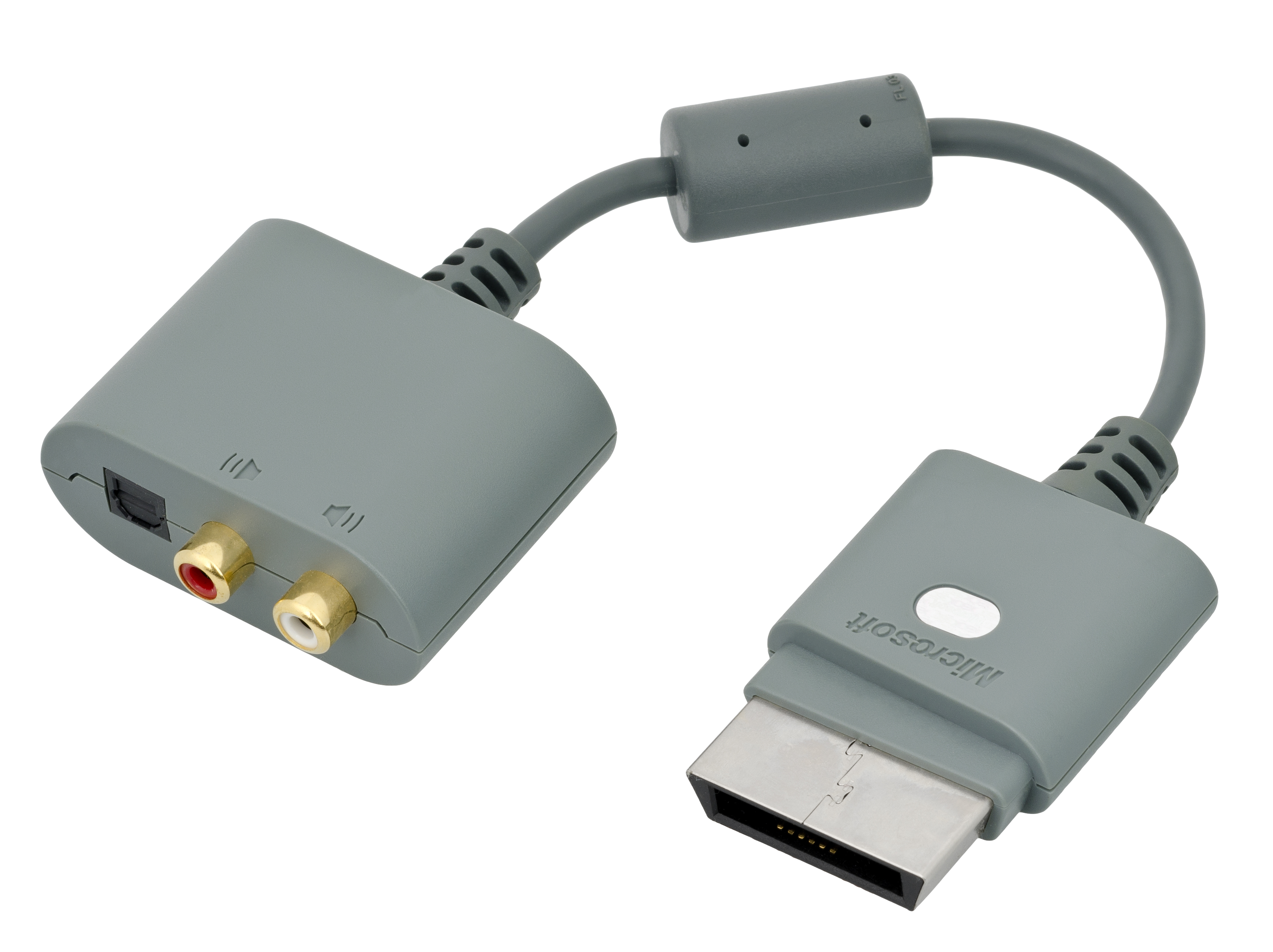
オーディオアダプター
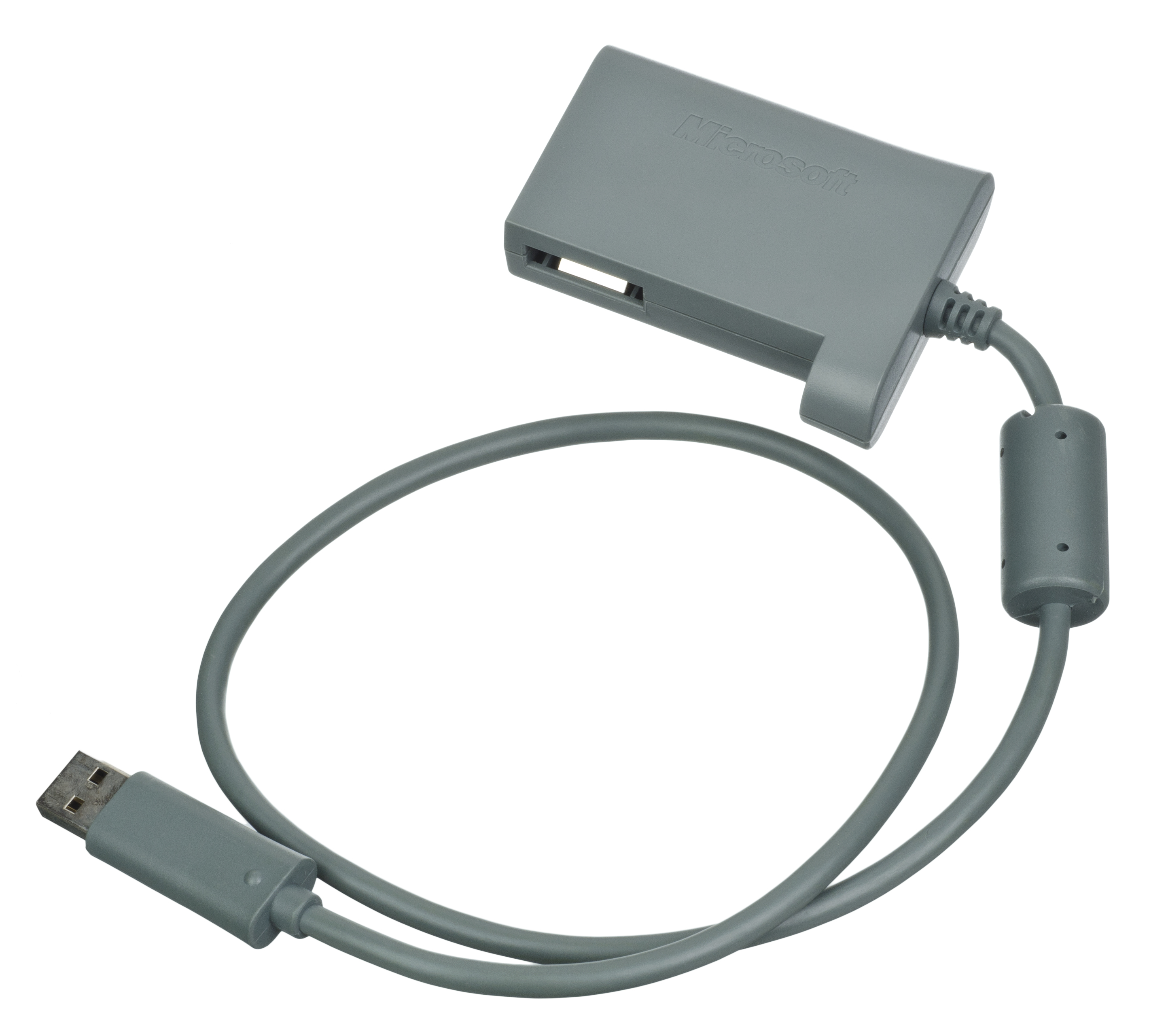
データ転送ケーブル

コンポジットAVケーブル以外は光デジタル音声出力(S/PDIF)端子を搭載。
また、VGA HD AVケーブル以外はコンポジットAVケーブルとしても使用可能。D端子 HD AVケーブルおよびコンポーネント HD AVケーブルにはコンポジットAVケーブルとして使うときのために切り替えスイッチがある。
- コンポジットAVケーブル
- Sビデオ AVケーブル
- D端子 HD AVケーブル
- コンポーネント HD AVケーブル
- VGA HD AVケーブル
  - VGAのジェンダーチェンジャーが同梱されているのでケーブルがモニタ側に直付けの場合でも接続可能。またオーディオ用のプラグアダプターも同梱しているので、ライン入力端子がミニプラグでも接続可能[112]。
- HDMI AVケーブル
  - HDMIケーブルとオーディオアダプターケーブルのセット。オーディオアダプターケーブルは光デジタル音声出力とアナログ音声出力を提供する。Xbox 360 エリートに同梱、HDMI端子搭載型の本体（スタンダードモデルやHalo 3 スペシャルエディション）の発売に合わせて単品でも発売されている（日本では2007年9月27日発売[104]）。
- HDMIケーブル
- Xbox 360 データ転送ケーブル
  - 2010年6月24日から発売。2100円。従来のXbox 360からXbox 360 Sへデータを転送するために使用する。Xbox 360 S同士での転送は不可。

### その他

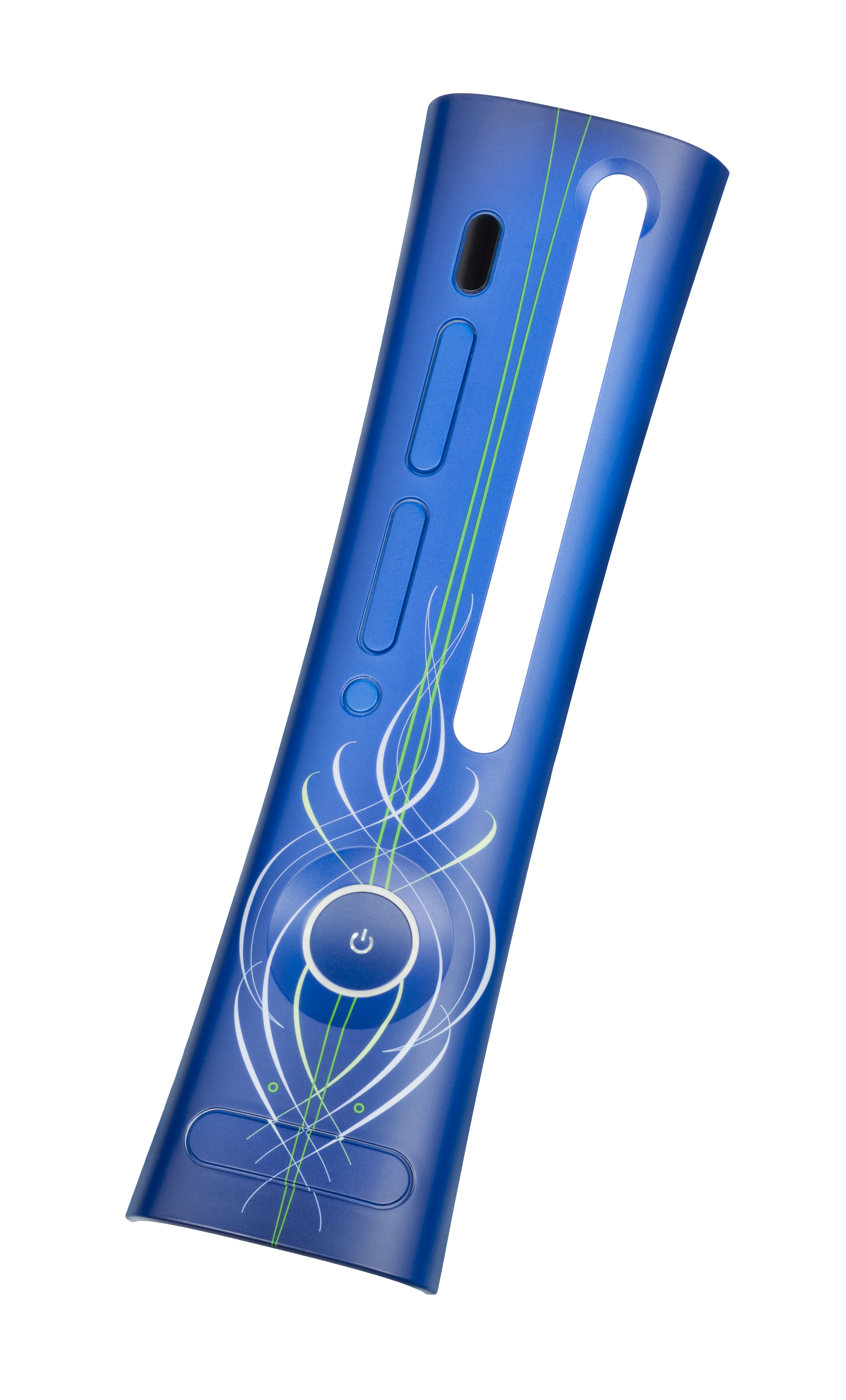
フェイスプレートの例
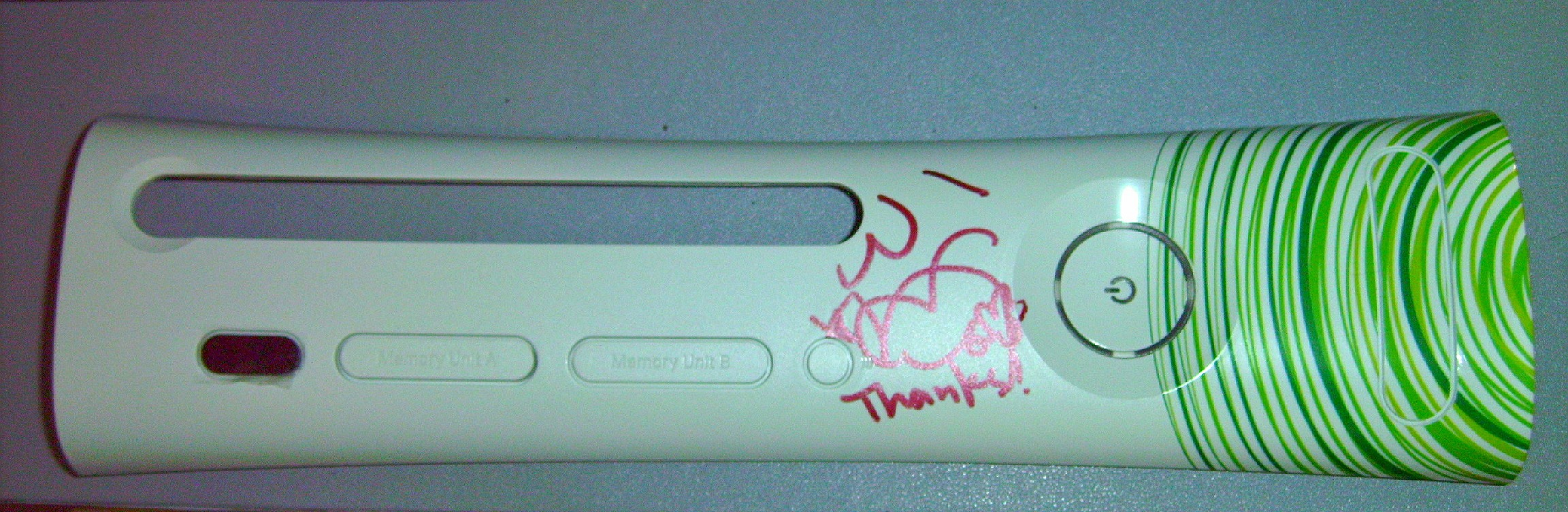
フェイスプレートの例
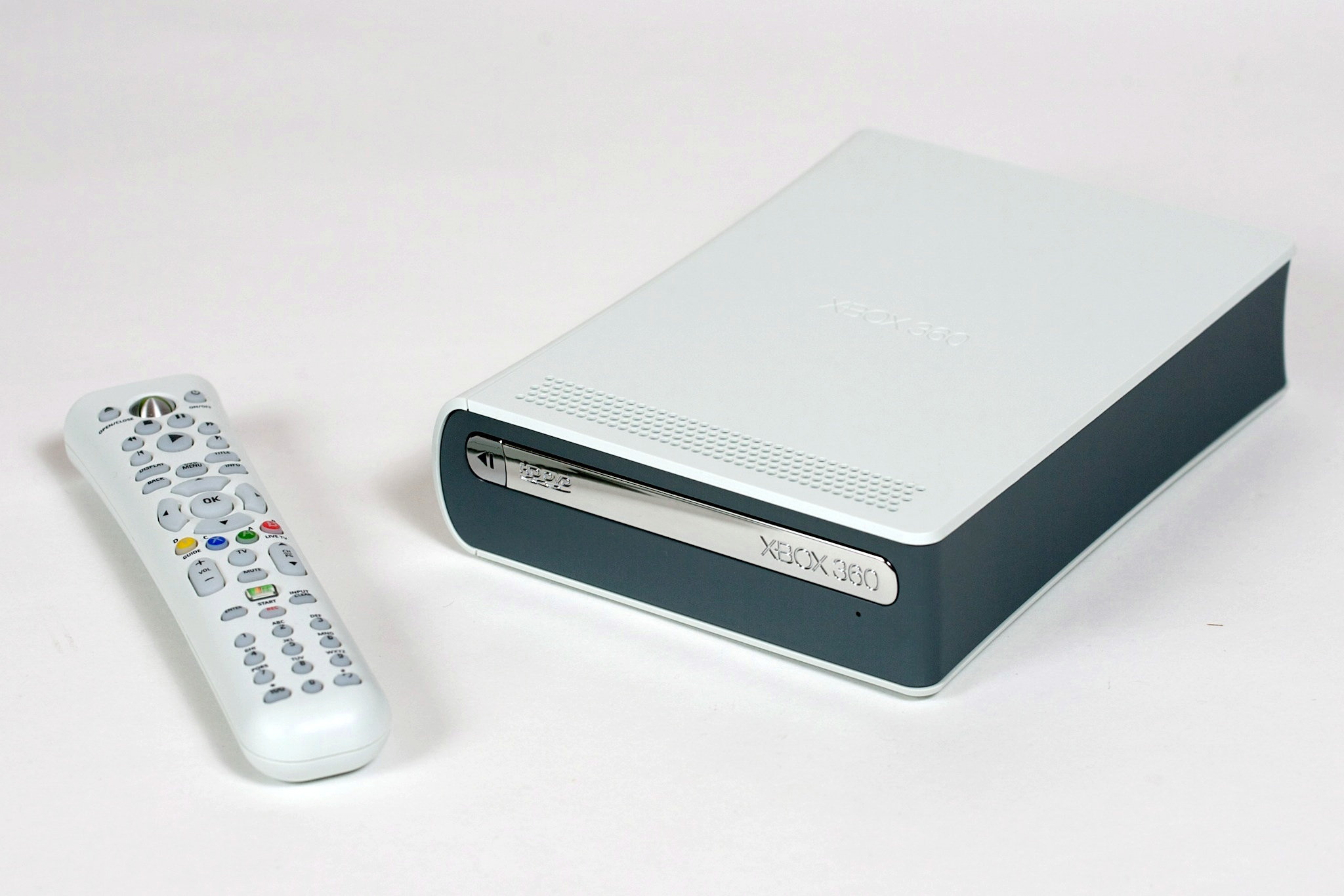
HD DVDプレーヤーとユニバーサルメディアリモコン
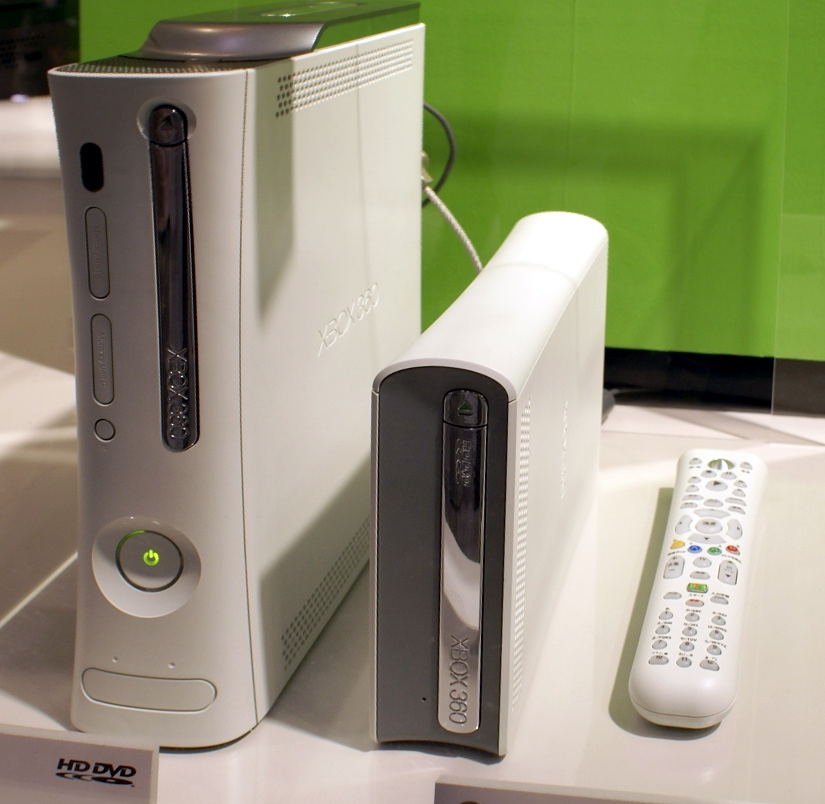
Xbox 360本体に接続したHD DVDプレーヤー
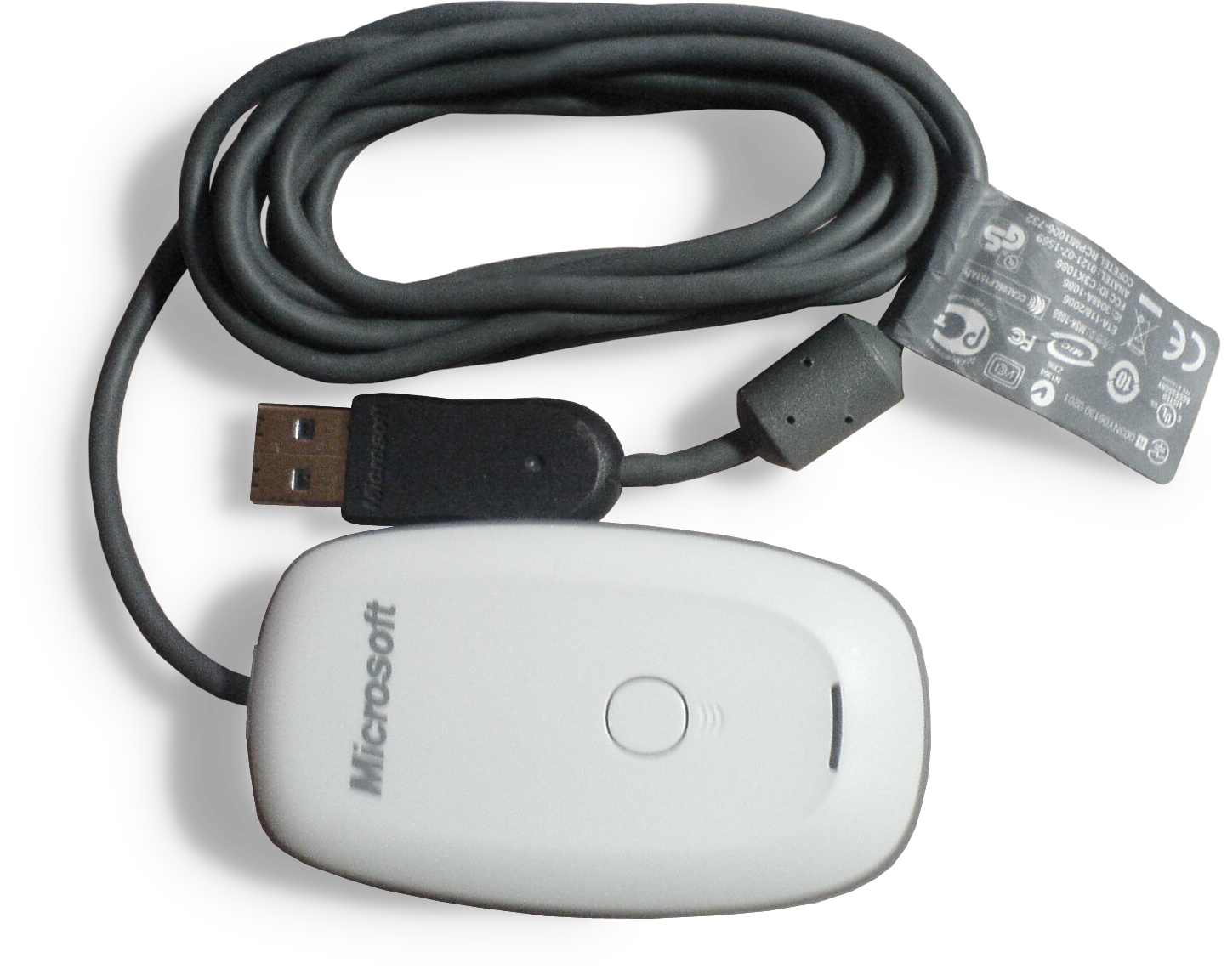
ワイヤレスゲームアダプター

- フェイスプレート
  - シルバー、サン、ピンク バルーン、ウォーター パズル、ウッド、カーボン ファイバーの6種。その他、種々の特典として『ブルードラゴン』などの作品をモチーフとしたオリジナルフェイスプレートがある。360S以降は使用不可能。
- HD DVDプレーヤー（ユニバーサルメディアリモコン同梱）
- ワイヤレスゲームアダプター
  - Windows XP以降のPCでXbox 360用ワイヤレスアクセサリ（ワイヤレスコントローラー、ワイヤレスヘッドセット、ワイヤレスレーシングホイール）を利用するアダプター。

#### HD DVDプレイヤー

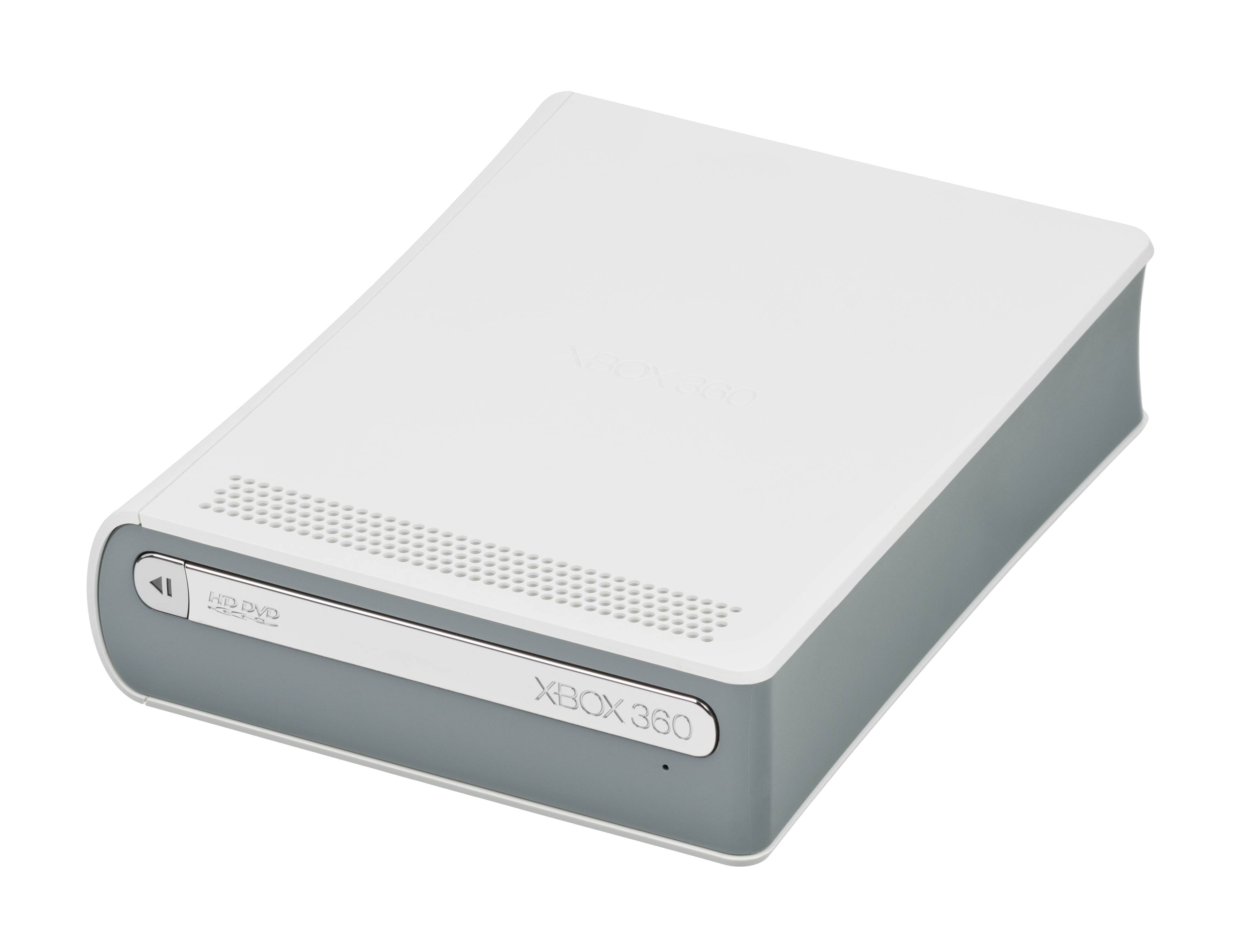
HD DVDプレイヤー

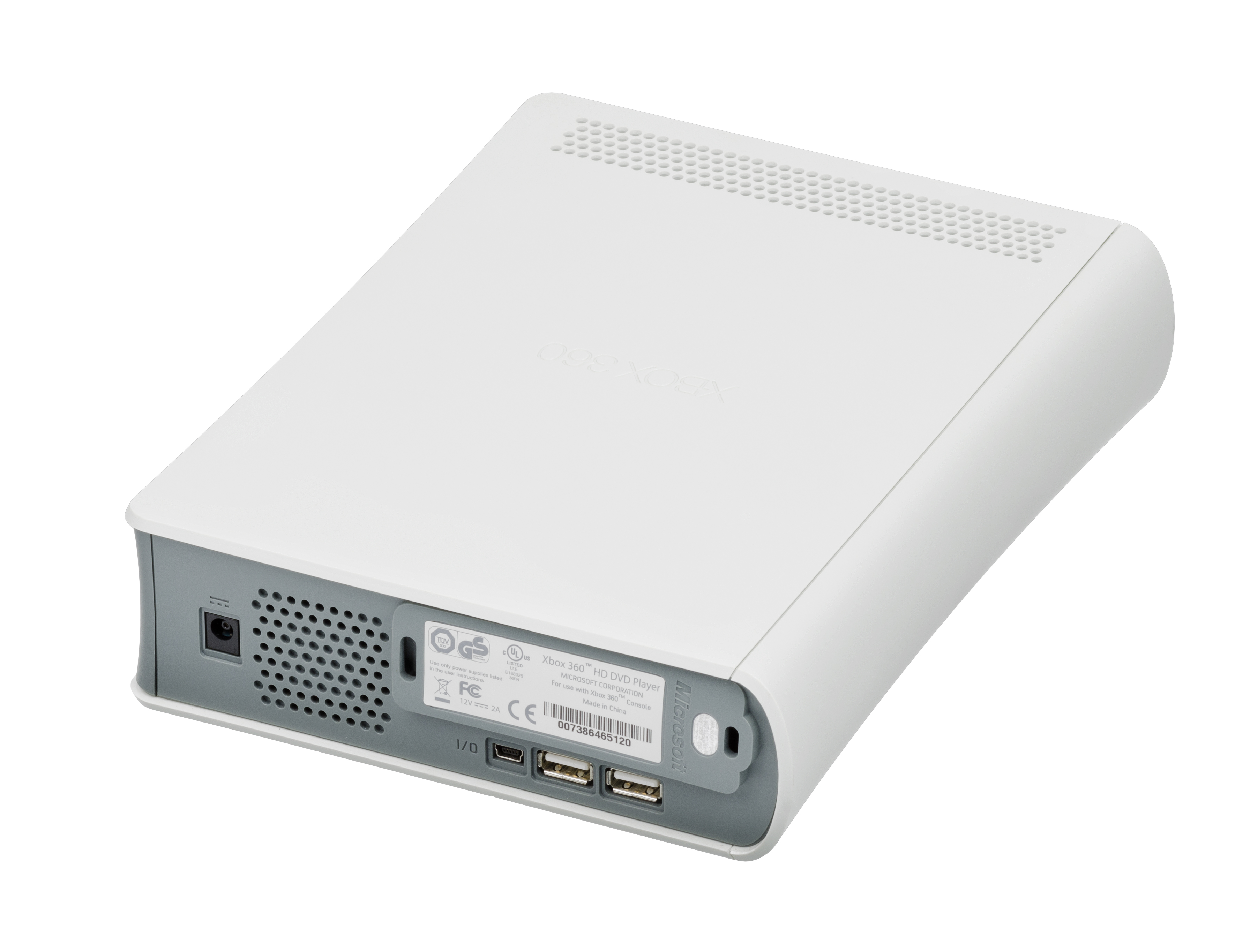
HD DVDプレイヤー（背面）

2005年12月14日、日本の一部報道機関がHD DVDドライブ搭載の新型が2006年春以降に発売になると伝えたが、マイクロソフト側はこの報道を否定。その後2006年1月5日に周辺機器として外付けHD DVDドライブを年内に発売すると発表。米国では同年11月7日に$199.99、日本では同年11月22日に20,790円（税込）で発売された。HD DVDおよびDVDの再生のみの対応であり、ゲームは起動できない。USBポートが2個ありコントローラなどを接続可能な他、ワイヤレスLANアダプターを取り付けることもできる（本体のUSB端子にHD DVDプレイヤーを接続し、HD DVDプレイヤーの背面に取り付ける形となる）。Windowsでも、ドライバーを手動でインストールすれば使用可能である。
HD DVDプレイヤー発売当時の本体はHDMI端子がない上にXbox 360はドルビーデジタル以上の上位音声規格に対応しなかったため、ドルビーデジタルプラスなど一部の音声フォーマットが使用不可となったが、既にXbox 360を購入済みのHDTVユーザには安価なHD DVD再生の選択肢となった。
マイクロソフトがHD DVDプレイヤーをXbox 360の周辺機器として発売したのは、PS3が、HD DVDの競合規格であるBlu-ray Discを標準搭載した事と関係が深いとみられている。
2007年7月26日、米マイクロソフトは北米で8月からXbox 360 HD DVD プレイヤーの値下げを実施。同年8月1日から9月30日までに購入した人に5枚のHD DVD作品を無料提供。
2008年1月8日、米国で開催された家電展示会「2008 International CES」において、米マイクロソフトXboxグループマーケティングマネジャーのアルバート・ペネロが「消費者から要望があればBlu-ray Disc対応も考える」と柔軟姿勢をコメント。同年2月6日、北米・豪州などでプレーヤーの値段を$179.99から$129.99に引き下げ、5枚のHD DVD作品を無料提供したが、日本では値下げが発表されなかった。
2008年2月19日には東芝が「HD DVD規格」に基づいたプレーヤー及びレコーダーのグローバルな事業に関して終息させることを発表し、「PC、ゲームなど向けのHD DVDドライブについても顧客企業の需要に配慮しながら量産を終了することを決定」するとした。これを受けてか2008年2月26日にマイクロソフト株式会社は「Xbox 360 HD DVD プレーヤー」の生産終了を発表、しかしサポートについては継続するとしている。実質HD DVDプレーヤーはサポート終了している。

## システムアップデート
同世代ゲーム機と同様に、ネットワーク経由で定期的なシステムアップデートを実施。バグ・不具合を解消したり、新しい機能・周辺機器に対応するようになる。基本的に年2回ペースで大規模なシステムアップデートを、新しい周辺機器にあわせて小規模なアップデートを実施。
2006年
- 1月30日
  - プレイ履歴の精度向上。
  - ゲーマープロフィール削除時のオプションでセーブデータの保持が可能になる。

- 6月6日
  - マーケットプレースでのダウンロードを6つまでのキュー方式に変更、オンラインプレイ時の一時停止。
  - マーケットプレースからダウンロードしたビデオ再生の早送り&巻き戻し、DVD再生時のレジューム対応。
  - 本体からの音楽再生がディスクアクセス中でも中断しなくなった。

- 10月30日
  - Xbox Live Arcadeのお試し版新着自動ダウンロードを追加。
  - フレンドへのXbox Live Arcade関連メッセージのテンプレート機能を追加。
  - 外部メモリやPCからの動画再生に対応。
  - ゲーム中の出力にD5追加。

- 11月30日
  - 有線ヘッドセット+ワイヤレスコントローラの認識を強化。
  - VGAケーブルによる出力の改善。

2007年
- 5月9日
  - Windows Live Messenger対応。
  - Xbox Liveマーケットプレースのブレードが独立。
  - 電源OFF時のダウンロード継続オプション追加。
  - 現在入っているゲームに関する情報表示。
  - Xbox Live Arcade関連メッセージのテンプレート追加。
  - Xbox Live Arcade全タイトルのお試し版自動ダウンロード機能追加。
  - 実績獲得時に項目名と獲得ゲーマースコアを表示。複数同時に獲得した場合は獲得数と合計ゲーマースコアを表示。

- 8月7日 - 『Guitar Hero II/III』用ワイヤレスギター対応。
- 9月21日 - Big Button Pad対応。
- 12月4日
  - Xboxクラシックス対応。これに伴い、通常ソフト・配信ソフトに関わらず旧Xboxソフトのプレイ履歴も残るようになった。
  - Xbox Live Arcadeとパッケージタイトルのデモ版の項目がゲームライブラリーに統合され、Xboxクラシックスもそこに入る。これに伴いXbox Live Arcadeに用意されていたメッセージのテンプレート機能がパッケージタイトルのデモ版やXboxクラシックスにも適用。
  - フレンドリストのブラウズ機能追加。
  - レーティング設定の一部翻訳修正。
  - ファミリータイマー追加。
  - お試し版の状態のXbox Live Arcadeに関する実績リストは記録されなくなる。ただし、アップデート以前にプレイしたものの実績リストは引き続き残ったままとなる（削除は後述の2008年11月アップデートで対応）。
  - Xbox Liveにおけるプロフィール機能に名前・地域・自己紹介を記述できる「パーソナルプロフィール」を追加。
  - チャットパッド使用時の小型メッセンジャーウィンドウを追加。
  - Xbox 360関連情報を配信する「インサイドXbox」対応。
  - Xbox Live Arcadeの自動ダウンロードが新着のみに戻る（全タイトルダウンロードは廃止）。

2008年
- 11月19日
  - 大規模アップデートとなる「New Xbox Experience（新Xbox体験）」が実施された。これにより従来の「ブレード」UIが完全廃止された。アップデートには128MBの空き容量があるストレージが必要なため、コアシステム及びアーケードを購入したユーザーには救済措置が行われた。
    - メニュー画面の大幅刷新。縦のチャンネルと横のパネルで選ぶ新ユーザーインタフェースに。
    - アバターの採用。カスタマイズにも対応し、一部の対応ゲームでは自分の分身としても登場する。
    - ゲームのハードディスクへのインストールと起動に対応。ゲーム起動時はDVDが必要になるが、それ以後はDVDドライブへのアクセスは行われない。
    - Xbox LIVE パーティーの搭載。パーティーメンバーはボイスチャットが他のゲーム時でも繋がるようになり、フレンド同士の写真の共有も可能になる。
    - Web マーケットプレースサービスへの対応。コンテンツをPCや携帯電話からの購入が可能になり、購入コンテンツはサインイン時に自動的にダウンロードされる。
    - ゲーマースコアが0のゲームの削除に対応。

  - ボイスチャットの音質向上。
  - 画面解像度に1440×900、1680×1050を追加。上下に黒帯を追加してサイズを合わせているため、それまでやや縦長だったのが改善される。
  - Xbox Live Arcadeタイトル自動ダウンロードとゲームライブラリ内のメッセージテンプレートが廃止。

2009年
- 8月11日
  - Xbox 360ソフトのダウンロード販売「ゲームオンデマンド」対応。
  - アバターの服やアクセサリを購入する「アバターマーケットプレース」を追加。
  - マーケットプレースでゲームやダウンロードコンテンツの各アイテムを5段階で評価可能に。
  - HDMI接続時に接続先デバイスの情報を取得し自動設定が可能になる。
  - ゲーマー情報に実績制覇タイトル数とゴールドメンバーシップ継続年数を表示。
  - ゴールドメンバーシップの有効期限や無効なWindows Live IDに対するアラート機能を追加。
  - ゲーマー情報のタイトル別実績リストからゲームを直接起動することが可能に。
  - フレンドリストをオンライン状態等でソート可能に。
  - 本体やXbox Liveに関するヘルプ機能を追加。
  - ファイルの作成日時を表示。
  - ユーザー辞書を追加。100語まで単語を登録できる。
  - ディスクの入っているディスクトレイをXボタンでオープン可能に。
  - ハードディスクにインストールしたデータが圧縮される。ただし以前にインストールしたデータは自動では圧縮されず、改めてインストールし直す必要がある。
  - キャッシュクリアのコマンド入力が必要なくなり容易に消せるようになった。

- 11月17日
  - TwitterとFacebookに対応（但しゴールドメンバーシップ会員かつ開始当初は18歳以上の会員のみ）。

2010年
- 4月6日
  - データ保存及びプロフィール、Xbox LIVEコンテンツの保存にUSBメモリが使用可能になる。使用可能なメモリは最大16GBまで。

- 11月1日
  - Xbox 360の起動画面のデモが新たなデザインに変更。
  - ダッシュボードのデザインが変更。メニューパネルが右奥へと流れていく仕様から、真横に並ぶ構成となった。
  - Kinect センサーを使用した各種操作、サービスが追加。
  - Xbox 360のフレンド、またはMessengerのメンバーとKinectを使ったビデオチャット「ビデオ Kinect」に対応。
  - 1080p のフルハイビジョンのストリーミングでの映画配信「ZUNE ビデオ」が開始。
  - Kinectへの対応により、アバターの頭身が変更。
  - マイXboxの項目に、新たに「アカウント管理」と「オンラインの安心設定」の項目が追加。
  - 全実績を解除したゲームの一覧と、数が表示されるようになった。

2011年
- 12月6日
  - ダッシュボードのデザインが変更。Kinect操作対応。
  - Zuneテレビを拡張したHuluサービス開始（ゴールド会員専用）
  - Kinectでのジェスチャーや音声操作により操作出来るシステムが拡張。
  - ビーコンや、512MBまでのセーブデータをインターネット上のクラウドに保存可能。
  - Facebook連携。自分がプレイしたゲームの解除実績を公開可能に。

2012年
- 10月16日
  - ダッシュボードデザイン変更。
  - Bing検索及びKinectを使った音声検索に対応。
  - Internet Explorer for Xboxサービス開始（ゴールド会員専用）。
  - Xbox Videoによるテレビ番組や映画のレンタル、購入に対応
  - 過去の閲覧結果を参考に、おすすめのコンテンツを表示するおすすめ/星付けに対応。星付けは、旧おすすめ度。
  - 自分の好みのコンテンツやゲーム等をホーム画面にまとめるピン留めに対応。
  - 日本語入力形式に日本語（スマートフォン式入力）を追加。
  - Xbox SmartGlassによるコントロールに対応。
  - USBストレージが最大32GBまで対応。

2013年
- 8月26日
  - マイクロソフトポイント廃止による現地通貨表示への変更、チャージ済ポイントの換算等。

2014年
- 6月
  - 一部のアプリがシルバー会員でも使用可能に

2015年
- 4月30日
  - USBストレージが最大2TBまで対応。
  - 最近行った注文履歴の表示に対応。
  - パスワードリセット機能に対応。
  - ネットワーク情報表示に対応。
  - Xbox ダッシュボードの右上隅に、Microsoft アカウントの残高が表示されるように改善。従来通り非表示にすることも可能。

- 9月17日
  - プレイ状況のフィード（「いいね!」、コメントなど）をXbox 360から行えるように改善。
  - Xbox OneとWindows 10ユーザーのプレイ状況を確認できるよう機能追加。
  - ゲームの詳細を表示する際やマーケットプレースを閲覧する際にもMicrosoft アカウントの残高が表示されるように改善。
  - メッセージからご利用コードを使うことできるようになった。
  - Microsoft 映画 & テレビの機能改善。

2016年
- 3月29日
  - 小規模なバグの修正および改良

2018年
- 5月22日
  - 小規模なバグの修正および改良

2019年
- 8月21日
  - 小規模なバグの修正および改良

- 11月12日
  - 小規模なバグの修正および改良。最終アップデートであるため、今後Xbox MarketplaceやXbox Liveが終了した際に備えたパッチも加えられた。

## ソフトウェア
Xbox時代はサードパーティーから発売されるマルチプラットフォームのソフトが少なかったが、Xbox 360発売から1年後にPlayStation 3が発売されると、PS3と360で同時発売されるマルチタイトルソフトが増加した。ゲーム開発側にとっては開発費が高騰し単独プラットフォーム（特にPS3単体の場合）では採算が取りにくいことと、現行機のシェア争いの行方が不透明でリスク分散が求められるためである。もう一つの同世代ハードであるWiiが480pまででHDに非対応であるなど性能の方向性が異なる事も影響しており、多くのメーカーがXbox 360向けの開発にシフトする形となった。また、PS3または360単独で発売された作品の相互移植や、PS3で展開されていたシリーズ作品が続編では360とのマルチとなるケースもある。
日本では本機発売前、スクウェア・エニックスが『ファイナルファンタジーXI』の移植を早々と表明。『ストリートファイター』シリーズ他の製作に携わった、元カプコンの岡本吉起が設立したゲームリパブリックがソフトの提供を行うことを発表するなど大手メーカーも参入した。
2006年4月には日本国内で人気RPG作品をリリースしているトライエースなどのメーカーによるソフト開発や、Xbox Live Arcadeでの作品数拡充が発表された。12月7日にはファイナルファンタジーシリーズを手がけた坂口博信が立ち上げた開発会社ミストウォーカーが、完全オリジナルタイトルとなるRPG『ブルードラゴン』及び同ソフトが同梱されたコアシステム「ブルードラゴンプレミアムパック」が発売され、ソフトは1ヶ月で10万本の売り上げを達成。Xbox 360本体もプレミアムパックを含めて10万台以上を売り上げた。
2007年1月25日にギャルゲー『THE IDOLM@STER』の発売により、Xbox Liveで使う通貨マイクロソフトポイントの売上げが大きく伸び、2007年2月末における出荷台数に対するXbox Live会員の比率が最も高い国が意外にも日本であることが判明。それ以降も『THE IDOLM@STER』によるマイクロソフトポイントの売り上げ増は続き、『トラスティベル 〜ショパンの夢〜』の発売までに『THE IDOLM@STER』のダウンロードコンテンツの売り上げは1億円、9月中頃までに1億5千万円を突破、2008年1月中旬の時点で3億円に到達した。同ソフトの販売本数も9月中旬の時点で5万本、2008年1月中旬に10万本に到達した。ダウンロードコンテンツの売上は全世界で3位と伝えられており、コンテンツ販売におけるビジネスモデルの例に挙げられるなど、Xbox Liveに関してはキラータイトルとして位置づけられている。
2008年6月に行われた「Xbox 360 RPG Premiere 2008」で『テイルズ オブ ヴェスペリア』と『インフィニット アンディスカバリー』の正式発売日やマルチタイトルソフトである『ラスト レムナント』Xbox 360版の先行発売や独占タイトル『スターオーシャン4 -THE LAST HOPE-』、『Fable II』、『Mass Effect』の発売が発表され、ソフトの充実がアピールされた。9月に行われた「Xbox 360 Media Briefing 2008」では本体の値下げに加え、『ニンジャブレイド』など国内外の幅広い新作ラインナップの紹介が行われた。10月に行われた「東京ゲームショウ2008」の基調講演ではXbox 360版『鉄拳6』、『NINETY-NINE NIGHTS II』、『Halo 3: ODST」などの新作が発表され、また大規模アップデートとなる「New Xbox Experience（新Xbox体験）」を11月19日から行う事が発表された。
2009年6月にロサンゼルスで行われたElectronic Entertainment Expoにて『メタルギアソリッドライジング』が発表された。同時に日本での発売も決定したが、最終的に2013年の発売時に日本でのXbox360版の発売は見送られた（『THE PHANTOM PAIN』も同様）。10月22日に発売された『週刊ファミ通』のクロスレビューにおいて、『ベヨネッタ』がXbox 360史上初の40点満点を獲得（PS3版は38点）。40点を獲得したのは初代Xboxから通じて初。
2010年1月26日に行われた「CAPCOM TITLE PREMIERE FOR XBOX 360」にて、『モンスターハンター フロンティア オンライン』を始めとする、Xbox 360向けタイトルの最新情報が発表された。9月8日に行われた「Xbox 360 Media Briefing 2010」で『FINAL FANTASY XIII ULTIMATE HITS INTERNATIONAL』や『Mass Effect 2』の日本での発売などが発表され、2011年春までにパッケージタイトルとKinect専用タイトルを合わせ、約100タイトルの発売を予定していることが明らかにされた。
2012年ごろから日本市場でXbox 360のソフトは急速に衰退を始め、事実上PS3がようやく売り上げ面で覇権を握るようになった。それ以降に発売されたディスク版ソフトウェアはプレミア化する傾向にある。2013年以降はXbox Oneの登場に伴い一部のディスクパッケージのロゴが変更され、最終的に海外では2018年までソフト供給が続いた。

## 広告
2006年夏以降、日本ではイメージキャラクターにTOKIOを起用し「do! do! do!」というキャッチコピーのもとテレビコマーシャルなどで展開された。TOKIOを使ったコマーシャルは『ロストプラネット』で終了。
2007年以降は一部を除き、ゲーム画面をメインとしたコマーシャル展開を行っていたが、2010年頃には初期PlayStationの広告を手掛けていた小霜和也を起用、「課長イザワ」と「同僚モリト」Xboxロゴの顔をした「三六丸」の三人で、有力ゲームタイトルをXbox 360に引っ張ってくる為、マイクロソフト社内に架空の営業部署「Xbox特命課」を設立し、交渉先のゲームキャラクターを相手に体当たり営業を行うなど、どこか間違った営業をしながらも、契約はきっちり取ってくるCM展開を実施した。主なタイトルは『モンスターハンターフロンティアオンライン』『北斗無双』『バーチャロンフォース』『アイドルマスター2』『ファイナルファンタジーXIII』など。
また、Kinect発売当初のTVCMにはSKE48を起用していた。

## 問題点

### システム関連
アップデートの際にサーバ側も更新され、以下の様な問題が起きたことがある。
- 2007年5月の更新では、マーケットプレースにおいて接続元のチェックを厳密に行って、コンテンツ提供範囲を意図した範囲に限定するようになった。配信コンテンツの地域間格差に対する不満から北米アカウントを併せて持つ場合が多かったためとされている。他地域用の既存アカウントが一斉削除されるという噂がユーザ間では広がっていたが、実際には削除は行われず、発表通りの地域チェックのみとなっている。
- 2007年12月に追加された「パーソナルプロフィール」において、「国と地域を書く」の項目に竹島とだけ入力すると「ご利用いただけない言葉」となり、一方で竹島の韓国名「独島」は問題なく通ることが判明[136]。マイクロソフトは2007年12月6日に「不適切な文字チェックがあったため修正作業中」とのコメントを公式サイト発表[137]、フジテレビがFNNスーパーニュースで竹島問題として全国報道し、島根県も外務省へ前述の内容を報告した。その後、2007年12月7日に「竹島」が登録可能となるよう文字チェックの仕様が修正された。

### 故障による集団訴訟

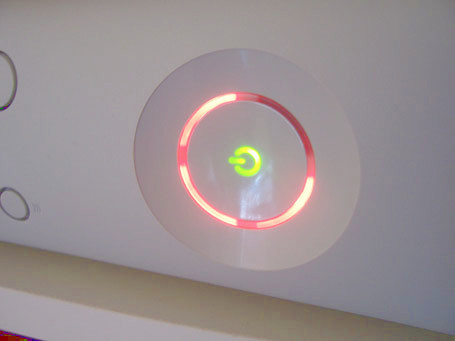
Xbox 360の故障時の表示

Xbox 360は発売当初からプレイ中の異常停止が指摘され、一部ユーザーからの集団訴訟に発展した。マイクロソフトは発生確率をごく僅かとしたが、ハードウェア設計とその他の諸問題は解決されず、北米で2006年12月に保証期間を90日から1年に延長。2007年4～6月期に全世界における修理交換のために10億5000万～11億5000万ドルを計上し、7月にはランプ3個が赤く点灯する場合に限り3年へと保証期間を延長した。保証期間切れのために有償修理したユーザーには修理代返金を実施。
原因は、熱による基板の変形など諸説が存在し、熱対策の甘さも指摘されている。2007年6月以降の修理分は熱対策が強化されているが、これに関してマイクロソフト側は「定期的な内部見直しの結果」として、故障問題に対する直接的な対応だという説を否定。
その後CPU周辺の見直しがなされ、2007年11月頃から、初期型より発熱量や消費電力の少ない「Falcon」と呼ばれているモデルが出回るようになった。日本でも11月から投入されたバリューパックはFalcon搭載型とされる。
2008年、ラストレムナント同梱版以降に出荷されたスタンダードモデルと2008年12月末から出荷されているアーケードモデルではGPUを65nmに変更しACアダプタを小型化した「Jasper」と呼ばれるモデルが出荷された。2010年6月から発売された「Xbox 360 S」からは、さらに消費電力を抑え小型化した「Valhalla」と呼ばれるモデルが出荷されている。
なお、本体が故障した場合に確実に出る可能性があるエラーは電源ボタン付近の赤ランプ3つが光った場合のみであり、1つ光るエラーは画面上にエラーコードが表示されるが、3つ光る場合は画面自体が出力されない。上の画像は3つが光った場合のエラーであり、いわゆる「死の赤リング」である。1つが光るエラーでもエラーコードが「E74」の場合は確実に修理が必要である。なお、2つ光った場合は本体の熱暴走の警告、4つ光った場合はXbox 360のHDMIポートが搭載されていない初期型でAVケーブルを正しく差し込まなかった場合に出る警告である。360S以降は赤リングの部分が光らず、中央のランプのみが赤色に点灯するようになった。